# Danh sách Shinigami của Bleach
Đây là danh sách của các Shinigami (死神 Tử Thần, nghĩa đen "Thần chết" hoặc Soul Reaper trong manga tiếng Anh), một nhóm nhân vật đặc trưng trong anime và manga Bleach, được tạo ra bởi Tite Kubo. Shinigami là một chủng tộc hư cấu của linh hồn cai quản dòng chảy của linh hồn giữa thế giới con người và thế giới bên kia được gọi là Soul Society (尸魂界 Thi Hồn Giới). Câu chuyện của Bleach kể về Kurosaki Ichigo trở thành Shinigami của thị trấn Karakura thay thế Kuchiki Rukia. Anh thực hiện nhiệm vụ của cô để bảo vệ các linh hồn và để linh hồn họ được siêu thoát, cũng như để chiến đấu chống lại các linh hồn nguy hiểm, không thể siêu thoát được gọi là Hollow.
Khi câu truyện tiếp diễn thì Rukia bị bắt bởi quân đội Shinigami của Soul Society vì đã giao sức mạnh của mình cho Ichigo và kết tử hình. Ichigo và bạn bè của mình đi cứu cô và buộc phải chiến đấu chống lại nhiều thành viên của Đội Cảnh vệ Soul Society. Cuối cùng, đội trưởng đội 5 Sosuke Aizen, đội trưởng đội 3 Ichimaru Gin và đội trưởng đội 9 Kaname Tousen, đào ngũ khỏi Soul Society tại thời điểm của cuộc giải cứu và bắt đầu một kế hoạch, làm gián đoạn trận chiến của Ichigo để đạt được sức mạnh lớn hơn với các Arrancar, tập trung vào câu chuyện với Aizen làm nhân vật đối kháng chính.

## Sáng tạo và khái niệm
Bleach được hình thành từ mong muốn của Tite Kubo là vẽ Shinigami ("Soul Reaper" trong bản bằng tiếng Anh) mặc kimono, hình thành cơ sở cho thiết kế của Shinigami . Trước khi quyết định sử dụng kimono, Kubo nghĩ về trang phục màu đen cho Shinigami nam và các trang phục khác cho Shinigami nữ, nhưng nghĩ rằng đó là quá chung chung và thay đổi thành kimono . Một số đặc điểm của họ, chẳng hạn như phép thuật kidō và các thanh kiếm zanpakutō cũng dựa trên văn học Nhật Bản . Thay vì sử dụng zanpakutō, Kubo muốn cho Shinigami sử dụng súng, với ngoại lệ của Rukia, người sẽ sử dụng một lưỡi hái.Nhận thấy súng không phù hợp với kimono, ông đã thay đổi chúng bằng kiếm. Khi được hỏi về các đội trưởng và đội phó được ông yêu thích, Tite Kubo trả lời bằng cách nói rằng ông thích "tất cả bọn họ" và rằng ông thích "hỗ trợ" những nhân vật "không dược độc giả ưa thích."  Kế hoạch ban đầu của cốt truyện không bao gồm cấu trúc phân cấp của Soul Society, nhưng bao gồm cả di sản Shinigami của Ichigo.

## Đặc điểm
Shinigami thường là linh hồn của con người đạt được năng lực siêu nhiên và chỉ có thể được nhìn thấy bởi những loài có nhận thức về tâm linh khác, mà không phải bởi hầu hết con người. Ngoài ra, họ có thể bị thương và chết, giống như con người bình thường, mặc dù đó phải là chấn thương lớn hơn so với mức độ thông thường.
Tất cả Shinigami đều có Zanpakutō (斬魄刀 Trảm phách đao
, nghĩa là, "thanh kiếm cắt hồn phách"), một vũ khí phản ánh khía cạnh của tâm hồn và nhân cách của họ. Bằng cách biết được tên linh hồn của thanh kiếm và thông qua đào tạo, Shinigami có thể mở khóa được chuyển đổi mạnh mẽ hơn của zanpakutō họ sở hữu. Chuyển đổi đầu tiên, được gọi Shikai (始解 Thủy Khai, nghĩa đen, "đầu ra"), là thay đổi hình dạng hiện tại của thanh kiếm để tạo điều kiện tốt hơn cho khả năng đặc biệt của nó. Shikai cũng hoạt động như một hợp đồng ràng buộc giữa một Shinigami và thanh kiếm để đảm bảo rằng sẽ không có ai, ngoài chủ sở hữu của vũ khí có thể sử dụng nó một cách đầy đủ. Chuyển đổi thứ 2, gọi là Bankai (卍解 Vạn Khai, nghĩa đen, "sự giải phóng cuối cùng"), đòi hỏi tối thiểu là 10 năm cho một Shinigami để làm chủ và một khi đã đạt được, họ có thể mở khóa đầy đủ tiềm năng của zanpakutō, tăng sức mạnh của nó lên nhiều lần . Mặc dù hiếm, không phải là không thể có hai người để biểu lộ cùng một zanpakutō và linh hồn. Đây được xem là điều cấm kỵ tối thượng của Gotei 13 và các cá nhân thể hiện linh hồn đó buộc phải chiến đấu cho đến chết để xác định chủ nhân thực sự của zanpakutō, như trong cốt truyện của Bleach: The Diamond Dust Rebellion. Nhiều Shinigami có thể sử dụng Kidō (鬼道 Quỷ Đạo, nghĩa đen, "con đường của quỷ"), một hình thức phép thuật được thực hiện bằng cách đọc một câu thần chú cụ thể. Hầu hết các kidō được nhìn thấy trong Bleach được sử dụng để tấn công, tự vệ hoặc ràng buộc người khác, mặc dù nó cũng có thể phục vụ cho các nhu cầu chuyên biệt hơn như chữa lành vết thương hoặc thông tin liên lạc trên một khoảng cách xa. Thần chú được xếp hạng bằng thang điểm từ 1 đến 99, cho thấy sự phức tạp của chúng và sức mạnh tổng thể. Phép cấp thấp có thể còn hiệu quả hơn nữa từ một người sử dụng kidō có tay nghề (ví dụ, Kuchiki Byakuya).
Shinigami hoạt động dựa trên Soul Society, là thế giới bên kia trong Bleach. Du hành giữa thế giới con người và Soul Society là rất hạn chế và được giám sát, nhưng một số Shinigami cũng đồn trú tại thế giới con người để thực hiện nhiệm vụ của họ. Nếu Shinigami này là một đội trưởng hoặc một đội phó thì họ sẽ có một Gentei Reiin, hay Spirit Restriction Seal, trên một số khu vực của cơ thể. Con dấu này sẽ hạn chế sức mạnh tâm tinh của họ đến một phần năm của toàn bộ sức mạnh của họ và nó chỉ có thể được hóa giải trong tình trạng khẩn cấp. Ngoài các luật này, cũng có tội cho một Shinigami ở lại trong thế giới con người lâu hơn chỉ dẫn. Nhiệm vụ của Shinigami bao gồm dẫn dắt linh hồn lang thang đến Soul Society bằng cách tiến hành thanh tẩy (魂葬 (こんそう) konsō) và thanh tẩy Hollow (linh hồn biến chất) vì tội lỗi của họ . Shinigami cao cấp và những loài tương tự có thể bay lên bằng cách đứng trên năng lượng tâm linh trong không khí.

## Đơn vị cảnh vệ của Shinigami

13 Đội trưởng Shinigami.

13 Đội phó Shinigami.

Gotei 13 (護廷十三隊 Goteijūsantai Hộ đình Thập tam đội) là tổ chức trung ương trong Soul Society mà hầu hết các Shinigami đều tham gia. Họ được chia thành 13 Đội với một số chuyên ngành nhất định.
- Đội 1 - Đội 1 là cấp bậc cao nhất của Gotei 13. Họ luôn luôn đối phó các trường hợp khẩn cấp một cách nhanh chóng với các quyết định và hành động nhanh chóng, chính xác.
- Đội 2 - Đội 2 có liên hệ trực tiếp với Onmitsukidō.
- Đội 3 - Đội 3 không có nghĩa vụ đặc biệt.
- Đội 4 - Đội 4 được biết đến với khả năng chữa thương.
- Đội 5 - Đội 5 không có nghĩa vụ đặc biệt. Họ được đào tạo bởi đội trưởng của họ.
- Đội 6 - Đội 6 không có nghĩa vụ đặc biệt, nhưng được xem như đơn vị mẫu mực bởi các Shinigami khác và được biết đến với việc tuân thủ nghiêm ngặt các quy tắc.
- Đội 7 - Đội 7 không có nghĩa vụ đặc biệt và được tạo thành bởi những người chân thành, sống khiêm tốn.
- Đội 8 - Đội 8 không có nghĩa vụ đặc biệt.
- Đội 9 - Đội 9 luôn luôn sẵn sàng vì là lực lượng an ninh của Gotei 13. Đội 9 cũng giám sát nghệ thuật và văn hóa.
- Đội 10 - Đội 10 không có nghĩa vụ đặc biệt.
- Đội 11 - Đội 11 được biết đến với lực lượng quân sự mạnh mẽ nhất với chuyên môn chiến đấu bằng kiếm.
- Đội 12 - Đội 12 là bộ phận nghiên cứu khoa học và là nhà của S.R.D.I. cho hơn 110 năm. Họ có liên quan trực tiếp đến Viện Nghiên cứu và Phát triển Shinigami hơn 100 năm trước được sáng lập bởi cựu đội trưởng Urahara Kisuke.
- Đội 13 - Đội 13 không có nghĩa vụ đặc biệt.

Các lực lượng quân sự tồn tại bên cạnh Gotei 13 thì phục vụ cho các mục tiêu chuyên biệt hơn như:
- Đội Kidō (鬼道衆 Kidōshū Quỷ đạo chúng) là một nhóm ẩn dật chuyên dùng kidō và chịu trách nhiệm về cổng kết nối giữa Society và thế giới con người.
- Onmitsukidō (隠密機動 Ẩn mật cơ động) thường được dẫn dắt bởi đội trưởng của Đội 2 được giao nhiệm vụ giám sát, hoạt động bí mật, bỏ tù những Shinigami có vấn đề và ám sát.
- Hộ vệ Hoàng gia (王属特務 Ōzokutokumu Vương thuộc Đặc vụ) hoặc Đội 0, là một nhóm bí mật gồm  những cựu đội trưởng hoặc những người đóng góp quan trọng cho Soul Society có nhiệm vụ bảo vệ Linh vương và gia đình của ông. Đây là đội mạnh nhất, có sức mạnh lớn hơn tổng sức mạnh của Gotei 13. Phần lớn các thành viên này đều là những Shinigami kì cựu, có tuổi thọ vào hàng cao nhất Soul Society, bằng hoặc thậm chí lớn tuổi hơn cả Yamamoto Genryūsai Shigekuni.

Hầu hết các Shinigami thuộc Gotei 13, Đội Kidō và Onmitsukidō đều được đào tạo qua học viện Shinō. Học viên Shinō (真央霊術院 Shinōreijutsuin Chân ương linh thuật viện) được Yamamoto sáng lập hơn 2100 năm trước  với giáo trình dạy tất cả các kỹ năng mà Shinigami có thể học được và học viên này không nằm trong sự kiểm soát của Trung tâm 46  nhưng lại bị ảnh hưởng bởi các Đại Gia Tộc mà tiêu biểu là Byakuya đã cho Rukia tốt nghiệp sớm đến 5 năm . Học viên chấp nhận mọi thành phần lứa tuổi với yêu cầu họ có linh áp và mong muốn trở thành một Shinigami. Ban đầu chương trình giảng dạy đến sáu năm, tuy nhiên hiện tại đã rút gọn lại còn 4 năm. Thông tin về các giáo viên rất ít ỏi, chỉ có một số người được cho biếy là đang làm giáo viên, sức mạnh của họ có thể là từ tam tịch quan trở lên mới có thể đứng lớp được.
Các đội trưởng (隊長 taichō) là lãnh đạo của 13 đội. Mỗi người điều khiển một đội cụ thể với ngoại lệ của Tổng đội trưởng (総隊長 Sōtaichō), người hoạt động như là đội trưởng của Đội 1 và lãnh đạo tối cao của Gotei 13; có ý nghĩa là rằng đây là một vị trí mặc nhiên. Tất cả các đội trưởng (kể cả Zaraki Kenpachi - manga) đều có thể sử dụng bankai từ zanpakutō của họ. Để đạt được vị trí đội trưởng, một Shinigami phải thể hiện chuyên môn tuyệt vời với khả năng và chiến thuật chiến đấu của Shinigami, và phải được phê duyệt bởi đội trưởng khác hoặc các thành viên của đội. Có ba cách để một Shinigami có thể trở thành một đội trưởng :
1. Làm bài kiểm tra trình độ đội trưởng mà trong đó đòi hỏi khả năng thực hiện bankai. Có lẽ hầu hết các Shinigami trở thành đội trưởng bằng cách sử dụng phương pháp này. Ít nhất 3 đội trưởng, bao gồm cả Đại đội trưởng, phải chứng kiến việc kiểm tra.
2. Có kiến nghị cá nhân của ít nhất 6 đội trưởng và được chấp thuận bởi ít nhất là 3 trong số 7 người còn lại.
3. Phải đánh bại (hoặc giết) một đội trưởng trong trận đấu một chọi một với ít nhất 200 người chứng kiến từ đơn vị của đội trưởng đó. Hầu hết đội trưởng Đội 11 là những người duy nhất được biết đến là đạt được thứ hạng của mình bằng cách sử dụng phương pháp này (trừ Unohana, Kenpachi thứ 2 và Kenpachi thứ 9).
Đội phó (副隊長 fukutaichō) là trợ tá của đội trưởng trong mỗi đội. Về xếp hạng, họ giữ ghế 2 trong đội. Trong trường hợp đội trưởng chết, ra đi hoặc các trường hợp khác làm cho họ không thể thực hiện nhiệm vụ của mình, đội phó sẽ hoạt động như là đội trưởng cho đến khi đội trưởng khác có thể được phân công . Các Tịch quan (席官 sekikan) đứng ở vị trí thứ 3 đến 20. Trong khi một cấp bậc thường được giao cho một người duy nhất, các cấp bậc thấp hơn thường được giữ bởi nhiều người. Cấp bậc cao hơn cũng có thể chỉ huy nhóm thứ 2 trong đội, ví dụ, Yamada Hanatarō nắm vị trí thứ 7 của Đội 4 và cũng là lãnh đạo cao nhất của Nhóm Cứu trợ Nâng cao thứ Mười Bốn.

## Danh sách Shinigami

### Đội 1

#### Kyōraku Shunsui

Kyōraku Shunsui

Kyōraku no Jirō Sōzōsuke Shunsui (京楽 次郎 総蔵佐 春水 Kinh Lạc Thứ Lang Tổng Tàng Tả Xuân Thủy) là đội trưởng hiện tại Đội 1 và là cựu đội trưởng Đội 8. Ông là một người khá thoải mái và lãng tử, được thể hiện rõ trên trang phục: ông đội mũ rơm và mặc một haori màu hồng thêu hoa bên ngoài đồng phục đội trưởng. Khi không làm việc (hầu hết thời gian), người ta thấy ông uống rượu sake và ngủ trưa. Những lúc khác, ông thích đuổi theo phụ nữ, đặc biệt là đội phó Nanao (ông gọi cô là Nanao-chan). Shunsui có phong cách nói khác biệt hơn so với nhiều nhân vật khác trong Bleach; ông thường gọi các đồng nghiệp và những Shinigami khác theo tên của họ, thường theo sau là một tước hiệu cao quý. Shunsui là một người yêu chuộng hòa bình và luôn luôn cố gắng tìm một giải pháp không bạo lực, mặc dù ông cũng không muốn xúc phạm đối thủ bằng cách từ chối chiến đấu với họ. Ông và người bạn Jūshirō Ukitake là hai trong số các đội trưởng lâu năm nhất trong Gotei 13. Cả hai đều được đào tạo bởi Tổng tư lệnh Yamamoto, người mà Shunsui gọi là lão già Yama (山じい Yama-jii). Mặc dù yêu chuộng hòa bình, ông là một chuyên gia chiến đấu chuyên nghiệp, có khả năng đánh bại Espada số 1 chỉ với shikai. Ông sau đó được thăng chức đội trưởng của Đội 1 cũng như tổng chỉ huy của toàn bộ Gotei 13 sau cái chết của Yamamoto và chọn Nanao và Okikiba Genshirō làm đội phó.
Zanpakutō của Shunsui là Katen Kyōkotsu (花天狂骨 Hoa Thiên Cuồng Cốt). Zanpakutō của ông độc đáo ở chỗ nó tồn tại ở dạng hai thanh kiếm hoàn toàn riêng biệt, tương tự như hai thanh daishō. Trong trạng thái shikai, cặp daishō của Katen Kyōkotsu biến thành hai thanh kiếm lớn tương tự như đao hoặc gươm lưỡi cong. Khi kích hoạt với lệnh "Gió nhẹ đìu hiu - Thánh hoa ca hát, Giông tô đùng đùng - Thiên quỷ gầm gừ" (花風紊れて花神啼き 天風紊れて天魔嗤う Hana Kaze Midarete Kashin Naki, Tenpū Midarete Tenma Warau Hoa Phong Vấn Loạn - Hoa thần minh đề, Thiên phong vấn loạn - Thiên ma si tiếu), Katen Kyōkotsu có khả năng "biến trò chơi của trẻ con thành hiện thực". Trò chơi đầu tiên, Bushōgoma (不精独楽 Bất Tinh Độc Lạc), liên quan đến việc quay xung quanh luồng gió như con quay. Trò thứ hai, Takaoni (嶄鬼 Tiệm Quỷ), tuyên bố rằng bất cứ ai cao nhất là người chiến thắng. Trò thứ ba, Kageoni (影鬼 Ảnh Quỷ), buộc người chơi thay đổi bóng của chính mình; bất cứ ai bước vào bóng, thậm chí của riêng họ, sẽ được tuyên bố là người thua cuộc. Trò chơi cuối cùng là Irooni (艶鬼 Sắc Quỷ) thì liên quan đến việc người chơi gọi ra tên của màu sắc và sau đó chém kẻ thù ở màu sắc được hiển thị. Tuy nhiên, nếu màu sắc không phải là trên cơ thể của người gọi nó ra thì thiệt hại tạo ra là tối thiểu; màu sắc được tuyên bố là phổ biến trên cơ thể của người gọi, thiệt hại của cuộc tấn công sẽ tăng lên. Khi đấu với Coyote Starrk Shunsui định sử dụng bankai thì Ukitake cảnh báo ông không nên sử dụng nó ở nơi nhiều người có thể nhìn thấy. Katen Kyōkotsu cũng là một zanpakutō tự do trong Zanpakutō Unknown Tales của anime như là 2 người phụ nữ khác nhau; một cô chủ thời phong kiến ở Nhật Bản và vệ sĩ ninja cầm thanh kiếm của Shunsui. Bankai của Katen Kyōkotsu là Katen Kyōkotsu: Karamatsu Shinju(花天狂骨 枯松心中 Hoa Thiên Cuồng Cốt: Hắc Tùng Tâm Trung) mà ông chỉ sử dụng khi đồng đội của ông đang ở một khoảng cách an toàn từ tự [10] khi phát hành, Bankai Shunsui của bao gồm một khu vực rộng lớn xung quanh Shunsui trong một hào quang. Hào quang này thay đổi nhận thức của người khác của môi trường xung quanh, làm cho họ cảm nhận nó như tối tăm, ảm đạm và u ám, và làm người khác cảm thấy mức độ khác nhau của u sầu và tuyệt vọng. [11] Trong khi nó vẫn duy trì hình thức Shikai của nó, Bankai của nó cho phép Shunsui để biểu lộ những câu chuyện khác nhau, trong đó có thể giết chết một đối thủ dễ dàng. Nó cũng thể hiện tinh thần của Shunsui của zanpakutō , một bà chủ thời phong kiến Nhật Bản được gọi là Katen, người đã tạo ra một kunoichi nhánh tên là Kyōkotsu giữ Shinken Hakkyōken cho đến khi Nanao cuối cùng yêu cầu nó.
Trong anime, Shunsui được lồng tiếng bởi Ōtsuka Akio trong bản tiếng Nhật và Steve Kramer trong bản lồng tiếng Anh.
Các trận chiến:
- Shunsui, và Ukitake Jūshirō - Azashiro Soya: Đình chiến
- Shunsui - Yasutora Sado: Thắng
- Shunsui và Ukitake Jūshirō - Yamamoto Genryūsai Shigekuni: Đình chiến
- Shunsui và Ukitake Jūshirō - Coyote Starrk: Gián đoạn
- Shunsui - Coyote Starrk: Thắng
- Shunsui, Hitsugaya Tōshirō, Komamura Sajin, Soi Fong, Hirako Shinji, Aikawa Love, Ōtoribashi Rōjūrō và Yadōmaru Lisa - Aizen Sōsuke: Thua
- Shunsui - Robert Accutrone: Gián đoạn
- Shunsui và Ise Nanao (hỗ trợ) - Jugram Haschwalth: Đình chiến
- Shunsui - Lille Barro: Gián đoạn
- Shunsui (hỗ trợ) và Ise Nanao - Lille Barro: Thắng
- Shunsui, Shihōin Yoruichi, Muguruma Kensei, Tier Harribel, Hisagi Shūhei, Liltotto Lamperd, Grimmjow Jaegerjaquez, Nelliel Tu Odelschwanck, Ginjō Kūgo - Tsunayashiro Tokinada và Michibane Aura (hỗ trợ): Thắng

#### Sasakibe Chōjirō

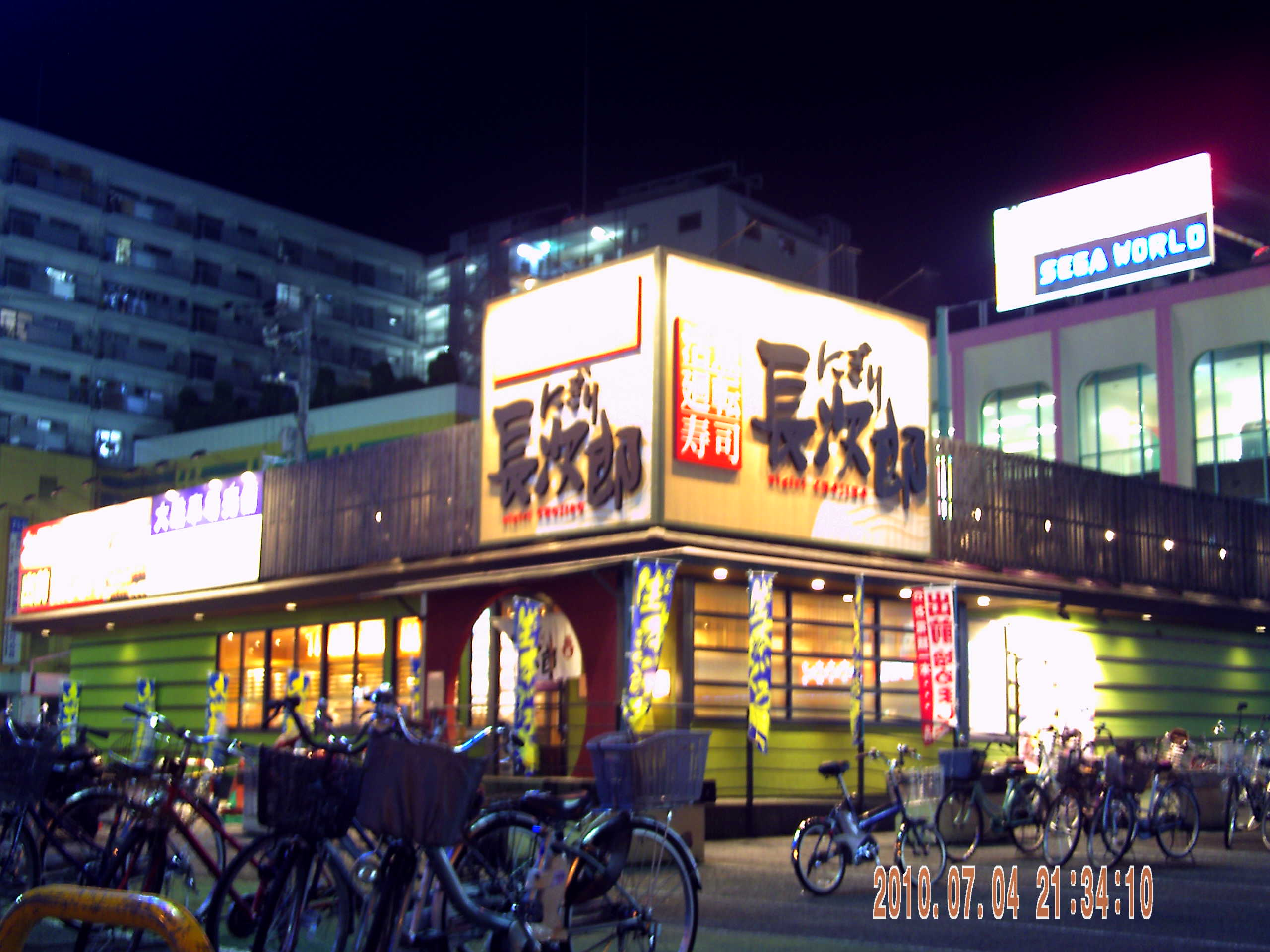
Sasakibe Chōjirō

Sasakibe Chōjirō Tadaoki (雀部 長次郎 忠息 Tước Bộ Trường Thứ Lang Trung Tức) là cựu đội phó của Đội 1 dưới quyền Yamamoto và mặc trang phục một bộ jinbaori màu trắng. Ông là đội phó ít nhất được nhìn thấy nhất cho đến khi xuất hiện lần đầu tiên trong manga. Không giống như hầu hết các đội phó khác, ông thường xuất hiện trong các cuộc họp giữa các đội trưởng. Ông là Shinigami duy nhất không tham gia cuộc chiến bảo vệ thị trấn Karakura do ông phải bảo vệ thị trấn giả với một rào cản lớn. Trong một omake cho thấy rằng trong một nhiệm vụ ở thế giới thực, ông rất thích trồng trà và pha trà cho riêng mình. Ông và 106 Shinigami khác đã chết trong cuộc xâm lược đầu tiên của Wandereich vào Soul Society. Trong đám tang của Chōjirō, ông được tiết lộ là đạt được bankai trước cả Kyōraku Shunsuinvà Ukitake Jūshirō nhưng do lòng trung thành với Tổng đội trưởng nên không bao giờ sử dụng nó, thậm chí từ chối vị trí đội trưởng.
Zanpakutō của ông là Gonryōmaru (厳霊丸 Nghiêm Linh Hoàn, đại khái là "linh hồn uy nghi"). Lệnh shikai của nó là "Đâm xuyên" (穿て ugate), biến nó thành một thanh trường kiếm với khả năng đặc biệt của nó vẫn chưa được biết đến. Tuy nhiên, linh hồn tự do của Gonryōmaru trong arc Zanpakutō Unknown Tales của anime có thể tạo ra sấm chớp và sử dụng các đám mây và mưa bão để tăng sức mạnh. Linh hồn của Gonryōmaru là một Rōnin cảm thấy tức giận do chủ nhân của mình không quá nổi bật . Bankai của Gonryōmaru là "Kōkō Gonryō Rikyū" (黄煌厳霊離宮 Hoàng Hoàng Nghiêm Linh Li Cung , nghĩa đen "Cung điện sắc vàng rực rỡ") có thể tạo ra một tia chớp từ lưỡi kiếm và sẽ kéo dài và biến đổi thành một mái vòm sét trên đầu người sử dụng và gắn chặt vào mặt đất bởi một số lượng lớn các trụ cột sét. Những trụ cột này có thể được điều khiển theo ý muốn để gây sốc đối thủ.
Trong anime, Chōjirō được lồng tiếng bởi Yamaguchi Taro trong bản tiếng Nhật và Michael McConnohie trong bản lồng tiếng Anh ở tập 54 và bởi Dan Woren trong tất cả các lần sau đó.
Các trận chiến:
- Chōjirō - Yamamoto Genryūsai Shigekuni: Thua
- Chōjirō, Kotetsu Isane và Ōmaeda Marechiyo - Kurosaki Ichigo: Thua
- Chōjirō - Driscoll Berci: Thua

#### Ise Nanao

Ise Nanao

Ise Nanao (伊勢 七緒 Y Thể Thất Tự) là đồng đội phó hiện tại Đội 1 và là cựu đội phó Đội 8. Cô lần đầu tiên gia nhập khi còn là một cô bé và rất được yêu mến bởi cựu đội phó Yadōmaru Lisa. Nanao là một người rất nghiêm túc và thực dụng (tương tự như Yadōmaru Lisa) nên do đó mâu thuẫn với các trò hề ngớ ngẩn của Shunsui. Mặc dù vậy, cô rất tôn trọng đội trưởng và làm theo các hướng dẫn của ông mà không chút do dự. Cô hay bị Shunsui gạ gẫm tán tỉnh bằng đủ mọi trò, và lúc như vậy cô hoặc là rầy la, hoặc là đập cho ông vài cái (thường là dùng cái quạt). Khi cực kì khó chịu, cô sẽ gỡ mắt kính của mình ra. Mặc dù khuôn mặt của cô không bao giờ được cho thấy trong khi làm như vậy, hành động này rõ ràng là khá đáng sợ vì hầu hết những ai thấy đều sẽ lắp bắp và bủn rủn chân tay vì sợ hãi. Cô trở thành đội phó của Đội 1 cùng tam tịch Okikiba Genshirō sau khi Shunsui được phong làm Tổng tư lệnh sau khi Yamamoto chết.
Zanpakutō của cô là Shinken Hakkyōken (神剣八鏡剣 Thần Kiếm Bát Kính Kiếm), một thanh kiếm thánh được truyền từ đời này sang đời khác qua các tộc trưởng của tộc Ise, gia tộc nữ quyền và của các thầy tu theo Thần đạo. Do lời nguyền đến từ thanh kiếm là mỗi thế hệ con gái duy nhất trong tộc khi cưới chồng thì chồng đều mất sớm nên mẹ của Nanao đã nhờ Kyōraku Shunsui, em chồng của bà cất giấu để con gái của mình có thể thoát khỏi lời nguyền. Quyết định thực hiện tâm nguyện của chị dâu, Shunsui đã tạo ra Kyōkotsu từ Katen để cất đi nhưng trong trận chiến với Lille Barro thì cô nói với ông là cô đã biết bí mật về thanh kiếm nên đã trao lại cho cô. Shinken Hakkyōken là một thanh kiếm thường được dùng trong các nghi thức lễ tế nên không có lưỡi kiếm, được trang trí sặc sỡ xung quanh và trên thân kiếm mỗi mặt có 4 ô hình thoi như những tấm kính. Zanpakutō này vốn không dùng để giết người mà được tạo để chống lại các vị thần, nhưng cũng có thể chém đối thủ. Khả năng của nó là hấp thụ sức mạnh của thần và phân tán ra tám phương hướng khác nhau. Trong trận chiếm với Lille Barro, với sự giúp đỡ của Shunsui cô đã phản công lại chiêu Trompete của hắn và khiến hắn bị tan ra thành nhữnh mảnh nănh lượng. Tuy nhiên luồng năng lượng thanh kiếm phân tán ra cũng có khả năng làm bị gây hại cho bản thân cô nếu cô không cẩn thận trong việc sử dụng nó.
Trong anime, Nanao được lồng tiếng bởi Nabatame Hitomi trong bản tiếng Nhật và Kate Higgins trong bản lồng tiếng Anh.
Các trận chiến:
- Nanao (hỗ trợ) và Kyōraku Shunsui - Jugram Haschwalth: Đình chiến
- Nanao và Kyōraku Shunsui (hỗ trợ) - Lille Barro: Thắng

#### Okikiba Genshirō

Okikiba Genshirō

Okikiba Genshirō (沖牙 源志郎 Xung Nha Nguyên Chí Lang) là đồng đội phó hiện tại và là cựu tam tịch quan Đội 1 dưới quyền Yamamoto. Trong cuộc tấn công của Wandereich vào Soul Society, Genshirō được Yamamoto cho bảo vệ doanh trại của Đội một trong khi ông ra nghênh chiến. Khi Juha Bach phá hủy doanh trại, Genshirō may mắn sống sót và sau đó được Kyōraku Shunsui chọn làm đồng đội phó của Đội 1 cùng với Ise Nanao khi ông được phong làm Tổng đội trưởng của Gotei 13 sau cái chết của Yamamoto.

#### Kisaragi Shin'etsu
Kisaragi Shin'etsu (如月 信越) là một thành viên của Đội 1 trong anime và là cha của Amagai Shūsuke. Khi Trung tâm 46 từ chối yêu cầu điều tra gia tộc Kasumiōji của Genryūsai Shigekuni Yamamoto do liên quan đến Bakkōtō, Yamamoto phái Kisaragi thâm nhập vào trụ sở của Kasumiōji nhưng ông lại bị bắt giữ bởi Gyōkaku Kumoi, người gắn Bakkōtō lên ông. Bằng cách điều khiển Bakkōtō, Kumoi ép Shin'etsu tấn công Yamamoto, buộc Yamamoto phải giết ông để tự vệ. Shūsuke sau đó tìm tìm thấy Shin'etsu và nghe lời trăn trối cuối cùng của cha mình "Hãy coi chừng Bakkōtō".
Shin'etsu được lồng tiếng bởi Otsuka Hōchu trong bản tiếng Nhật và Joe Ochman trong bản lồng tiếng Anh.

#### Harada Nobuhiro, Arata Denbei, Kawa Mikage, Yama (hoặc Zama) Hikaru và Kimiyasu
Là những học viên Shinigami được chọn vào Đội 1 khoảng 100 năm trước. Tên của họ được đề cập rõ tại chương 652 của manga.

### Đội 2

#### Soi Fong

Soi Fong

Soi Fong (砕蜂 bính âm: Suì Fēng Toái Phong), tên khai sinh Fong Shaoling (蜂 梢綾 bính âm: Fēng Shaolíng Phong Sao Lăng) là đội trưởng hiện tại Đội 2 và cũng là Tư lệnh hiện tại của lực lượng đặc biệt Onmitsukidō. Cô là một người chăm chỉ, với vẻ ngoài của một tomboy và là người tin tưởng vào các mệnh lệnh. Cô cũng tỏ ra trái ngược với cấp dưới của cô vì tin rằng điều này sẽ giúp giữ yên họ. Trong suốt thời thơ ấu, cô phục vụ như là vệ sĩ và cuối cùng là người bảo trợ bởi Shihōin Yoruichi, người mà cô đã phát triển một mối quan hệ thân thiết. Khi Yoruichi rời khỏi Soul Society, Soi Fong bị sốc bởi thực tế là Yoruichi đã không đưa cô đi cùng. Khi Yoruichi trở về Soul Society gần một thế kỷ sau đó, Soi Fong giao chiến với cô nhưng bị đánh bại. Khi hỏi Yoruichi tại sao lại bỏ cô lại phía sau thì Yoruichi đã không trả lời và cả hai bắt đầu thay đổi . Mối quan hệ giữa hai người sau đó chuyển sang trạng thái hài hước: Soi Fong thích bất cứ thứ gì giống như mèo đen (hình dạng mà Yoruichi sử dụng theo ý muốn) và hiển thị sự ghen tị khi Yoruichi đi cùng với một ai đó khác. Soi Fong cũng áp dụng các kỹ thuật chiến đấu tương tự như Yoruichi khi giao chiến với kẻ thù bằng cách chiến đấu tay không với khả năng shunpo.
Zanpakutō của cô là Suzumebachi (雀蜂 Tước Phong, nghĩa đen là "ong bắp cày"). Khi kích hoạt với lệnh "Chích đối phương cho tới chết" (尽敵螫殺 Jinteki Shakusetsu), nó co lại thành một găng tay đen và vàng, với một chuỗi xích nhỏ gắn liền nó với một lưỡi ngòi trên ngón tay giữa của cô. Bất cứ khi nào nó đâm một đối thủ, một biểu tượng giống như bướm gọi là đỉnh ong bắp cày (蜂紋華 hōmonka) sẽ xuất hiện từ điểm tiếp xúc đó. Nếu Suzumebachi đâm cùng vị trí đó một lần nữa, đối thủ sẽ chết . Hơn nữa, nếu Soi Fong bị nhiễm độc từ bên ngoài, cô có thể tự đâm chính mình với zanpakutō để chống lại chất độc mới với độc của chính cô và vô hiệu hóa nó. Bankai của Suzumebachi, Jakuhō Raikōben (雀蜂 雷公鞭 Tước Phong Lôi Công Tiên, nghĩa là "Roi da Sấm Sét của Ong bắp cày") sẽ biến nó thành ống phóng tên lửa áo giáp vàng bao lấy toàn bộ cánh tay phải của Soi Fong, được cô đề cập đến như là cồng kềnh và không có khả năng che giấu và do đó không thích hợp để sử dụng trong các nhiệm vụ cần bí mật. Trong hình dạng này, Suzumebachi trở thành một vũ khí tầm xa cho phép Soi Fong phóng một trái tên lửa lớn. Độ giật của nó khiến cô phải được neo vào một vật đứng yên ở gần đó thông qua một chất liệu vải nâng cao (áo giáp) được gọi là Ginjōtan (銀条反 Ngân Điều Phản). Soi Fong cũng lưu ý rằng bình thường cô chỉ có thể sử dụng bankai một lần trong 3 ngày nên nếu sử dụng nó nhiều hơn một lần trong một ngày sẽ hút cạn số lượng lớn năng lượng tâm linh của cô. Soi Fong cũng nổi tiếng trong Soul Society với tốc độ di chuyển cao, shunpo và kỹ thuật Flash Release, shunkō. Suzumebachi xuất hiện như là một zanpakutō tự do trong Zanpakutō Unknown Tales của anime như một cô gái nhỏ bé ong bắp cày giống với tính linh hoạt để phù hợp với chuyển động tốc độ cao của Soi Fong.
Trong anime, Soi Fong lúc đầu được lồng tiếng bởi Kawakami Tomoko và sau đó bởi Kuwashima Hōko trong bản tiếng Nhật và Karen Strassman trong bản lồng tiếng Anh.
Các trận chiến
- Soi Fong - Shihōin Yoruichi: Thua
- Soi Fong và Ōmaeda Marechiyon (hỗ trợ) - Ggio Vega: Thắng
- Soi Fong và Ōmaeda Marechiyon (hỗ trợ) - Baraggan Louisenbairn: Gián đoạn
- Soi Fong và Ushōda Hachigen - Baraggan Louisenbairn: Thắng
- Soi Fong, Kyōraku Shunsui, Hitsugaya Tōshirō, Komamura Sajin, Hirako Shinjo, Aikawa Love, Ōtoribashi Rōjūrō và Yadōmaru Lisa - Aizen Sōsuke: Thua
- Soi Fong và Ōmaeda Marechiyon (hỗ trợ) - BG9: Thắng

#### Ōmaeda Marenoshin
Ōmaeda Marenoshin (大前田 希ノ進 Đại Tiền Điền Hy Chi Tiến) là cựu đội phó Đội 2 hơn 110 năm trước dưới quyền Yoruichi. Ông là cha của Marechiyo, có nhiều đặc điểm và ngoại hình tương tự như con trai mình nhưng có phong cách ăn mặc hiện đại, đeo nhiều trang sức trên người, mái tóc màu nâu và đeo một kính mát. Marenoshin là người rộng rãi, đối xử với những người nghèo hơn ông như thể họ là con của mình. Ít xuất hiện nên thông tin về ông rất ít ỏi, Marenoshin được cho là có nhiều kỹ năng tốt hơn Marechiyo, con trai ông. Sau khi rời Gotei 13, ông đã hưởng thụ một cuộc sống phú quý và xa hoa.

#### Ōmaeda Marechiyo
Ōmaeda Marechiyo (大前田 希千代 Đại Tiền Điền Hi Thiên Đại) là đội phó hiện tại Đội 2 và đội trưởng của Lực lượng Tuần tra Đặc biệt. Một gã đàn ông cao to với một cái miệng rộng, với tính cách ngạo mạn và ngốc nghếch. Một omake tiết lộ rằng anh xuất thân từ một gia đình giàu có và được tiết lộ để có một tên dài kì cục: Marechiyo Yoshiayamenosuke Nikkōtarōemon Ōmaeda (大前田 日光太郎右衛門 美菖蒲介 希千代).. Những nhân vật khác nghi ngờ anh có được vị trí là một đội phó do ảnh hưởng của gia đình. Mặc dù có thái độ ngạo mạn và ngu ngốc, anh là một nhà chiến thuật có tay nghề, không để mình gặp nguy hiểm trong nhiệm vụ, và chỉ giả vờ yếu đuối và ngu dốt để đối thủ đánh giá thấp anh ta, và bằng cách này để hỗ trợ anh chiến thắng một trong các arrancar của Aizen .

Marechiyo

Zanpakutō của anh là Gegetsuburi (五形頭 đại khái: "năm cái đầu") và được kích hoạt bằng lệnh "Nguyền nát" (打っ潰せ buttsubuse). Trong hình dạng shikai, Gegetsuburi trở thành một quả bóng đầy gai và có dây xích gắn vào và có thể được ném để tấn công ở khoảng cách xa. Gegetsuburi xuất hiện như một zanpakutō tự do trong Zanpakutō Unknown Tales của anime với hình ảnh của một người béo phì, không mặc áo hay đổ lỗi cho Marechiyo cho diện mạo của mình.
Trong anime, Ōmaeda được lồng tiếng bởi Kashii Shōto trong bản tiếng Nhật và Lex Lang trong bản lồng tiếng Anh.
Các trận chiến:
- Marechiyo, Sasakibe Chōjirō và Kotetsu Isane - Kurosaki Ichigo: Thua
- Marechiyo - Nirgge Parduoc: Thắng
- Marechiyo (hỗ trợ) và Soi Fong - Ggio Vega: Thắng
- Marechiyo (hỗ trợ) và Soi Fong - Baraggan Louisenbairn: Gián đoạn
- Marechiyo, Ōmaeda Marenoshin và Shirogane Ginjirō - Azashiro Sōya: Gián đoạn
- Marechiyo (hỗ trợ) và Soi Fong - BG9: Thắng

#### Ichikawa Atsushi, Hanyuu Reijirou, Togawa Yasuharu, Ryuuta Masamichi và Haidaohkanakou
Là những học viên Shinigami được chọn vào Đội 2 khoảng 100 năm trước. Tên của họ được đề cập rõ tại chương 652 của manga.

### Đội 3

#### Ōtoribashi Rōjūrō

Ōtoribashi Rōjūrō (Rose)

Ōtoribashi Rōjūrō (鳳橋 楼十郎 Phượng Kiều Lâu Thập Lang) hoặc Rose (ローズ Rōzu) là đội trưởng hiện tại Đội 3. Khoảng 100 năm trước, anh cũng là đội trưởng Đội 3 nhưng bị Aizen hãm hại trở thành một Visored, mất vị trí và rời khỏi Soul Society. Rose là một người có vẻ ngoài nữ tính với mái tóc vàng dài, gợn sóng và mặc áo sơ mi. Anh rất có hứng thú với âm nhạc, vì anh nhiều lúc nói với Love về bài hát của những ca sĩ và từng được nhìn thấy là chơi hoặc điều chỉnh guitar trong vài tình huống. Rose cũng khá là bình tĩnh và tỏ ra rất thông thái hơn hẳn những người khác trong nhóm, mặc dù hay nổi nóng khi Love thường làm mất hứng đọc manga của anh . Mười bảy tháng sau khi Aizen bị đánh bại, Rose được phép trở về Soul Society và được phục chức đội trưởng Đội 3.
Zanpakutō của anh là Kinshara (金沙羅 Kim Sa La). Shikai của nó được kích hoạt với lệnh Chơi thôi nào (奏でろ kanadero), biến thanh kiếm thành một cây roi vàng với một bông hoa ở trên đầu. Khả năng là Kinshara Sōkyoku Dai Jūichiban - Izayoi Bara (金沙羅奏曲第十一番・十六夜薔薇 Kim Sa La Tấu Khúc Đệ Thập Nhất Phiên - Thập Lục Dạ Tường Vi) của Kinshara tạo ra một cơn lốc âm thanh dội lại với sức mạnh như sóng xung kích, phá hủy tất cả mọi thứ trong một khu vực nhất định. Bankai của anh là Kinshara Butōdan (金沙羅 舞踏団 Kim Sa La Vũ Đạp Đoàn) cho phép Rose tạo ra một đôi tay khổng lồ được quấn băng như xác ướp với tay phải cầm một cây đũa nhọn và 17 hình nhân xác ướp trước mặt có bông hoa nở mà anh gọi là Vũ công tử thần, bản thân Rose cũng cầm đũa nhọn để điều khiển, các đòn tấn công của anh là ảo ảnh nhưng khi đối phương bị lừa thì kẻ đó cũng sẽ phải nhận lấy vết thương thật. Các khả năng của nó là Lướt sóng (海流 Hải lưu) khiến các hình nhân bao quang đối thủ và xoay vòng kèm theo nước cho đến khi tạo nên xoáy nước, Prometheus (火山の使者 Hỏa sơn sử giả) các hình nhân tạo lửa nhấn chìm đối thủ, Ein Heldenleben (英雄の生涯 Anh hùng sinh nhai) nhưng chưa kịp thi triển chiên này thì Rose bị Mask De Masculine đánh bại. Mặt nạ hollow của anh khác với những người còn lại, nó có hình mỏ chim nhô ra và giống mặt nạ của những bác sĩ chữa dịch hạch thời trung nổ, có khả năng tăng sức mạnh cơ bản của anh lên nhiều lần.
Trong anime, "Rose" được lồng tiếng bởi Kashii Shouto trong bản tiếng Nhật  và Christopher Corey Smith trong bản lồng tiếng Anh.
Các trận chiến:
- Rose, Yadōmaru Lisa, Hirako Shinji, Aikawa Love và Ushōda Hachigen - Muguruma Kensei (hollow) và Kuna Mashiro (hollow): Thắng
- Rose và Aikawa Love - Coyote Starrk: Gián đoạn
- Rose, Hirako Shinji, Aikawa Love, Yadōmaru Lisa, Kyōraku Shunsui, Hitsugaya Tōshirō, Komamura Sajin, Soi Fong - Aizen Sōsuke: Thua
- Rose và Muguruma Kensei - Mask De Masculine: Thua
- Rose (zombie), Muguruma Kensei (zombie), Hitsugaya Tōshirō (zombie), Matsumoto Rangiku (zombie), Giselle Gewelle, Bambietta Basterbine (zombie) và các Shinigami khác (zombie) - Kurotsuchi Mayuri, Madarame Ikkaku, Ayasegawa Yumichika, Dordoni Alessandro Del Socaccio, Cirucci Sanderwicci, Luppi Antenor và Charlotte Chuhlhourne: Thua

#### Iba Chikane

Iba Chikane

Iba Chikane (射場 千鉄 Xạ Trương Thiên Thiết) là cựu đội phó Đội 3 khoảng 100 năm trước dưới quyền Ōtoribashi Rōjūrō. Do chỉ xuất hiện trong tập Bleach: Official Character Book 2 MASKED nên các thông tin về Chikane rất ít ỏi. Có lẽ bà nghỉ hưu sau khoảng thời gian Ōtoribashi Rōjūrō rời khỏi Soul Society. Chikane là một đàn bà lớn tuổi, có một nhúm tóc bạc trải dài trên đầu bà vẻ mặt cau có. Bà là mẹ của Iba Tetsuzaemon, là một người phụ nữ nghiêm khắc, có những kỳ vọng cho mọi người dù đó là cấp trên hay gia đình. Dù gọi bà là bà già nhưng Tatsuzaemon vẫn làm bà hài lòng là rời Đội 11 để lên làm đội phó Đội 7.

#### Kira Izuru

Kira Izuru

Kira Izuru (吉良 イヅル Cát Lương Tĩnh Hạc, tên chữ là "Iduru" trong Bleach Official Character Book SOULs và các nguồn khác từ Nhật) là đội phó hiện tại Đội 3 và trước đây là thành viên Đội 5 và 4. Anh là bạn của Hinamori Momo và Abarai Renji từ ngày còn ở trong học viện Shinigami và cả ba thường dành nhiều thời gian rảnh cùng nhau. Mặc dù Kira trung thành với bạn bè của mình, anh thường đặt nhiệm vụ của mình như là một đội phó ở trên hết. Anh bảo vệ đội trưởng của mình, Ichimaru Gin khỏi Hinamori và sau đó tự gọi mình là "quái vật" vì dùng kiếm của mình chống lại cô . Sau đó anh nói rằng rất hối tiếc vì đã giúp Gin đào ngũ khỏi Soul Society, và phát triển một thái độ chán nản và bi quan. Trong cuộc xâm lược lần thứ nhất của Wandenreich, Izuru bị Bazz-B đả thương rất nặng, mất tay phải, phần phổi và ruột bên phải và được đội trưởng Mayuri cứu sống bằng cách lắp các thanh sắt vào người anh và gắn tay giả. Anh dùng cơ thể tàn tạ này để đánh bại Shaz Domino  và có một cuộc chiến với các bản sao Lille Barro và sống sót sau cuộc chiến này.
Zanpakutō của Kira là Wabisuke (侘助 Sá Trợ, tạm dịch "Sư hối lỗi"). Lệnh shikai của nó là "Hãy ngẩng cao đầu" (面を上げろ omote o agero). Khi kích hoạt, Wabisuke trở thành một thanh khopesh, có khả năng tăng gấp đôi trọng lượng của bất cứ thứ gì nó tấn công. Hiệu ứng này sẽ tích tụ, do đó mỗi cú đánh sẽ làm tăng trọng lượng của mục tiêu theo cấp số nhân. Như vậy, sau 7 hoặc 8 lần tấn công, đối thủ của anh không thể nhấc vũ khí của mình hoặc thậm chí di chuyển cơ thể của họ, khiến họ nằm trên mặt đất với cái đầu cúi xuống như thể yêu cầu sự tha thứ. Vào lúc này, hình dạng thật của Wabisuke, một lưỡi kiếm uốn cong thành một cái móc vuông sẽ xuất hiện và có thể dùng để chặt đầu của đối phương . Wabisuke xuất hiện như một zanpakutō tự do trong Zanpakutō Unknown Tales của anime, trong hình dạng một người đàn ông gầy gò to lớn tóc dài và sẫm màu mang theo bóng và xích với một tấm bê tông đeo trên lưng.
Trong anime, Kira được lồng tiếng bởi Sakurai Takahiro trong bản tiếng Nhật và Grant George trong bản lồng tiếng Anh.
Các trận chiến:
- Izuru - Hinamori Momo: Gián đoạn
- Izuru - Rangiku Matsumoto: Thua
- Izuru - Abirama Redder: Thắng
- Izuru (hỗ trợ), Yamamoto Genryūsai Shigekuni, Hisagi Shūhei, Rangiku Matsumoto, Hinamori Momo và Iba Tetsuzaemon - Ayon: Thắng
- Izuru - Shaz Domino: Thắng
- Izuru - Các Lille Barro: Không rõ

#### Togakushi Rikū, Gori Taketsuna và Katakura Asuka
Togakushi Rikū (戸隠 李空), Gori Taketsuna  (吾里 武綱) và Katakura Asuka (片倉 飛鳥) là ghế 3, 5 và 6 của Đội 3. Khi Vandenreich xâm lược Soul Society, một Quincy bất ngờ tấn công và hạ gục Izuru Kira. Cả ba liền kích hoạt shikai của họ để đáp trả nhưng trước khi kịp có phản ứng thì Quincy nói trên đột nhiên xuất hiện từ phía sau và dường như giết chết cả ba. Viện Nghiên cứu và Phát triển Shinigami lưu ý rằng reiatsu của cả nhóm đã biến mất.
Zanpakutō của Rikū là Shunjin (春塵 Bụi Mùa xuân), Taketsuna là Mogaribue (虎落笛 Ống sáo Mùa xuân của Hổ) và Asuka là Katakage (片陰 Bống tối Một hướng). Mặc dù không được nhìn thấy, hình dạng phong ấn của cả ba tương tự như một thanh katana bình thường với cái của Asuka có tsuba hình chữ nhật.

#### Shūsuke Amagai
Shūsuke Amagai (天貝 繍助) được giới thiệu như là đội trưởng của Đội 3 trong mùa 9 của anime và không xuất hiện trong manga. Anh xuất hiện với hình dáng không chải tóc và thường hoạt bát, sắc sảo, khiêm tốn và dễ say rượu khi chỉ uống có một hớp cồn. Vì Amagai dành phần lớn sự nghiệp Shinigami của mình xa Soul Society như là một phần của một nhóm tuần tra, các thành viên Đội 3 nghi ngờ khả năng của Amgai khi lần đầu tiên gặp. Do vậy anh bắt đầu chứng minh mình cho các thành viên trong đội và các Shinigami khác bằng cách thúc đẩy tinh thần đồng đội giữa tất cả các Đội. Khi anime tiếp diễn Amagai lộ rõ là có động cơ ở bên trong, với thái độ thân thiện của anh chỉ là một phương tiện để tiếp tục kế hoạch của mình. Ông gia nhập Gotei 13 để trả thù việc Yamamoto-Genryūsai Shigekuni giết cha mình để giữ bí mật về bakkōtō. Sau khi đồng bọn của anh bị giết, Amagai lấy đi hạt nhân bakkōtō của họ và tấn công Yamamoto, cuối cùng bị đánh bại bởi Ichigo. Tuy nhiên, khi biết được sự thật về cái chết của cha mình, anh liền tự sát để chuộc lỗi cho sai lầm của mình.
Zanpakutō của Amagai là Raika (雷火 đại khái "Nhanh như Chớp") với lệnh shikai là "cắt đứt" (断ち切れ tachikire). Khi kích hoạt, nó có dạng của một thanh kiếm lưỡi móc màu trắng với ống cong tạo thành cán kiếm. Anh có thể tập trung những quả cầu lửa vào mấu của thanh kiếm và bằng cách đập nó vào mặt đất sẽ tạo ra vết nứt lớn của ngọn lửa để tấn công kẻ thù. Bankai của Raika là Raika Gōen Kaku (雷火豪炎殻 nghĩa là "Vỏ lửa Nhanh như Chớp") sẽ phóng to lưỡi kiếm và tạo ra một ốc xà cừ hình khổng lồ đeo trên cánh tay Amagai, với tay cầm của lưỡi kiếm ẩn bên trong nó. Hình thức này cho phép anh ta kiểm soát tốt hơn các cuộc tấn công lủa với kỹ thuật mạnh mẽ nhất tạo ra con rồng lửa khổng lồ để bao vây và đè bẹp kẻ thù của mình. Bakkōtō của anh, (獏爻刀, tạm dịch "kiếm mũi vòi", là một vũ khí tinh chỉnh có 2 lưỡi, tạo ra một áo giáp mạ đen trên cánh tay phải của Amagai và thanh kiếm năng lượng xanh lá cây sẽ phát ra khi kích hoạt có khả năng vô hiệu hóa sức mạnh zanpakutō của Shinigami khác, buộc đối thủ phải dựa vào sức mạnh của chính họ.
Trong anime, Amagai được lồng tiếng bởi Horiuchi Ken'yū trong bản tiếng Nhật và bởi Joey Lotsko trong bản lồng tiếng Anh.

#### Kibune Makoto
Kibune Makoto (貴船 理) được thêm vào Đội 3 ở vị trí thứ 3 trong mùa 9 của anime. Anh có mái tóc nâu và đeo kính gọng tím. Trong khi có vẻ ngoài thân thiện đối với cấp dưới, Makoto rất cố chấp đối với sự thất bại, gọi những người bại trận là "rác rưởi". Khi đào tạo tại học viện Shinigami, Kibune là một học sinh có năng khiếu cao, nhưng vì không có khả năng hoạt động trong nhóm đã ngăn cản đã việc đạt được thứ hạng trong Gotei 13 sau khi anh làm cho đồng đội bị thương khi tấn công một Hollow và gặp rắc rối với Trung ương 46, khiến Kibune gia nhập đội tuần tra theo Shūsuke Amagai. Trong khoảng thời gian này, anh trở thành một đầy tớ của Gyōkaku Kumoi và đã đạt được bakkōtō. Mặc dù nó mang lại cho anh sức mạnh cần thiết để tàn phá Soul Society, Makoto cuối cùng đã mất kiểm soát bakkōtō và bị giết bởi Kira Izuru.
Zanpakutō của anh là Reppū (烈風 nghĩa là "gió"). Khi kích hoạt với lệnh Giằng co Dữ dội (奏でろ kanadero) (Hung hăng trong lồng tiếng Anh), nó có dạng của một vũ khí hai cánh lớn. Khi kết hợp với bakkōtō, Makoto có thể điều khiển thanh kiếm từ xa, cho phép anh tấn công kẻ thù từ bất kỳ hướng nào và quay lưỡi kiếm giống như một lưỡi cưa.
Trong anime, Kibune được lồng tiếng bởi Midorikawa Hikaru trong bản tiếng Nhật và Christopher Corey Smith trong bản lồng tiếng Anh.

### Đội 4

#### Kotetsu Isane

Kotetsu Isane

Kotetsu Isane (虎徹 勇音 Hổ Triệt Dũng Âm) là đội trưởng hiện tại, cựu đội phó Đội 4 và là chị của Kotetsu Kiyone. Không như Kiyone, Isane thường trầm tính và cao hơn mức trung bình mặc dù cô chia sẻ cảm giác trung thành với đội trưởng như em gái. Đội trưởng Unohana thường thấy Isane hay gặp ác mộng. Điều này đôi khi được dùng để làm trò đùa vì cơn ác mộng của cô thường có nội dung kì quặc và hay thay đổi. Ví dụ, cô từng có một cơn ác mộng kết thúc với tiếng la hét của cô: "bánh cá" . Trong Soul Society arc, cô có mặt vào lúc xử tử Rukia và khi Ichigo xuất hiện đã cùng với Sasakibe Chōjirō và Ōmaeda Marechiyo tấn công anh nhưng nhanh chóng bị đánh bại  (đây là trận chiến duy nhất của Isane trong suốt cả seri và tiểu thuyết). Cô cũng có mặt khi Aizen tiết lộ bản chất thật của mình cho Hitsugaya và Unohana, và nhanh chóng phát sóng thông tin cho Soul Society. Isane cũng là một phần của quân tiếp viện phái đến Hueco Mundo để giúp Ichigo và bạn bè. Cô và Unohana cứu chữa Chad và Gantenbainne Mosqueda sau khi cứu chúng họ từ Exequias. Sau khi Unohana tiến đến thị trấn Karakuga giả thì Isane được lệnh ở lại để giúp đội trưởng Kuchiki Byakuya và Kenpachi Zaraki chống lại Espada Yammy Riyalgo . Trong cuộc xâm lược của Vandenreich vào Soul Society, Isane và toàn bộ Đội 4 được Yamamoto ra lệnh ở lại doanh trại của họ.

#### Cựu đội trưởng; Unohana Retsu

Unohana Retsu

Unohana Retsu (卯ノ花 烈 Mão Chi Hoa Liệt), tên gọi cũ Unohana Yachiru (卯ノ花 八千流 Mão Chi Hoa Bát Thiên Lưu), là cựu đội trưởng Đội 4 và là Kenpachi đầu tiên. Unohana từng là đội trưởng đầu tiên của Đội 11 trước khi chuyển lên Đội 4. Bà ăn nói dịu dàng ngay cả trong các tình huống nguy hiểm và phản ứng bằng một tư duy sắc bén và rất quan tâm với mọi người. Unohana sử dụng đặc điểm này của mình khi giải quyết nỗi sợ của những người khác, bao gồm cả cấp dưới của mình. Cả Kyōraku Shunsui và Jūshirō Ukitake đều gọi bà là "senpai" (tiền bối), ngụ ý rằng bà có thể đã tham gia vào Gotei 13 lâu hơn Kyōraku và Jūshirō mặc dù họ là các đội trưởng đầu tiên được bổ nhiệm theo lệnh của Tổng tư lệnh Yamamoto. Là đội trưởng của Đội 4, bà thường chữa thương và điều trị các chấn thương nghiêm trọng nhất và thực hiện các ca phẫu thuật quan trọng, thông thường là cho các đội trưởng và đội phó nếu cần thiết. Mặc dù bà luôn luôn lịch sự với cấp dưới và bệnh nhân, sự hiện diện của bà sẽ khiến họ khuất phục nếu họ cố gắng rời khỏi sự chăm sóc của bà trước khi họ hoàn toàn bình phục . Bà cũng đe dọa một cách lịch sự hai thành viên khét tiếng của Đội 11 (được biết đến trên khắp Soul Society do sự tàn bạo và bạo lực của họ) trong câu chuyện Rukia Rescue. Unohana được thể hiện là khá miễn cưỡng khi thảo luận về tuổi của mình, hoặc nếu nghe được, bà sẽ nói một câu nhận xét lịch sự nhưng lạnh lùng để đe dọa người muốn đoán tuổi của mình. Shunsui và Ukitake đều có vẻ lo lắng khi bà tình cờ nghe họ thảo luận về tuổi của mình trong Gaiden arc và Ichigo được "khuyến cáo" là không nên thảo luận về độ tuổi của phụ nữ ở trước mặt khi bà nói điều đó là thô lỗ và không khôn ngoan khi làm như vậy. Bà là một trong những đội trưởng được phái đến Hueco Mundo để hỗ trợ Ichigo và bạn bè của anh cứu Orihime khỏi sự giam cầm của Aizen. Unohana cũng được cho thấy là đến thị trấn Karakura để cứu chữa các đội trưởng và đội phó bị thương cũng như các Visored. Trong cuộc xâm lược của Wandenreich vào Soul Society, Unohana và toàn bộ Đội 4 được Yamamoto ra lệnh ở lại doanh trại của họ. Sau khi Vandenreich rút lui, Shunsui, Tổng tư lệnh mới của Gotei 13 nhờ bà đào tạo Zaraki Kenpachi. Cuối đợt đào tạo, bà chết dưới tay Zaraki Kenpachi.
Zanpakutō của Unohana là Minazuki (肉雫唼 Nhục Tích Xiệp). Khi ở dạng phong ấn nó giống như một thanh kiếm tachi lưỡi cong của Nhật. Với lệnh shikai, toàn bộ thanh kiếm biến thành một sinh vật một mắt biết bay khổng lồ, giống cá đuối. Nó có khả năng chữa lành mọi người bằng cách nuốt họ và hồi phục bên trong dạ dày của nó. Khi bà niêm phong lại Minazuki thì nó hóa thành sương mù màu xanh lá cây và biến lại thành zanpakutō.Trong lần chạm trán với Zaraki, bà đã sử dụng bankai với cái tên Minazuki có khả năng tạo ra một chất độc ăn sạch ruội da của kẻ thù. Vẫn còn chưa rõ không rõ liệu con cá đuối khổng lồ của Minazuki là bankai hoặc shikai của nó. Tuy nhiên, độc giả đã được chứng minh một cái nhìn thoáng qua khi bà rút nó ra khỏi vỏ thanh kiếm và giải phóng zanpakutō, một hào quang màu xanh lục của áp lực tâm linh của bà (giống màu của Minazuki) đã xuất hiện xung quanh cô để cứu đội trưởng Hitsugaya Tōshirō là người bị thương nặng sau khi anh nhận được một cú đánh chết người từ Aizen trong câu chuyện Rukia Rescue . Minazuki xuất hiện như là zanpakutō tự do trong Zanpakutō Unknown Tales của anime, như là một hình tượng trong một chiếc áo choàng trùm kín đầu, giả vờ giam giữ Yamamoto.
Khả năng của Unohana hiếm khi được thể hiện ngoại trừ việc bà có kỹ năng chữa thương thành thạo cũng như một chiến lược gia. Tuy nhiên, Aizen thừa nhận sức mạnh của Unohana khi bà là Shinigami duy nhất đoán ra nơi ẩn nấp của hắn sau khi phát hiện ra xác chết giả của Aizen, thậm chí dự đoán là bà sẽ đối đầu với mình trong câu chuyện Rukia Rescue. Bà cũng là đội trưởng duy nhất còn lại chưa tham gia trực tiếp trong bất kỳ trận chiến nào hoặc chiến đấu trực tiếp. Sức mạnh của Unohana trong trận chiến được gợi ý khi Shunsui tiết lộ việc bà là Kenpachi đầu tiên. Bà còn thông thạo kidō, nếu bà chiến đấu thì bà sẽ không sử dụng Zanpakuto.
Trong anime, Unohana được lồng tiếng bởi Hisakawa Aya trong bản tiếng Nhật và Kate Higgins trong bản tiếng Anh.
Các trận chiến:
- Unohana - Zaraki Kenpachi (lần 1): Thắng
- Unohana - Zaraki Kenpachi (lần cuối): Thua

Zanpakutō của Isane là Itegumo (凍雲 Đông vân, nghĩa là "đám mây đông lạnh"). Khi kích hoạt với lệnh Lao tới (奔れ| hashire), hai cánh nhỏ sẽ nhô ra bên ngoài cán kiếm tại góc 45. Khả năng đặc biệt của nó hiện vẫn chưa rõ .Nhưng có một số điểm có thể là năng lực Zanpakutō của Isanne,ví dụ như trong Zanpakutō Unknown Tales,Zanpakutō thực thể của cô có thể điều khiển mây và sấm sét.
Trong anime, Isane được lồng tiếng bởi Yukana ttrong bản tiếng Nhật và Stephanie Sheh trong bản lồng tiếng Anh.

#### Kotetsu Kiyone

Kotetsu Kiyone

Kotetsu Kiyone (虎徹 清音 Hổ Triệt Thanh Âm) là đội phó hiện tại Đội 4, cựu tam tịch quan đội 13 và là em gái Isane. Khác với người chị của mình, Kiyone rất cởi mở, dễ bị kích động và có tư tưởng không nhún nhường trước người khác. Cô rất quan tâm đến đội trưởng Ukitake, cố gắng gây ấn tượng với ông và rất hay tranh cãi với Sentarō. Do có tay nghề cao trong việc chữa bệnh nên khi Isane làm đội trưởng thì cô ấy đã chọn Kiyone làm đội phó của mình.

#### Yamada Hanatarō
Yamada Hanatarō (山田 花太郎 Sơn Điền Hoa Thái Lang) là tam tịch quan hiện tại, cựu thất tịch quan Đội 4 và là lãnh đạo của Đội Cứu trợ số 14. Hanatarō rất nhút nhát và lo lắng, hầu hết là anh không nghĩ về những gì mà mình đang làm. Anh cũng có xu hướng vụng về và dễ dàng bị lừa. Tuy vậy, anh là một người rất tài năng trong chữa thương và điều trị bao thậm chí táo bạo vào các thời điểm khẩn cấp như khi anh đánh cược vị trí của mình như là một Shinigami để giúp Kuchiki Rukia không bị xử tử trong khi chữa thương cho Ichigo nhiều lần . Thay vì mang zanpakutō, Hanatarō thường mang theo túi y tế của Đội 4 ở túi sau lưng để chữa thương những người khác trong chiến trường . Bởi vì Hanatarō có mối quan hệ mạnh mẽ với Ichigo, Rukia và Renji, anh là một phần của quân cứu viện được Gotei 13 phái đi thâm nhập vào Hueco Mundo để hỗ trợ các đồng đội Shinigami, có lẽ để chữa thương cho họ một khi trận chiến kết thúc. Khi ở Hueco Mundo, Hanataro được giao nhiệm vụ đi cùng đội trưởng Kuchiki Byakuya thay vì Unohana. Trong khi ở đó, anh bị thương trong bởi Rukia khi cô nằm dưới dưới sự điều khiển của Leroux Zommari nhưng đã phục hồi đầy đủ và ngay lập tức tiếp tục nhiệm vụ của mình. Anh cũng được gọi là "Lil' Creepy Medical Kid".

Yamada Hanatarō

Mặc dù anh có sở hữu zanpakutō hình dao mổ, được đặt tên là Hisagomaru (瓠丸 Hồ Hoàn, "quả bầu"), anh có xu hướng để quên nó vì hiếm khi có nhu cầu sử dụng. Khi nó tấn công một đối thủ, Hisagomaru chữa lành vết thương của mục tiêu hơn là gây sát thương. Một khí áp kế màu đỏ trên lưỡi dao sẽ được lấp đầy tùy thuộc vào mức độ nghiêm trọng của vết thương được chữa. Sau khi máy đo được lấp đầy và được kích hoạt với lệnh "Làm đầy" (満たせ mitase), Hisagomaru biến đổi thành một con dao mổ và đổi tên thành Akeiro Hisagomaru (朱色瓠丸  Chu Sắc Hồ Hoàn, "quả bầu đỏ thẫm"). Trong trạng thái này, Hisagomaru bắn ra một cuộc tấn công dựa trên reiatsu (tương tự như kido hoặc cero) bằng với mức độ nghiêm trọng và số lượng vết thương được chữa lành. Tỷ lệ sức mạnh của nó nếu được lưu trữ đủ sẽ có gần đủ sức mạnh để chặt đầu một Menos. Tuy nhiên, khi giải phóng năng lượng, Akiero Hisagomaru trở lại hình dạng dao mổ làm cho nó có vô dụng trong chiến đấu xáp lá cà. Anh cũng có thể giải phóng số lượng hiện tại của năng lượng trước khi nó được lấp đầy, mặc dù điều này chỉ được đề cập và không thực sự được nhìn thấy. Hisagomaru xuất hiện như một linh hồn zanpakutō tự do trong Zanpakutō Unknown Tales của anime, có vẻ ngoài một robot đồ chơi to lớn với khả năng sản xuất một pháo laser khổng lồ để bắn ra một cú nổ năng lượng.
Hanatarō là một trong những sĩ quan được lệnh chuyển giao một phần reiatsucủa họ để khôi phục lại sức mạnh Shinigami của Ichigo, mặc dù lệnh này này là chỉ áp dụng đối với đội trưởng và đội phó. Có thể kết luận rằng Hanatarō có sức mạnh ở cấp đội phó.
Trong anime, Hanatarō được lồng tiếng bởi Miyata Koki trong bản tiếng Nhật và Spike Spencer trong bản tiếng Anh.

#### Ogidō Harunobu
Ogidō Harunobu (荻堂 春信 Địch Đường Xuân Tín) là bát tịch quan và cũng là lãnh đạo thứ hai của Đội Cứu trợ số 1. Ogidō rất được biết đến bởi nữ giới vì hầu hết thư gửi cho Đội 4 đều là nữ giới của Soul Society gửi cho anh.
Trong anime, Ogidō được lồng tiếng bởi Hirakawa Daisuke trong bản tiếng Nhật và Chris Kent trong bản lồng tiếng Anh.

#### Aoga
Aoga (青鹿 Thanh Lộc) là một thành viên của Đội 4. Aoga là bạn của Shūhei và Kanisawa thuở còn ở học viện Shinō. Khi cùng với Shūhei và Kanisawa dẫn Renji, Momo, Kira và các học viên khác đến Nhân giới thực tập thì Kanisawa bị hollow giết. Aoga lập tức tấn công hollow đó nhưng cũng bị thương rất nặng. Sống sót sau các vết thương khủng khiếp và tốt nghiệp học viên, Aoga nhận thấy rằng mình không hợp với việc chiến đấu nên đã vào Đội 4.

### Đội 5

#### Hirako Shinji
Hirako Shinji (平子 真子 Bình Tử Chân Tử) là đội trưởng hiện tại Đội 5. Khoảng 100 năm trước, anh cũng là đội trưởng Đội 5 nhưng bị Aizen hãm hại trở thành một Visored, mất vị trí và rời khỏi Soul Society. Shinji không tin tưởng Aizen từ ngày đầu họ gặp nhau, và do đó đã cho Aizen làm đội phó để anh có thể để mắt tới. Vì Shinji hầu như không giao tiếp với Aizen nên anh dễ dàng bị lừa bởi những hành động của Aizen, mà đỉnh điểm là trở thành vật thí nghiệm Holow hóa của hắn. Cá tính của anh có phần hài hước, thỉng thoảng có chút gì đó không đứng đắng. Shinji có vẻ như thích gây phiền nhiễu cho cộng sự của mình, Sarugaki Hiyori và thường nhận được một cái tát từ một trong những đôi dép của cô . Thiết kế ban đầu của Shinji có thể được nhìn thấy trong bìa nghệ thuật của chương đầu tiên, qua đó cho thấy anh đã được lên kế hoạch xuất hiện ngay từ ban đầu  Shinji là lãnh đạo của Visored và sống với những người khác trong thế giới con người để ẩn trốn Gotei 13. Mười bảy tháng sau khi Aizen bị đánh bại, Shinji được phép trở về Soul Society và được phục chức đội trưởng Đội 5.
Zanpakutō của Shinji là Sakanade (逆撫 Nghịch Phủ, nghĩa đen Trêu chọc, Chọc tức). Khi kích hoạt, năm cái lỗ xuất hiện trên chiều dài của lưỡi kiếm và một cái vòng lớn ở dưới cùng của cán. Lưỡi kiếm tỏa một mùi hương gây đảo ngược nhận thức thị giác của đối phương. Shinji được cho thấy là khá hài hước, hay tranh cãi với Hiyori. Một bài nhạc hài hước sẽ được chơi khi Shinji xuất hiện, đặc biệt khi anh cứu Ichigo khỏi Grimmjow. Shinji có thể chiến đấu ngang ngửa với Grimmjow ở dạng mà không cần sử dụng Hollow hóa. Khi ở dạng Hollow, Shinji mạnh hơn rất nhiều so với Grimmjow và hầu như chiến thắng. Trong tiểu thuyết Bleach: Can't Fear Your Own World viết nối tiếp Bleach được tác giả Tite Kubo giám sát, bankai của Sakanade là Sakashima Yokoshima Happōfusagari (逆様邪八宝塞 Nghịch Dạng Tà Bát Bảo Tắc) được Shinji sử dụng khi đối đầu với một lượng lớn hollow. Đây là một trong những bankai nguy hiểm, có thể gây thương tích cho cả bạn lẫn thù nên bị cấm sử dụng khi có đông người ở Soul Society.
Trong anime, Shinji được lồng tiếng bởi Onosaka Masaya trong bản tiếng Nhật và Roger Craig Smith trong bản lồng tiếng Anh.
Các trận chiến:
- Shinji, Ōtoribashi Rōjūrō, Yadōmaru Lisa, Aikawa Love và Ushōda Hachigen - Muguruma Kensei (hollow) và Kuna Mashiro (hollow): Thắng
- Shinji - Tōsen Kaname: Gián đoạn
- Shinji, Kurosaki Ichigo và Kuchiki Rukia - Grimmjow Jaegerjaquez: Gián đoạn
- Shinji - Aizen Sōsuke: Gián đoạn
- Shinji, Ōtoribashi Rōjūrō, Aikawa Love, Yadōmaru Lisa, Kyōraku Shunsui, Hitsugaya Tōshirō, Komamura Sajin, Soi Fong - Aizen Sōsuke: Thua
- Shinji - Bambietta Basterbine: Thua
- Shinji, Hinamori Momo, Kuchiki Byakuya, Abarai Renji, Zaraki Kenpachi, Hitsugaya Tōshirō, Kuchiki Rukia, Yadōmaru Lisa, Aikawa Love, Sarugaki Hiyori và Ushōda Hachigen - Gerard Valkyrie: Gián đoạn

#### Hinamori Momo
Hinamori Momo (雛森 桃 Sồ Sâm Đào) là đội phó hiện tại Đội 5. Cô là một người ngây thơ và lạc quan. Cô là người bạn thời thơ ấu của Hitsugaya Tōshirō, người gọi cô là "Momo đái dầm" để trả đũa bất cứ khi nào cô gọi anh là "Shiro-chan" ("Lil 'Shiro" trong phiên bản tiếng Anh). Cô kết bạn với Kira Izuru và Abarai Renji khi cô gia nhập học viện Shinigami và cả ba sau đó tham gia Đội 5 theo Aizen Sōsuke. Là người duy nhất còn ở lại trong đội, Hinamori rất ngưỡng mộ và tôn trọng Aizen, do đó khiến cô bị sốc và phủ nhận mọi thứ sau khi ông cố gắng giết cô và sau đó phản bội Soul Society, thậm chí là trong một khoảnh khắc tinh thần không ổn định thì cô cho rằng Ichimaru Gin là người đã kiểm soát Aizen bằng cách nào đó. Sau đó, cô cùng các Shinigami khác tham gia cuộc chiến chống lại Aizen nhưng vẫn gọi là đội trưởng, mặc dù Matsumoto biết đó chỉ là một thói quen. Trong trận chiến, Aizen một lần nữa làm Momo trọng thương bằng cách sử dụng sức mạnh của mình để khiến Hitsugaya đâm cô vào ngực. Cô may mắn sống sót và được tái tạo lại các cơ quan nội tạng dưới sự giám sát của Đội 12. Câu chuyện cuối cùng cho thấy Momo đã hồi phục.
Zanpakutō của cô là Tobiume (飛梅 Phi Mai, nghĩa là "cây mận bay"). Lệnh shikai của cô là "Nở hoa" (弾け hajike). Khi kích hoạt, lưỡi kiếm của Tobiume sẽ kéo thẳng và tạo ra một số jitte theo suốt chiều dài của nó. Trong dạng này, Tobiume tập trung cho năng lượng tâm linh của cô vào một vụ nổ năng lượng lớn. Cô cũng có thể nén sức mạnh của mình vào quả bóng năng lượng lớn và ném chúng từ đầu lưỡi kiếm. Để bổ sung cho zanpakutō dựa trên kido của mình, cô được ghi nhận là rất giỏi phép kido, có thể kết hợp khả năng kido với zanpakutō của mình để dễ dàng đối phó với ba arrancar cùng một lúc. Tobiume xuất hiện như một zanpakutō tự do trong Zanpakutō Unknown Tales arc của anime, giống như một cô gái trẻ nắm giữ một quả chuông cỡ lớn có thể bắn cầu lửa.
Trong anime, Momo được lồng tiếng bởi Sakuma Kumi trong bản tiếng Nhật và Karen Strassman trong bản lồng tiếng Anh.

### Đội 6

#### Kuchiki Ginrei
Kuchiki Ginrei (朽木 銀嶺 Hủ Mộc Ngân Lãnh) là cựu đội trưởng Đội 6 và là người đứng đầu của gia đình Kuchiki. Là một người bình tĩnh và kiên nhẫn, từng là lãnh đạo tộc Kuchiki - một trong tứ đại gia tộc tại Soul Society nên Ginrei có phong cách quý tộc như Byakuya. Cháu nội ông, Kuchiki Byakuya, cuối cùng thay thế ông ở cả hai vị trí.
Trong anime, Ginrei được lồng tiếng bởi Arimoto Kinryū trong bản tiếng Nhật và J.B. Blanc trong bản lồng tiếng Anh.

#### Kuchiki Sōjun
Kuchiki Sōjun (朽木 蒼純 Hủ Mộc Thương Thuần) là cựu đội phó Đội 6 dưới quyền Ginrei và là cha của Byakuya. Ông có ngoại hình y hệt Byakuya, là một người tốt bụng nhưng có vấn đề về sức khỏe và thể chất. Cha ông, Ginrei từng có ý định chỉ định Sōjun trở thành người đứng đầu gia tộc nhưng trong một trận chiến, ông đã bị giết và được chôn cất cùng với vợ của mình.

#### Abarai Renji
Abarai Renji (阿散井 恋次 A Tán Tỉnh Luyến Thứ) bắt đầu sự nghiệp Shinigami của mình trong Đội 5, nhưng được chuyển vào Đội 11 và cuối cùng chuyển đến Đội 6 để trở thành đội phó của Kuchiki Byakuya. Renji rất nóng tính và bướng bỉnh và sẽ làm bất cứ điều gì để bảo vệ bạn bè của mình. Anh và Rukia là bạn thời thơ ấu và cùng cô gia nhập Gotei 13 khi Rukia được Byakuya nhận nuôi. Anh có hình xăm bộ lạc trên hầu hết khuôn mặt và cơ thể, vốn được trao cho anh bởi chính zanpakuto của mình Zabimaru (蛇尾丸Zabimaru ? , Thắp sáng "con rắn đuôi") , Chant Howl. Anh kích hoạt nó với lệnh "Howl" (hoero). Trong nỗ lực để cứu Rukia, Renji đào tạo với Ichigo để đạt được bankai, vốn khi kích hoạt có thể biến thanh kiếm của anh thành một con rắn khổng lồ bằng xương. Nó có thể tách ra và nhập lại theo ý muốn và có bắn reiatsu từ miệng của con rắn. Do vậy, Renji là một trong 4 Shinigami không phải đội trưởng đạt được bankai.

#### Yuki Rikichi
Yuki Rikichi (行木 理吉 Hành Mộc Lý Cát) là tam tịch quan hiện tại Đội 6. Cậu gia nhập Đội 6 vì thần tượng Abarai Renji. Trong khi Renji chiến đấu Byakuya để cứu Rukia, Rikichi đưa Hanatarō Yamada ra khỏi nơi giam giữ. Theo tiết lộ từ tiểu thuyết We Do knot Always Love You thì Yuki hiện là tam tịch quan Đội 6 và là anh trai của Yuki Ryūnosuke thuộc Đội 13.
Trong anime, Richiki được lồng tiếng bởi Nakai Masataka trong bản tiếng Nhật và Liam O'Brien trong bản lồng tiếng Anh.

#### Kuchiki Kōga
Kuchiki Kōga (朽木 響河 Hủ Mộc Hướng Hà) được giới thiệu trongmùa 13 của anime và không xuất hiện trong manga. Ông là một Shinigami mới nổi trong khoảng thời gian nội chiến ở Soul Society, người vừa mới gia nhập gia tộc Kuchiki thông qua kết hôn, và đã được thăng qua các cấp bậc của Đội 6.
Zanpakutō của ông, Muramasa, sở hữu khả năng đi vào trái tim hoặc "thế giới nội tâm" của Shinigami và khiến zanpakutō chống lại chủ sở hữu. Do đó ông được tôn trọng trong Soul Society, nhưng do sợ hãi sức mạnh này nên ba đội trưởng (lãnh đạo của cuộc nội chiến) đã đổ cho ông tội phản bội và giết người. Mặc dù bị giam cầm, trong khi Ginrei bảo vệ anh khỏi việc buộc tội, Kōga được Muramasa giải thoát với hy vọng họ có thể xây dựng một thế giới tốt hơn cùng nhau. Tuy nhiên, trong cơn giận dữ, Kōga đã giết ba đội trưởng đã đổ tội cho mình mà không hối hận và sau đó bắt đầu giết người trong một cách bừa bãi, mặc dù Ginrei ra sức ngăn cản. Qua thời gian, tiếng nói của Kōga trở nên mờ nhạt hơn với Muramasa, cho đến khi Ginrei và Yamamoto đối mặt và niêm phong Kōga, Muramasa không bao giờ xuất hiện khi ông không còn có thể nghe thấy giọng nói của chủ nhân.
Một thế kỷ trôi qua và Muramasa cuối cùng biết được số phận của Koga. Vật chất hóa trong Soul Society, ông thao túng các zanpakutō của Gotei 13 để tạo một cuộc nổi loạn, sử dụng họ như vỏ bọc để bắt Yamamoto và với sự vô tình giúp đỡ của Ichigo, giải phóng Koga nhưng Koga ngay lập tức đâm trọng thương Muramasa vì đã không đến giúp mình. Byakuya sau đó tấn công Kōga, tiết lộ rằng anh và Senbonzakura đã giả vờ liên minh với Muramasa để tìm và giết hắn theo yêu cầu của Ginrei. Phá hủy hoàn toàn mối liên kết với Muramasa, Koga chết một mình trong lúc chống lại Byakuya.
Kōga được lồng tiếng bởi Chiba Isshin trong bản tiếng Nhật và David Vincent trong bản lồng tiếng Anh.

#### Shirogane Mihane
Shirogane Mihane (銀　美羽 Ngân Mĩ Vũ) là cửu tịch quan Đội 6 và là con gái của Ginjirō. Mihane là đồng chủ của Gin Tonbo, một tiệm mắt kính rất phổ biến tại Soul Society. Cô đeo kính và có một mái tóc vàng ngắn.

### Đội 7

#### Iba Tetsuzaemon
Iba Tetsuzaemon (射場 鉄左衛門 Xạ Trương Thiết Tả Vệ Môn) là đội trưởng hiện tại và là cựu đội phó của Đội 7. Ông ban đầu đến từ Đội 11, chuyển qua khi nhận ra rằng mình không bao giờ trở thành đội phó nếu ông ở lại, một phần vì ông muốn làm hài lòng Chikane, mẹ ông. Đồng đội cũ coi thường ông vì điều này, mặc dù Tetsuzaemon vẫn thích đánh nhau và thường dành thời gian rảnh của mình với thành viên của Đội 11. Ông và Madarame Ikkaku hay thách đấu, uống rượu sake rồi lại thách đấu một lần nữa để xem ai là người mang thêm rượu. Tetsuzaemon đeo kính mát đặc biệt màu đen với đồng phục Shinigami của mình. Ông cũng biết cả kiếm thuật và kidō, bởi vì điều đó khiến ông trở thành đội phó dễ dàng hơn. Là một người trung thành với Sajin, đội trưởng của mình, ông ưa thích việc rèn luyện bản thân và không ngừng phấn đấu luyện tập vì không muốn trở thành một đội trưởng hữu danh vô thực. Một thời gian sau khi Yhwach bị đánh bại, Iba được thăng chức đội trưởng Đội 7.
Tên cũng như khả năng zanpakutō của Iba là không rõ. Trong trạng thái kích hoạt, nó mở rộng thành một thanh gươm lưỡi cong hoặc một thanh đại đao.
Trong anime, Iba được lồng tiếng bởi Rintarou Nishi tại Nhật và Steve Cassling trong bản lồng tiếng Anh.

#### Cựu đội trưởng; Komamura Sajin
Komamura Sajin (狛村 左陣 Câu Thôn Tả Trận) là cựu đội trưởng của Đội 7. Ông là một người đầu sói rất ý thức về hình dạng của mình nê mặc một mũ bảo hộ lớn để che giấu toàn bộ đầu của ông lần đầu tiên xuất hiện. Sau khi chiến đấu với Zaraki Kenpachi với mũ bảo hộ bị phá hủy, ông đủ tự tin để đi lại mà không đội nó . Hình dạng giống cho của ông thường là nguồn gốc của các câu chuyện cười, ví dụ, khi đội phó của ông hỏi tìm một nhà vệ sinh, ông dường như trực tiếp chỉ dẫn đội phó đến một cột nước cứu hoả, mặc dù trong thực tế là ông chỉ nhà vệ sinh nằm ở quanh góc tường. Sajin có một tình bạn thân thiết với Tōsen Kaname và bị sốc khi người này đào ngũ khỏi Soul Society, cảm thấy rằng người bạn của ông đã từ bỏ đạo đức của mình . Komamura định tự mình thức tỉnh Kaname . Tuy nhiên, sau khi biết được động cơ và hệ tư tưởng của người bạn cũ, ông nhận ra rằng mình không có lựa chọn nào khác ngoài việc chống lại Kaname. Sự mạnh mẽ của ông đã được chứng minh khi làm bị thương arrancar Choe Neng Poww. Sajin đánh nhau với Kaname cho đến khi người bạn cũ của ông bị đánh bại bởi Hisagi Shūhei và chết. Trong cuộc đổ bộ lần thứ hai của Wandenreich, Sajin được dạy Nhân hóa thuật, một kĩ thuật biến thành dạng người cho phép tăng sức mạnh đến đỉnh điểm và cái giá phải trả là trái tim của ông. Ông dùng hình dạng này để chiến đấu với Bambietta Basterbine, một Quincy mang ký tự "E". Sau cuộc chiến, ông trở về hình dạng sói nguyên thủy và không còn biết nói tiếng người. Vì lý do này ông đã từ bỏ luôn vị trí đội trưởng và được Iba thông báo là đã chết. Các đội trưởng khác tuy có thể nhận biết được reiatsu của ông nhưng nó không thể so được với trước kia và mọi người tôn trọng quyết định của Iba. Hiện tại Sajin đang sống trên sườn đồi sau các sân tập và thỉnh thoảng ông cũng hay gọi Iba đến nhà chơi .
Zanpakutō của ông là Tenken (天譴 Thiên Khiển, nghĩa là "sự trừng phạt thần thánh"). Sau khi kích hoạt với lệnh "Gầm lên (轟け todoroke), Tengen có thể tạo ra bất kỳ bộ phận cơ thể của một người khổng lồ để sao chép bất cứ một phần cơ thể nào mà Sajin chọn; ví dụ khi Sajin vung thanh kiếm, một cánh tay khổng lồ cầm kiếm xuất hiện và làm điều tương tự. Bankai của Tengen là Kokujō Tengen Myō'ō (黒縄 天譴 明王 Hắc Thăng Thiên Khiển Minh Vương, nghĩa là "sự trừng phạt thần thánh của Minh Vương dây thừng đen"), có khả ngăn tạo ra một người khổng lồ sao chép các chuyển động của Sajin. Mặc dù có sức tàn phá vô cùng khủng khiếp, bankai này có một điểm yếu lớn: bất kỳ thiệt hại nào gây ra cho người khổng lồ cũng sẽ phản xạ trên Sajin, và thiệt hại của thanh kiếm khổng lồ cũng được thể hiện cho zanpakutō, như khi Aizen làm vỡ thanh kiếm và chặt đi cánh tay trái của ông. Điểm yếu này về cơ bản làm cho nó là một mục tiêu lớn hơn cho một đối thủ đủ mạnh. Theo Kaname, bankai của Sajin có nghĩa vụ phải kết thúc đối thủ chỉ trong một cú đánh duy nhất, nghĩa là điểm yếu của nó là để cân bằng sức mạnh to lớn đó. Tengen xuất hiện như một zanpakutō tự do trong Zanpakutō Unknown Tales của anime, mang hình dạng giống với vị thần Fudo Myo'oh của Phật giáo cầm kiếm và bolas, có thể tấn công bằng lửa. Sau khi dùng Nhân hóa thuật, bankai của ông đã lên một tầm cao mới, mang tên Kokujō Tengen Myō'ō: Dangai Jōe (黒縄 天譴 明王: 断鎧 縄衣 Hắc Thăng Thiên Khiển Minh Vương: Đoạn Khải Thằng Y). Trong hìng dạng Dangai Jōe, áo giáp của Kokujō Tengen Myō'ō đã được cởi bỏ và thân thể chỉ còn là Reiatsu thuần túy, do áo giáp là sinh mệnh của bankai và chủ sỡ hữu nên cởi bỏ áo giáp cũng như là vứt bỏ đi sinh mệnh. Đặc biệt, bankai này là một sinh vật khổng lồ mang bộ mặt quỷ và có những sợi dây thừng to lớn quấn quanh người.
Trong anime, Sajin được lồng tiếng bởi Inada Tetsu trong bản tiếng Nhật và bởi Kim Strauss trong bản lồng tiếng Anh trong Soul Society arc và bởi J.B. Blanc từ tập 99 trở đi.

#### Kotsubaki Jin'emon
Kotsubaki Jin'emon (小椿刃 右衛門 Tiểu Xuân Nhận Hữu Vệ Môn) là cựu đội phó Đội 7 dưới quyền Aikawa Love và là cha của Kotsubaki Sentarō. Là một người đàn ông có chiều cao trung bình, mái tóc buộc dài phía sau và có một chòm râu dê dài. Ông có vết sẹo kéo dài từ mi mắt trái đến tận má trái và ông hay đeo một kính mát màu đỏ.

#### Iemura Yasochika
Iemura Yasochika (伊江村 八十千和 Y Giang Thôn Bát Thập Thiên Hòa) là đội phó hiện tại Đội 7 , cựu tam tịch quan hiện tại Đội 4 và là cựu lãnh đạo của Đội Cứu trợ số 1. Iemura rất là kiêu ngạo, thích tỏ ra mình giỏi và nghĩ rằng mình trông đẹp trai hơn nếu như không đeo mắt kính. Khi còn ở Đội 4, dù đứng vị trí thứ 3 nhưng vì tới từ phân khu không phải chuyên về chiến đấu nên anh vẫn phải gọi các vị trí thứ 3 ở các phân khu khác thêm chữ "-sama". Iemura cất giữ một cuốn nhật ký rất kỹ, chủ yếu dùng để ghi những lời than vãn và tự sướng của anh. Iemura cũng khá thành thạo trong việc sử dụng chữa thương và sử dụng kidō cũng như có tốc độ chữa thương cạnh tranh với Kotetsu Isane. Sau khi Iba Tetsuzaemon lên làm đội trưởng thì ông đã chọn Iemura làm đội phó của mình.
Tên và khả năng của zanpakutō của Iemura là chưa rõ. Iemura chỉ được nhìn thấy sử dụng zanpakutō một lần duy nhất trong manga để đánh Ogidō Harunobu khi người này làm ông khó chịu. Nó giống như một thanh kiếm katana thường với một cán bảo vệ hình vuông .
Trong anime, Yasochika được lồng tiếng bởi Aoyama Yutaka trong bản tiếng Nhật và Cam Clarke trong bản lồng tiếng Anh.

#### Ikkanzaka Jirōbō
Ikkanzaka Jirōbō (一貫坂 慈楼坊 Nhất Quán Phản Từ Lâu Phường) là cựu tứ tịch quan Đội 7 và là em của Jidanbō. Jirōbō rất giỏi sử dụng vũ khí tầm xa và tự nhận là Kamaitachi (một danh hiệu cho người có tài bắn giỏi nhất). Ông tự nhận rằng mình là người có tài bắn tốt nhất trong các shinigami. Zanpakutō của ông là Tsunzakigarasu, được kích hoạt với lệnh "võ nhẹ" (羽搏きなさい habatakinasai). Mang hình dạng như những lưỡi dao cong, Tsunzakigarasu có thể được điều khiển để bay và tấn công đối thủ và nếu một chiếc bị phá hủy thì ông có thể triệu hồi thêm. Khi Ishida Uryū và Inoue Orihime quan sát Zakari Kenpachi, Jirōbō ngay lập tức tấn công họ nhưng bị Uryū đánh bại và mất đi sức mạnh Shinigami vĩnh viễn.
Trong anime, Jirōbō được lồng tiếng bởi Nakata Kazuhiro trong bản tiếng Nhật và Peter Lurie trong bản lồng tiếng Anh.

#### Urui và Shouma
Komamura Urui (駒村 宇生 Câu Thôn Vũ Sinh) và Komamura Shouma (駒村 翔馬 Câu Thôn Tường Mã) là hai thành viên Đội 7 sau khoảng thời gian Iba làm đội trưởng. Cả hai đều là người sói, có quan hệ họ hàng với Sajin nên cũng khá thân thiết với Iba.

### Đội 8

#### Yadōmaru Lisa
Yadōmaru Lisa (矢胴丸 リサ Thỉ Đỗng Hoàn Lý Sa) là đội trưởng hiện tại Đội 8. Khoảng 110 năm trước, cô là đội phó Đội 8 nhưng bị Aizen hãm hại trở thành một Visored, mất vị trí và rời khỏi Soul Society. Là một cô gái với cặp kính và mái tóc dài màu đen được bện lại với trang phục theo kiểu seifuku, khác với kiểu cách hơi phương Tây của đồng phục của học sinh nữ trường trung học Karakura. Cô rất dễ nổi cáu và thích đọc manga khiêu dâm và trong bản dịch tiếng Anh được chỉnh sửa thành "tạp chí áo tắm". Cô cũng rất tò mò, và sẽ theo dõi các cuộc họp của đội trưởng trong thời gian ở Soul Society. Khi còn là đội phó của Gotei 13, hàng tháng cô hay đọc sách cho Nanao Ise, người sau này kế nhiệm cô. Mười bảy tháng sau khi Aizen bị đánh bại, Lisa được phép trở về Soul Society và được trở lại làm Shinigami. Mười năm sau khi Yhwach bị đánh bại, cô được thăng chức đội trưởng Đội 8
Mặt nạ Hollow của cô giống như mũ trụ của hiệp sĩ với một hình chữ thập ở giữa. Zanpakutō của cô được gọi là Haguro Tonbo (鉄漿蜻蛉 nghĩa là "chuồn chuồn sắt"). Kích hoạt với lệnh "Đập bể" (潰せ tsubuse), nó trở thành một con dao guan với lưỡi hình quạt và quả cầu lớn ở phía đối diện.
Trong anime, Lisa được lồng tiếng bởi Kanako Hatori trong bản tiếng Nhật và Tara Platt trong bản lồng tiếng Anh.

#### Enjōji Tatsufusa
Enjōji Tatsufusa (円乗寺 辰房 Viên Thừa Tự Thìn Phòng) là một Shinigami to lớn nắm vị trí tam tịch quan Đội 8. Khi Ichigo và bạn bè xâm nhập Soul Society để cứu Rukia, Tatsufusa cố gắng ngăn chặn Chad nhưng nhanh chóng bị đánh bại.
Năng lực zanpakutō của anh thì không rõ nhưng tên của nó là Hōzan và được kích hoạt với lệnh "Nhảy Điên cuồng" (乱舞せよ Ranbuseyo).
Trong anime, Tatsufusa được lồng tiếng bởi Sakurai Toshiharu trong bản tiếng Nhật và Kim Strauss trong bản lồng tiếng Anh.

#### Ibara Tomokane và Inokashira Tadakichi
Là 2 học viên Shinigami được chọn vào Đội 8 khoảng 100 năm trước. Tên của họ được đề cập rõ tại chương 652 của manga.

### Đội 9

#### Muguruma Kensei
Muguruma Kensei (六車 拳西 Lục Xa Quyền Tây) là đội trưởng hiện tại Đội 9. Khoảng 100 năm trước, anh cũng là đội trưởng Đội 9 nhưng bị Aizen hãm hại trở thành một Visored, mất vị trí và rời khỏi Soul Society. Đặc điểm nổi bật của Kensei là anh có vết xăm "69" ngay giữa bụng trong đó số 6 tượng trưng cho họ của anh, còn số 9 tượng trưng cho Đội 9. Vết xăm "69" dưới mắt trái của Hisagi Shūhei cũng bắt nguồn từ việc ngưỡng mộ Kensei. So với các thành viên Visored thì anh là người điềm tĩnh và nghiêm túc hơn. Mười bảy tháng sau khi Aizen bị đánh bại, Kensei được phép trở về Soul Society và được phục chức đội trưởng Đội 9.
Tên zanpakutō của Kensei là Tachikaze (断地風  Đoạn Địa Phong, nghĩa đen gió chia cắt đất) và được kích hoạt với lệnh "Thổi nó đi" (吹っ飛ばせ futtobase). Zanpakutō của anh co lại thành một con dao sống còn/chiến đấu. Trong khi ở dạng này, Kensei có khả năng nạp và bắn năng lượng tâm linh từ lưỡi dao. Tachikaze cũng có thể điều khiển gió, được chứng minh khi Kensei sử dụng một số cánh gió để ngay lập tức giết một hollow . Mặt nạ hollow của anh giống như mặt nạ hockey trên băng với một số khe hở hình chữ nhật. Bankai của Kensei là Tekken Tachikaze (鐡拳・断地風  Quyền Đoạn Địa Phong, nghĩa đen. Cánh tay Sắt của Gió chia cắt Đất). Con dao (kiếm) chiến đấu biến thành đốt ngón tay của Kensei thành đồng, được trang bị thêm tay đấm thép (tay gấu), xuất hiện một loại vật liệu giống như vải dài bao xung quanh tay như băng cứu thương và hình thành một vòng cung lớn ở trên đầu. Khả năng của nó là tập trung tất cả sức mạnh của Tachikaze và tạo ra sự công phá lớn khi đấm vào đối thủ và vẫn sẽ tiếp tục đánh khi đối thủ vẫn chưa bại trận.
Trong anime, Kensei được lồng tiếng bởi Sugita Tomokazu trong bản tiếng Nhật và Dave Mallow trong bản lồng tiếng Anh.

#### Kuna Mashiro
Kuna Mashiro (久南 白 Cửu Nam Bạch) là đồng đội phó hiện tại Đội 9. Khoảng 100 năm trước, cô cũng là đội phó Đội 9 nhưng bị Aizen hãm hại trở thành một Visored, mất vị trí và rời khỏi Soul Society. Là một cô gái vô tư hay giận hờn khi liên quan đến những điều nhỏ nhặt nhất, chẳng hạn như Inoue Orihime kết bạn với Hachi hoặc khi Kensei kiên quyết đi cùng cấp dưới của mình vào trận chiến. Từ đầu tới chân của cô mặc một bộ đồ màu trắng với một vài phụ kiện trên mái tóc xanh lá, gợi nhắc kiểu trang phục của các siêu anh hùng tokusatsu của truyền hình Nhật Bản vào cuối thập niên 1970, chẳng hạn như Kamen Rider. Cô thường gọi Ichigo là "Berry-tan" có nghĩa là "trái dâu tây" (hay "Berry Boy" trong manga tiếng Anh và "Carrot Top" trong anime) để trêu ghẹo màu tóc của Ichigo (ichigo trong tiếng Nhật có nghĩa là trái dâu).
Không giống như các Visored khác và Ichigo, những người đã phải trải qua một quá trình đào tạo để kiểm soát nhân cách Hollow của họ thì Mashiro có thể giữ hình dạng Hollow của mình trong vòng 15 tiếng ngay trong lần đầu tiên thuần phục nó. Sức mạnh Hollow của Mashiro cho cô sức mạnh đặc biệt về thể chất chẳng hạn như cô có thể dễ dàng chặt đầu một số Menos Grande và Hollow khổng lồ đi theo Wonderweiss Margera. Tuy nhiên, trong trận chiến với Wonderweiss Margera thì mặt nạ của cô bỗng tiêu tan trước khi hết giới hạn, buộc Kensei phải can thiệp. Mặt nạ Hollow của cô giống như châu chấu, một tham khảo khác đến Kamen Rider. Zanpakutō của Mashiro có vỏ màu trắng và chuôi kiếm màu xanh, vì cô thích việc chiến đấu bằng sức mạnh vật lý kết hợp với Hollow hóa nên Mashiro rất ít khi sử dụng kiếm, chỉ một lần cô dùng là khi ngăn chặn Ichigo (khi chưa thành thục Hollow hóa) giết Hiyori, do đó tên của 
zanpakutō này vẫn chưa được tiết lộ.
Trong anime, Mashiro được lồng tiếng bởi Kanda Akemi trong bản tiếng Nhật  và Laura Bailey trong bản lồng tiếng Anh.

#### Hisagi Shūhei
Hisagi Shūhei (檜佐木 修兵 Cối Tá Mộc Tu Binh) là đồng đội phó hiện tại Đội 9. Khi còn nhỏ anh đã được cứu bởi đội trưởng Đội 9 lúc đó là Muguruma Kensei. Một năm sau đó Shūhei mang một hình xăm số "69" bên trái của khuôn mặt để phù hợp với cái của Kensei xăm trên bụng. Cũng có thể có một kết nối giữa zanpakutō của anh với zanpakutō của Kensei, vì chúng đều sử dụng Kaze, hay gió. Trong khi còn là giáo viên tại học viện Shinigami, lớp của Shūhei bị tấn công bởi một Hollow và trong lúc chiến đấu bị một vết sẹo đặc biệt trên khuôn mặt. Shūhei là một người trưởng thành và cực kỳ bình tĩnh, cho phép anh có quan hệ tốt với đội trưởng của mình, Kaname Tōsen. Sau khi Tōsen đào ngũ khỏi Soul Society, Shūhei giả định nhiệm vụ của đội trưởng như là người thay thế. Mặc dù anh đã thề giúp Komamura "mở mắt" đội trưởng cũ của mình, cuối cùng anh buộc phải tấn công Tōsen để ngăn ông giết Komamura. Theo tác giả Tite Kubo, Hisagi trở nên phổ biến với người hâm mộ từ lâu trước khi bối cảnh và nhân cách của anh được tiết lộ, một sự bất thường trong số các nhân vật của Bleach .
Zanpakutō của anh là Kazeshini (風死 Phong Tử, nghĩa là "Cơn gió chết"). Khi kích hoạt với lệnh "Gặt" (刈れ kare), nó có hình dạng của một vũ khí giống Lưỡi hái, với 2 cánh uốn cong cả hai hướng được kết nối bởi một dây xích dài. Mặc dù anh không thích hình dạng vũ khí của mình vì nó "có hình dạng như một cái gì đó để gặt hái sự sống" , anh cực kỳ thành thạo khi sử dụng nó, có khả năng sử dụng lưỡi kiếm như là vũ khí cận chiến và tầm xa, bằng cách sử dụng dây xích để làm cho các hướng chuyển động của nó là không thể đoán trước. Kazeshini xuất hiện như là một zanpakutō tự do trong Zanpakutō Unknown Tales của anime, xuất hiện như là một sinh vật giống quỷ có vấn đề với Shūhei. Vào khoảng thời gian Yhwach cùng đội quân của hắn xâm lược Soul Society, Shūhei đã luyện thành bankai dưới sự huấn luyện của Kensei và Mashiro. Trong tiểu thuyết Bleach: Can't Fear Your Own World viết nối tiếp Bleach được tác giả Tite Kubo giám sát, bankai của Kazeshini là Fushi no Kōjyō (風死絞縄 Phong Tử Giảo Thằng).
Trong anime Hisagi được lồng tiếng bởi Konishi Katsuyuki (Kobayashi Yū trong Turn Back the Pendulum) trong bản tiếng Nhật và Steve Staley trong bản lồng tiếng Anh.

#### Umesada Toshimori
Umesada Toshimori (梅定 敏盛 Mai Định Mẫn Thịnh) là một đội trưởng tính tình phóng đãng của một tổ trong Đội 9 và đứng ở vị trí nhị thập tịch quan trong đội (một vị trí ông chia sẻ với 15 Shinigami khác). Khi Orihime và Ishida cải trang thành Shinigami để giải cứu Rukia, họ vô tình gặp phải ông. Sau khi cãi nhau với Uryu về việc có kẻ đáng ngờ trong đội hình của mình, Toshimori bỏ đi nói rằng ông sẽ không quên điều này.
Trong anime, Toshimori được lồng tiếng bởi Iijima Hajime trong bản tiếng Nhật và Michael McConnohie trong bản lồng tiếng Anh.

### Đội 10

#### Hitsugaya Tōshirō
Hitsugaya Tōshirō (日番谷 冬獅郎 Nhật Phiên Cốc Đông Sư Lang) là đội trưởng hiện tại Đội 10 và là đội trưởng trẻ nhất trong lịch sử của Soul Society. Khoảng 20 năm trước cuộc chiến với Aizen, Tōshirō là tam tịch quan dưới quyền Isshin, có lẽ sau khoảng thời gian Isshin rời Soul Society, Tōshirō hoàn thiện bankai và được thăng làm đội trưởng.
Tōshirō là bạn thời thơ ấu gần gũi với Hinamori Momo, đội phó của Đội 5. Tōshirō thường được gọi là "Shiro-chan" (Shiro trong tiếng Nhật là màu trắng, có lẽ vì màu tóc trắng của cậu) bởi Momo mặc dù cậu luôn luôn phủ nhận cái tên đó và ngược lại gọi cô là "Momo đái dầm" để đáp trả. Mặc dù vậy, họ vẫn duy trì một mối quan hệ gần gũi, kể từ khi Momo là một trong hai người duy nhất không cảm thấy Tōshirō lúc họ còn sống trong Rukongai; người còn lại là bà ngoại của cậu. Do đó cậu luôn ra sức bảo vệ người bạn thời thơ ấu của mình và Tōshirō tự trách mình vì đã không bảo vệ được Momo khi cô trở thành con mồi bởi ảo tưởng của Aizen. Ví dụ điển hình về điều này sẽ là khi Momo cố gắng giết cậu sau khi nhận được một lá thư từ Aizen, người giả chết để biến mất khỏi Soul Society và khi Tōshirō làm cô bị thương nặng bởi shikai của Aizen. Trong sự phát triển mới nhất của cốt truyện trong anime, Hitsugaya được cho thấy là đào tạo để trở nên mạnh mẽ hơn nhằm bảo vệ Momo và bất cứ ai tiếp xúc với cậu trong tương lai tốt hơn.
Tuy Tōshirō duy trì tính cách của người cực kỳ trưởng thành nhưng một số gợi ý cho thấy cậu có một chút gì đó của kiểu nhân vật "cậu bé hoang dã" trước khi trở thành một Shinigami. Cậu cũng đặc biệt khó chịu khi người khác (trừ các đội trưởng Shinigami) gọi mình bằng tên, hoặc bỏ qua danh hiệu cao quý của mình khi gặp anh. Thực tế này được sử dụng cho mục đích kép là một câu truyện vui trong Bleach và tạo ra khẩu hiệu đặc trưng của Tōshirō: "That's Captain Hitsugaya to you!" (thường đi kèm với hiệu ứng giọt nước hoặc vạch trong anime). Một câu truyện vui nữa là khi những người khác thường nhắc đến sự thiếu chiều cao của anh, làm cho họ tin rằng Tōshirō là một học sinh tiểu học. Anh có một điểm yếu cho amanatto, hoặc đậu ngọt Nhật Bản.
Zanpakutō của Tōshirō là Hyōrinmaru (氷輪丸 Băng Luân Hoàn) là 2 thanh song kiếm với một cái là của Kusaka Soujiro, một người bạn học của anh ở Học viện Shinigami và là người bị giết do thực tế là 2 người không thể chia sẻ một zanpakutō duy nhất. Lệnh shikai của Hyōrinmaru là "Băng long phi thiên" (霜天に坐せ Sōten Ni Zase). Hyōrinmaru cũng là zanpakutō nguyên tố băng/tuyết mạnh nhất tại Soul Society, cho phép cậu điều khiển những yếu tố này theo ý muốn. Linh hồn của Hyōrinmaru là một con rồng Trung Quốc làm bằng băng và xuất hiện như một zanpakutō tự do trong Zanpakutō Unknown Tales của anime, với hình một người đàn ông trẻ cao với mái tóc dài màu xanh lá cây và tay chân rồng. Bankai của Tōshirō  là Daiguren Hyōrinmaru (大紅蓮 氷輪丸 Đại Hồng Liên Băng Luân Hoàn), hầu như cậu không thay đổi gì nhiều và mọc thêm đôi cách băng ngay phía sau lưng, nâng cấp hầu hết sức mạnh đến từ shikai. Khi đối đầu với Gerard Valkyrie, một trong những Quincy mạnh nhất dưới trướng Yhwach, Tōshirō đã sử dụng Daiguren Hyōrinmaru hoàn thiện. Ờ hình dạng này cơ thể của cậu phát triển đến mức trưởng thành, cánh băng tàn đi và những lớp băng khác xuất hiện trên vai, cẳng tay và đầu gối. Khả năng của nó là giúp Tōshirō có thể đóng băng tất cả mọi sinh vật, nguyên tố trong bốn bước đi và ai chạm vào cậu cũng sẽ bị đóng băng hoàn toàn.
Trong anime, Tōshirō được lòng tiếng bởi Romi Paku trong bản tiếng Nhật và Steve Staley trong bản lồng tiếng Anh.

#### Matsumoto Rangiku
Matsumoto Rangiku (松本 乱菊 Tùng Bản Loạn Cúc) là đội phó hiện tại Đội 10. thường tránh nhiệm vụ của mình như là một đội phó để cô có thể đi mua sắm hoặc uống rượu với đội phó đồng nghiệp. Cô luôn khiến người đối diện khó thở bởi vẻ đẹp trưởng thành, bốc lửa của mình. Vòng ngực nóng bỏng mắt với chiếc áo khoét sâu, mái tóc cam cùng nốt ruồi duyên dưới bờ môi hững hờ, Matsumoto quả khiến các đấng nam nhi phải gào thét và nguyện xin chết vì nàng. Bên cạnh đó Matsumoto còn có tính cách phóng khoáng và có phần dễ dãi, liếc mắt đưa tình rất thu hút và câu dẫn. Cô luôn biết cách tận dụng vẻ đẹp của mình để lôi kéo người khác nhằm đạt được những điều mình muốn. Matsumoto giống như một nàng hồ ly khiến chúng sinh phải mê mẩn, đặc biệt là phái mạnh. Mặc dù vậy, Rangiku có thể nghiêm túc và chu đáo khi thực hiện nhiệm vụ của mình như là một đội phó và thường đồng nghiệp và cấp dưới hay nhờ cô trao lời khuyên quan trọng. Rangiku quen biết cựu đội trưởng Ichimaru Gin kể từ khi họ còn nhỏ; Gin tìm thấy cô trước khi tay sai của Aizen có thể giết cô, vì cứu được cô. Họ vẫn gần gũi ngay cả sau khi gia nhập Gotei 13 lên cho đến khi Gin đứng về phía Aizen (để bảo vệ Rangiku, mặc dù Rangiku vẫn không biết gì về điều này). Rangiku cũng là người duy nhất thực sự quan tâm đến Gin. Cô quan tâm sâu sắc đến anh, cảm thấy buồn bã sau cái chết của anh theo ghi nhận của Ise Nanao.
Cô là người thuyết phục đội trưởng của mình, Hitsugaya Tōshirō, gia nhập Gotei 13 để đạt được việc kiểm soát áp lực tâm linh của mình và cả hai người thân thiết với nhau kể từ đó. Mặc dù Tōshirō luôn luôn khó chịu với thói quen uống rượu và lười biếng của Rankigu, cô vẫn một lòng trung thành và tận tâm và thường xuyên cố gắng để có được cậu vui lên mặc cho thái độ nghiêm túc của Tōshirō.
Zanpakutō của cô là Haineko (灰猫 Hôi Miêu, nghĩa là "tro mèo"). Khi kích hoạt với lệnh "Cằn nhằn" (唸れ unare), lưỡi kiếm tan thành tro. Trong chiến đấu, Matsumoto có thể kiểm soát sự chuyển động của tro và cắt bất cứ thứ gì nó chạm đến bằng cách di chuyển cán kiếm. Tro cũng đủ rắn chắc để được sử dụng như một lá chắn ngăn chặn các cuộc tấn công của đối phương . Do bản chất lười biếng, cô gặp rất nhiều khó khăn để đạt được bankai. Tite Kubo coi Rangiku là một trong 2 nhân vật nữ ông yêu thích nhất trong Bleach, nói rằng ông "có rất nhiều niềm vui khi vẽ và tạo những câu chuyện với cô."  Haineko xuất hiện như là một zanpakutō tự do trong Zanpakutō Unknown Tales arc của anime, như là một người phụ nữ với các đặc điểm của con mèo.
Trong anime, Rankigu được lồng tiếng bởi Matsutani Kaya trong bản tiếng Nhật và Megan Hollingshead trong bản lồng tiếng Anh.

#### Takezoe Kōkichirō
Takezoe Kōkichirō (竹添 幸吉郎 Trúc Thiêm Hạnh Cát Lang) là thất tịch quan hiện tại Đội 10. Ông được nhắc đến trong lúc Tōshirō và Rangiku bàn về sự liên quan của Ichimaru Gin trong vụ sát hại Sosuke Aizen. Kōkichirō sau đó thông báo cho cả hai về việc Abarai Renji, Izuru Kira và Hinamori Momo đã trốn khỏi phòng giam của họ.
Trong anime, Kōkichirō được lồng tiếng bởi Mochizuki Kenichi trong bản tiếng Nhật và Dan Woren trong bản lồng tiếng Anh.

#### Nagakiso Shūtetsu
Nagakiso Shūtetsu (長木曽 秋嚞 Trường Mộc Tằng Thu Triết) là giáo viên dạy Zanjutsu thuộc Đội 10. Ông là một người đàn ông bị hói và có bộ ria mép đen dày. Nagakiso có đủ kiến thức để dạy Zanjutsu và nghiêm khắc trong việc huấn luyện học trò. Khi Tōshirō bị mất bankai, cậu đã nhờ ông huấn luyện kiếm thuật cho cậu và Nagakiso đã đồng ý yêu cầu đó.

### Đội 11

#### Kuruyashiki Kenpachi
Kuruyashiki Kenpachi (刳屋敷 剣八 Khô Ốc Phu Kiếm Bát) là đội trưởng thứ 7 của Đội 11 và là Kenpachi thứ 7. Ông có được danh hiệu này sau khi giết Kenpachi thứ 6.  Ông là một shinigami vô cùng nổi danh hơn 250 năm trước với việc tiêu diệt một lượng lớn Menos Grande. Là một người đàn ông cao lớn, có mái tóc dài tối bù và khuôn mặt y hệt Ginjō Kūgo. Kuruyashiki từng được bổ nhiệm lên Đội 0 nhưng vì khá lười biếng với công việc đó nên ông từ chối. Kuruyashiki là bạn thân của Shunsui, ông thường hay nhậu Shunsui và có mong ước là được đấu với Shunsui và Ukitake. Sau này Kuruyashiki bị Azashiro Sōya giết chết do việc không sử dụng bankai trước sự chứng khiến của Shunshui và các thành viên đội 11.
Zanpakutō của ông là Kamawariro (餓樂廻廊 Ngạ Nhạc Hồi Lang) là một zanpakutō có dạng sinh vật sống giống như của Unohana. Lệnh shikai của Kamawariro là "Sau khi tự sinh ra bằng cách xoay chuyển vận mệnh, hãy đón nhận bóng tối và khiến vạn vật điêu tàn", ngoài ra còn có một lệnh khác là "Điềm lành sát sinh, hiện ra, lập lòe, già cỗi và mục nát" (瑞祥屠りて生まれ出で　暗翳尊び老いさらばえよ Zuishou hofurite umare ide, anei tattobi oisarabaeyo). Nó có thể tạo ra những sinh vật hình gấu trắng có răng nanh lớn tiến đến cắn xé kẻ thù. Bankai của Kamawariro là Gagaku Kairou (餓樂 廻廊 Ngạ Nhạc Hồi Lang) tạo ra một hàm răng khổng lồ nghiền nát tất mọi sinh vật và sự sống với bán kính tương đương Seireitei. Khi đánh nhau với Azashiro, ông không dùng vì sợ sẽ nguy hiểm cho Shunsui và đồng đội, đó cũng là lý do ông bị giết. Vì bankai này đáng sợ và nguy hiểm nên bị Trung tâm 46 cấm sử dụng tại Seireitei.
Các trận chiến:
- Kuruyashiki - Kenpachi thứ 6: Thắng
- Kuruyashiki - 1 Vasto Lorde dưới trướng Baraggan Louisenbairn: Thắng
- Kuruyashiki - Roka Paramia: Thắng
- Kuruyashiki - Azashiro Sōya: Thua

#### Azashiro Sōya
Azashiro Sōya (痣城 宗谷 Chí Thành Tôn Cốc), từng được gọi là Azashiro Kenpachi (痣城 剣八 Chí Thành Kiếm Bát) là đội trưởng thứ 8 của Đội 11 và là Kenpachi thứ 8. Ông có được danh hiệu này sau khi giết Kuruyashiki Kenpachi. So với các Kenpachi khác thì ông có phần thư sinh và mảnh khảnh hơn. Sau một năm thăm dò và dùng năng lực bankai của mình, Azashiro lên kế hoạch tấn công Hueco Mundo và đảo chính Gotei 13. Ông lần lượt thuyết phục các đội trưởng của Gotei 13 (trừ Yamamoto Genryūsai Shigekuni) nhưng thất bại. Azashiro lần lượt đánh bại vài đội trưởng và nhiều shinigami, ông bị Kyōraku Shunsui và Ukitake Jūshirō chặn lại thuyết phục nhưng không được. Cuộc chiến đang nổ ra thì Azashiro nhận thấy sự xuất hiện của Đội 0 thì ông chấp nhận bị bắt giữ. Do mang tội phản nghịch nên ông bị Trung tâm 46 kết án giam 19500 năm tại Muken (chung chỗ với Aizen). Sau này ông được giải cứu khỏi ngục nhưng lại đụng độ với Zaraki Kenpachi, bị Zaraki đánh bại và trở lại nhà ngục Muken.
Zanpakutō và shikai của Azashiro hiện tại vẫn chưa được biết tên. Ông chưa bao giờ tiết lộ tên cho bất kì ai trong Soul Society, theo lời Azashiro là thì ông vẫn luôn mang nó bên mình nhưnh không thể nhìn thấy bằng đôi mắt thường. Hình dạng thật của zanpakutō này là một cô gái mặc kimono, hay thè lưỡi ra ngoài và có vẻ ngoài như một geisha phóng đãng. Khi nhìn thấy Aizen, cô buông lời chế giễu Aizen là một tên tội phạm nguy hiểm và đề nghị Azashiro xé xác Aizen để lấy cắp Hogyoku. Dù vậy Azashiro vẫn hay thờ ơ và đối xư tàn bạo với cô trong khi cô lại "cuồng" chủ nhân của mình và luôn tìm cách quyến rũ ông. Bankai của Azashiro là Uro Zakuro (雨露 石榴 Vũ Lộ Thạch Lựu), là một bankai có sức mạnh vô cùng đặc biệt. Những khả năng của nó là Yūgō (融合 Dung Hợp) giúp Azashiro có thể hòa hợp với vạn vận dù nó đang tồn tại hoặc không tồn tại, có thể thu thập kiến thức, thâm nhập vào tâm trí, nhìn thấu suy nghĩ hành động của bất cứ ai, là một khả năng mạnh cả trong chiến đấu lẫn phòng thủ, ngay cả "Hoàn Toàn Thôi Miên" - shikai Kyōka Suigetsu của Aizen cũng không làm được gì; Seitai Yūgō (生体 融合 Sinh Thế Dung Hợp), một tuyệt kĩ giúp Azashiro dung hợp với đối phương từ đó phá hủy từ bên trong cơ thể đối phương dù điều này có thể nguy hiểm đến tính mạng, lần duy nhất ông dùng chiêu này là khi đối đầu với Kuruyashiki; Utsusu (写す Tả) là kĩ năng giúp ông sao chép lại tất cả hành động, lời nói của một lượng người trong khoảng không gian nhất định, nhờ đó Azashiro có thể sao chép hàng trăm kido và áp chế hàng trăm người cùng một lúc. Do linh lực cùng thể chất yếu nên nếu gặp phải shikai Ruri'iro Kujaku của Yumichika và những Quincy hấp thụ Reiatsu thì Azashiro sẽ không chống cự được lâu vì bị hút linh lực.
Các trận chiến:
- Azashiro - Kuruyashiki Kenpachi: Thắng
- Azashiro - Gotei 13 (Vài đội trưởng và hàng trăm shinigami): Thắng
- Azashiro - Kyōraku Shunsui và Ukitake Jūshirō: Đình chiến
- Azashiro - Ōmaeda Marechiyo, Ōmaeda Marenoshin và Shirogane Ginjirō: Gián đoạn
- Azashiro - Ayasegawa Yumichika: Đình chiến
- Azashiro - Zaraki Kenpachi (lần 1): Gián đoạn
- Azashiro - Don Kanonji: Thua
- Azashiro - Zaraki Kenpachi (lần cuối): Thua

#### Kenpachi thứ 9
Sau khi Azashiro bị giam tại Muken thì đội phó đội 11 lúc đó được thăng làm đội trưởng để danh hiệu Kenpachi không bị mất đi.

#### Kiganjō Kenpachi
Kiganjō Kenpachi (鬼厳城 剣八 Quỷ Nghiêm Thành Kiếm Bát), tên gọi cũ là Kiganjō Gosuke (鬼厳城 五助 Quỷ Nghiêm Thành Ngũ Trợ) là đội trưởng thứ 10 của Đội 11 và là Kenpachi thứ 10. Ông có được danh hiệu này sau khi giết Kenpachi thứ 9. Giống như tên của mình, Kiganjō có ngoại hình như một con quỷ, một người đàn ông cao lớn (hơn cả Zaraki), nước da ngăm đen, tóc chải dài phía sau lưng và có bộ râu đen dài. Ông là một người lười biếng, đã không có mặt trong cuộc hợp giữa các đội trưởng và Hirako Shinji hay phàn này Kiganjō về vấn đê này, Hirako cũng tự hỏi tại sao một kẻ như thế lại có thể làm đội trưởng. Khi sự kiện "Các linh hồn mất tích" xảy ra, ông cũng không có mặt trong cuộc họp đội trưởng để ứng phó với tình trạng khẩn cấp, khi mà cả Kensei và Mashiro đều cùng lúc mất tích. Sau khoảng thời gian này Kiganjō đã bị Zaraki giết chết trước sự có mặt của 200  thành viên Đội 11.

#### Zaraki Kenpachi
Zaraki Kenpachi (更木 剣八 Cánh Mộc Kiếm Bát) là đội trưởng hiện tại Đội 11 và là Kenpachi thứ 11. Không giống như những người tiền nhiệm, ông tự cho mình danh hiệu "Kenpachi", một danh hiệu được trao cho người yêu thích chiến đấu hơn bất kỳ ai và khát máu nhất; nó gần nghĩa với: "Mặc cho bao nhiêu lần bạn chém hắn, hắn sẽ không bao giờ ngã xuống". Là một người đàn ông mái tóc kỳ dị bậc nhất trong Bleach, có vết sẹo kéo dài từ mắt trái đến tận miệng do Unohana Retsu gây ra khi Zaraki vẫn còn là một thiếu niên. Ông dành một số sự tôn trọng nhất định cho đối thủ của mình như Ichigo và Unohana. Dù là một chiến binh dũng cảm và đầy bạo lực nhưng Zaraki vẫn có cảm xúc, điển hình là trong trận chiến cuối cùng với Unohana, ông vô tình giết Unohana, gào khóc lên và cầu xin cô đừng chết. Đồng thời do gặp Yachiru từ rất lâu nên ông đặc biệt quan tâm đến cô, xem Yachiru như con của mình. Do khả năng của mình, ông có một số thay đổi để trợ giúp kẻ thù của mình trong trận chiến và do đó kéo dài thời gian của một cuộc đấu hay. Ông đeo chuông trong tóc của để công bố sự hiện diện và chuyển động của mình nhưng chỉ những người có đủ "năng lượng tâm linh" mới có thể cảm nhận chúng. Ông sử dụng một miếng che mắt ăn reiatsu của mình, làm giảm sức mạnh và độ bền của mình với số lượng lớn do ông không cảm nhận hoặc điều khiển reiatsu. Khi miếng che mắt được tháo ra thì toàn bộ sức mạnh của ông xuất hiện, và quy mô rộng lớn của reiatsu làm cho thanh kiếm của ông sắc bén hơn các zanpakuto khác. Zaraki không hề thích việc bị đồng đội hoặc ai đó chen ngang trận đấu của mình hoặc đe dọa sẽ giết kẻ thù nếu hắn dám bỏ cuộc.
Hầu hết phần đầu Bleach, Zaraki chỉ sử dụng được dạng phong ấn của  zanpakuto nhưng sau trận chiến với Unohana thì ông đã có thể nghe được tên thanh kiếm của mình. Zanpakuto đó tên là Nozarashi (野晒 Dã Sái), một thanh kiếm có lưỡi dài hơn các thanh zanpakuto khác, khi còn là một thiếu niên Zaraki đã lấy thanh kiếm này từ xác một Shinigami khác, dù vẫn ở dạng phong ấn nhưng khi kết hợp cùng với sức mạnh của ông thì Zaraki có thể đánh ngang ngửa với hai đội trưởng khác ngay cả khi họ đã dùng bankai (Tōsen và Sajin), hạ gục Espada số 5 Nnoitra và đánh bại Unohana Retsu. Lệnh shikai của Nozarashi là Nuốt trọn (呑め nome), khi đó hình dạng thanh kiếm sẽ biến đổi thành một cây rìu chiến khổng lồ, tăng sức sát thương nhiều lần, chỉ trong một nhát chém có thể khiến một thiên thạch nát thành từng mảnh, có thể cắt đôi cơ thể đối phương và cả không gian. Khi Zaraki đánh với Gerard Valkyrie - một trong những Quincy mạnh nhất dưới trướng Yhwach thì chỉ shikai không thể đánh thắng hắn, cùng lúc đó Yachiru đang mất tích xuất hiện trong thế giới nội tâm của ông, và cô đã biến thành sức mạnh đủ để Zaraki có thể lĩnh hội được bankai. Bankai của ông được khai mở vào lúc ông từ từ tỉnh dậy, da toàn thân chuyển thành màu đỏ và hai cái sừng mọc lên trên trán trông như ác quỷ khát máu và chẳng còn biết gì khác ngoài chiến đấu. Lúc này sức mạnh của Zaraki tăng lên một cách chóng mặt, có thể dễ dàng áp đảo và khiến Gerard Valkyrie phải run sợ. Nhưng do sức mạnh được giải phóng quá nhiều khiến cơ thể ông thích nghi được nên cánh tay phải bị gãy và trở lại hình dạng ban đầu. Do tình cờ được khai mở trong vô thức nên đến hiện tại bankai vẫn chưa được đặt tên.
Trong anime Kenpachi được lồng tiếng bởi Tachiki Fumihiko trong bản tiếng Nhật và David Lodge trong bản lồng tiếng Anh từ năm 2007-2012 với Patrick Seitz từ tập 244.

#### Kusajishi Yachiru
Kusajishi Yachiru (草鹿 八千流 Thảo Lộc Bát Thiên Lưu) là cựu đội phó của Đội 11. Cô rất dễ nhận ra do có hình dáng nhỏ bé và tóc sáng màu hồng. Cô có tính cách giống trẻ con trong hầu hết các khía cạnh, vì cô nhỏ bé, dễ thương, vui vẻ và vô tư nhất hầu hết thời gian. Cô được tìm thấy khi còn là trẻ sơ sinh bởi Zaraki Kenpachi ở quận 79 thuộc ngõ bắc Rukongai, "Kusajishi", nơi bạo lực thứ hai ở Rukongai trong khi Kenpachi đến từ quận 80, nơi bạo lực nhất. Mặc dù trên người Kenpachi đẫm máu và đã giết chết một nhóm người, cô không sợ hãi và thậm chí còn chạm vào thanh zanpakuto mà Kenpachi dùng để giết chết họ. Kenpachi đặt tên cô là "Yachiru" trong ghi nhớ của Kenpachi về người mà ông rất ngưỡng mộ, đội trưởng hiện tại của Đội 4, Yachiru "Retsu" Unohana. Từ đó cô dành nhiều thời gian bám trên lưng Kenpachi để di chuyển. Giống như Kenpachi, cô không có ý thức về việc đi theo hướng nào, mặc dù Kenpachi thường dựa vào cô để tìm đường; khi Kenpachi hỏi cô nên đi theo hướng nào, phản ứng thông thường của Yachiru là chỉ theo một hướng ngẫu nhiên. Yachiru ghét bị chỉ trích và thường sẽ tấn công người đó theo một phong cách hài hước. Yachiru cũng thích đặt cho mọi người biệt danh; ví dụ, cô gọi Kenpachi là Ken-chan ("Kenny" trong phiên bản tiếng Anh) và Kukichi Byakuya là Bya-kun. Nhiều omake của Bleach cho thấy Yachiru rất thích kẹo, thường được khai thác bởi các nhân vật khác để khiến cô không quấy rối họ. Mặc cho dáng vẻ trẻ con của mình, Yachiru dường như khá mạnh, có khả năng nâng Kenpachi và nhảy giữa các tòa nhà trong khi mang theo ông. Cô cũng rất nhanh so với kích thước của mình và có thể phát ra một lượng lớn năng lượng tâm linh khi giận dữ, hình thành một khuôn mặt mèo màu hồng to lớn và giận dữ.
Zanpakutō của Yachiru là Sanpo Kenjū, một thanh katana có chuôi kiếm màu hồng, tsuba hoa năm cánh, vỏ kiếm màu tím và có hai bánh xe dính với phần dưới của vỏ kiếm được tạo ra bởi Madarame Ikkaku. Shikai của Sanpo Kenjū vẫn chưa có lệnh, khi kích hoạt sẽ xuất hiện hai sinh vật kỳ lạ: một con cao lớn, tóc xanh lá đậm, thân làm bằng xương và đeo mặt nạ hollow, giữ khuôn mặt lại có 1 cái xương dài từ đỉnh đầu đến dưới cằm, mang một thanh kiếm khá giống cây kích nhưng phần đầu trên nhô ra; con còn lại thì là một sinh vật béo tròn, toàn bộ thân thể được bao phủ bởi bộ lông màu vàng và chỉ thấy được một phần của đôi mắt, mang một con dao lớn và dài. Khi Yachiru làm hành động hoặc tấn công ai đó thì hai sinh vật này sẽ làm theo, con lông vàng đánh trước còn con cao lớn đánh sau, hai nhát chém đồng thời sẽ tạo ra một lực chém cực mạnh vào kẻ thù và cắt sâu vào mặt đất. Con cao lớn được gọi là Lumpy (前獣 Moko Moko) còn con màu vàng được gọi là Boney (後獣 Hone Hone). Đây là một shikai đặc biệt vì theo Isane thì nó không giống dạng kiếm biến thành sinh vật sống của Unohana hay dạng tạo ra sinh vật sống của Tōshirō, thanh kiếm của Yachiru không hề có thay đổi nào và nó không phải là hiện thân của zanpakutō. Sau đó cô biến mất và trở thành sức mạnh của Zaraki, xuất hiện trong thế giới nội tâm của ông và giúp ông đạt được bankai.
Trong anime, Yachiru được lồng tiếng bởi Mochizuki Hisayo trong bản tiếng Nhật và Stevie Bloch bằng tiếng Anh.

#### Madarame Ikkaku
Madarame Ikkaku (斑目 一角 Ban Mục Nhất Giác) là đội phó hiện tại và là cựu tam tịch quan Đội 11. Anh là một người yêu thích chiến đấu và có một cái đầu hói. Anh đánh nhau và bị đánh bại bởi Zaraki Kenpachi trong quá khứ, mặc dù còn đủ mạnh để sống sót sau trận chiến. Khi Zaraki trở thành đội trưởng của Đội 11, Ikkaku và người bạn thân Ayasegawa Yumichika gia nhập Gotei 13 để có thể chiến đấu và chết dưới sự chỉ huy của Kenpachi. Anh chia sẻ một số điểm tương đồng với đội trưởng của mình như tìm kiếm sự hứng thú trong chiến đấu bằng cách mạo hiểm mạng sống của mình. Anh được xem là người mạnh thứ 2 trong đội . Ikkaku cũng thường hay chiến đấu và uống rượu với Iba Tetsuzaemon dù anh cũng mỉa mai Iba. Mặc dù đủ mạnh để trở thành đội trưởng, Ikkaku khẳng định một trong những nhiệm vụ của anh trong cuộc đời của mình là phải chết dưới sự chỉ huy của Zaraki. Mười năm sau khi Yhwach bị đánh bại, do sự biến mất của Yachiru nên Ikkaku đã được thăng làm đội phó.
Zanpakutō của anh là Hōzukimaru (鬼灯丸 Quỷ Đăng Hoàn, nhắc đến tên tiếng Nhật của anh đào mùa đông, có nghĩa là "ánh sáng ma quỷ") và trong cán kiếm của nó có chứa thuốc dùng để đông máu. Khi kích hoạt với lệnh "Mọc ra" (延びろ nobiro), nó biến đổi thành một cây yari với cán gỗ sáp  và có thể biến thành một cây giáo 3 khúc để gây bất ngờ cho đối thủ với lệnh "Tách ra" (裂けろ sakero). Ikkaku đã đạt được bankai, mặc dù anh giữ bí mật này với hầu hết các nhân vật khác để không bị buộc để trở thành đội trưởng và anh đã thể hiện sức mạnh này trong cuộc chiến với arrancar số 13 - Edrad Liones. Bankai của Hōzukimaru, Ryūmon Hōzukimaru (龍紋鬼灯丸 Long Văn Quỷ Đăng Hoàn, nghĩa là "ánh sáng ma quỷ đỉnh rồng"), có dạng của ba vũ khí quá khổ kết nối bởi một dây xích dày: hai lưỡi kiếm ở mỗi bàn tay của anh được trang trí bằng một hình khắc rồng Trung Quốc, nổi ở phía sau. Bên cạnh sự gia tăng sức mạnh và reiatsu, bankai của anh không cung cấp khả năng đặc biệt nào. Theo lời Ikkaku thì anh đối xử với Hōzukimaru khác với những người còn lại, họ hầu như xứ để zanpakutō của mình ngủ trừ khi sử dụng bankai, nên khi nó chém địch hoặc bị chém thì sẽ khó phát huy được sức mạnh. Ikkaku nhận đã hình rồng được điểm sáng trên đao của mình một khi hoàn thành thì sức mạnh của Hōzukimaru sẽ được đẩy đến mức cực đại. Hōzukimaru xuất hiện như là một zanpakutō tự do trong Zanpakutō Unknown Tales của anime, sở hữu hình dáng của một oni cơ bắp lớn, sở hữu phong cách tương tự như chủ của mình, nhưng thường lười biếng. Mayuri sau đó đã nói rằng sau khi cuộc chiến với Edrad, mặc dù được Akon sửa chữa, Hozukimaru đã bị yếu đi.
Trong anime, Ikkatu được lồng tiếng bởi Hiyama Nobuyuki trong bản tiếng Nhật và Vic Mignogna trong bản lồng tiếng Anh (ngoại trừ tập 105, khi lồng tiếng được thực hiện bởi Richard Cansino.

#### Ayasegawa Yumichika
Ayasegawa Yumichika (綾瀬川 弓親 Lăng Lại Xuyên Cung Thân) là tam tịch quan hiện tại và là cựu ngũ tịch quan Đội 11. Yumichika bạn lâu năm của Madarame Ikkaku. Anh rất tôn trọng ý kiến của Ikkaku và có xu hướng đi theo ở khắp mọi nơi. Cả hai gia nhập Gotei 13 để có thể phục vụ dưới trướng Zaraki Kenpachi. Do Ikkaku là Tam tịch quan, Yumichika là Ngũ tịch quan vì nghĩ rằng số 5 (五 go) là số đẹp nhất. Anh đeo lông chim rự rỡ trên lông mi và lông mày của mình cũng như có làn da và tóc sáng bóng, tạo cho anh một vẻ ngoài nữ tính. Tự mãn và hay khoe khoang, Yumichika nhận xét mọi người và mọi thứ bởi vẻ đẹp. Anh còn đi xa tới mức đã cố quên đi những điều mà anh cho là "xấu xí" sau khi nhìn thấy và thậm chí cố gắng giao chiến với một đối thủ xấu xí bằng cách nhắm mắt lại. Trong Zanpakutō Unknown Tales của anime, Yumichika có thể sử dụng phép kidō, một đặc điểm không điển hình cho thành viên của Đội 11.
Zanpakutō của anh là Ruriiro Kujaku (瑠璃色 孔雀 Lưu Ly Sắc Khổng Tước,  nghĩa là "con công lông màu xanh"), một zanpakutō dạng kidō. Tuy nhiên do Đội 11 có một quy tắc bất thành văn là zanpakutō chỉ được sử dụng để tấn công trực tiếp, Yumichika giữ bí mật này. Theo chính lời của Yumichika, anh sẽ chết để che giấu sự thật về khả năng zanpakuto của mình. Để che giấu, anh kích hoạt tên giả nó là Fuji Kujaku (藤孔雀 Đằng Khổng Tước, nghĩa là "con công màu tím") với lệnh Tiếu (咲け sake,  có nghĩa là Nở rộ), tạo ra một vũ khí có hình dạng lưỡi liềm có thể chia thành bốn cánh giống hệt nhau. Khi tự tin là mình có thể giữ bí mật, anh sử dụng tên thực sự của zanpakutō với lệnh "Liệt - Cuồng" (裂き狂え sakikurue,  nghĩa là Chia rẽ và Phân tán) biến thanh kiếm thành một nhiều dây leo tua tủa trên thân có mắt công để trói đối thủ và hút năng lượng tâm linh của họ thành những bông hoa có thể ăn được chữa lành vết thương của Yumichika. Yumichika tuyên bố rằng một lần hút đầy đủ từ zanpakuto của anh có thể giết chết một đối thủ, được chứng minh khi anh đánh bại Charlotte Cuhlhourne. Ruriiro Kujaku xuất hiện như là zanpakutō tự do trong Zanpakutō Unknown Tales của anime như một nam giới nửa người nửa chim có tính cách y hệt như chủ nhân của mình và rất phàn nàn Yumichika vì Yumichika cứ gọi tên giả của mình hoài đến nỗi muốn giết cả giết anh ta luôn.
Trong anime, Yumichika được lồng tiếng bởi Fukuyama Jun trong bản tiếng Nhật @và Brian Beacock trong bảng lồng tiếng Anh.

#### Ichinose Maki
Ichinose Maki (一之瀬 真樹) được giới thiệu trong Bount arc của anime, rời khỏi Đội 11 sau khi Zaraki Kenpachi giết chết đội trưởng tiền nhiệm. Anh du hành sang thế giới con người nhưng trong một ngày nọ, khi ở tình trạng yếu sức trong một sa mạc thì một Hollow xuất hiện và gần như suýt giết chết anh; Hollow này đó bị Kariya Jin hạ gục, người cho phép Maki giết nó. Maki do đó thề sẽ mãi mãi trung thành với Kariya và chỉ phá bỏ lời thề khi anh muốn chiến đấu với Kenpachi hơn là ngăn cản Ichigo và bạn của anh như đã được giao phó. Maki giúp Bount thâm nhập vào Soul Society và bị Zaraki làm cho trọng thương. Trong trận chiến cuối cùng giữa Kariya Jin và Ichigo, anh đột ngột xuất hiện và cầu zin Jin dùng Jōkaishō để thay đổi hơn là phá hủy Soul Society nhưng bị Jin giết chết.
Zanpakutō của anh là Nijigasumi (虹霞  nghĩa là "cầu vồng sương mù"). Hình dạng shikai của nó được kích hoạt bởi lệnh "tỏa sáng rực rỡ" ("kōka hirameke" 光華閃け) hoặc "sáng lên và nổ" trong bản tiếng Anh. Khi kích hoạt, Nijigasumi phát sáng với màu sắc cầu vồng và có khả năng kiểm soát ánh sáng cho các mục đích khác nhau. Nó có thể làm cho Maki vô hình hay dập tắt ánh sáng, gây tàn phá với các đòn phản công đối thủ. Nó cũng có thể sử dụng ánh sáng để tấn công, tạo ra lưỡi kiếm của ánh sáng để chém hoặc nghiền nát đối thủ. Zanpakutō của anh sau đó giúp Ichigo đánh bại Kariya bằng cách hấp thụ cuộc tấn công của Kariya.
Maki được lồng tiếng bởi Chiba Susumu trong bản tiếng Nhật và Sam Riegel trong bản lồng tiếng Anh.

#### Aramaki Makizō
Aramaki Makizō (荒巻 真木造 Hoang Quyển Chân Mộc Tạo) là thập tịch quan hiện tại Đội 11 . Được Yachiru đặt biệt danh là "Maki Maki" và "ông râu gầy", ông thường rất nhút nhát và hèn nhát, trái ngược với các thành viên khác của Đội 11. Makizō xuất hiện đầu tiên khi ông tình cờ gặp gỡ Inoue Orihime và Ishida Uryū khi họ đi chuyển qua Seireitei và cải trang thành Shinigami. Mặc dù say rượu, ông nhìn qua được lời nói dối của Orihime và Uryu về việc là người của đội 11 . Tuy nhiên, trong cuộc tấn công của Kurotsuchi Mayuri giết chết một số thành viên của Đội 12, Orihime bảo vệ Uryu và Makizō với khả năng Shun Shun Rikka của cô. Makizō bối rối về việc tại sao Orihime buồn do cái chết của Shinigami Đội 12 và tại sao cô lại cứu mình.
Khi bắt đầu chiến đấu với Mayuri, Uryū buộc Makizō mang Orihime đến nơi an toàn, đe dọa bắn ông nếu không tuân theo. Khi Makiz rút lui với Orihime, Orihime đòi ông để cô lại để giúp Uryū nhưng ông từ chối. Khi bị Orihime cắn, ông tạm thời làm cô bất tỉnh và gặp Yachiru. Yachiru cùng ông đưa Orihime trở lại doanh trại của Đội 11 để cô có thể dẫn Kenpachi đến chỗ Ichigo . Makizō đi cùng khi họ tìm kiếm Ichigo, đặt câu hỏi về lý do tại sao họ sẽ đi xa đến thế để giúp một người bạn. Cả nhóm cuối cùng bắt kịp với Ichigo sau khi anh giao chiến với Kuchiki Byakuya. Khi Ichigo hỏi ông là ai, Makizō nói mình là ai không quan trọng và đó Ichigo chỉ nên giả vờ rằng ông không có ở đó . Makizō sau đó xuất hiện trong Bount arc.
Trong anime, Makizō được lồng tiếng bởi Nagashima Yūichi trong bản tiếng Nhật và J.B. Blanc trong bản lồng tiếng Anh.

### Đội 12

#### Kurotsuchi Mayuri
Kurotsuchi Mayuri (涅 マユリ Niết Kiển Lợi) là đội trưởng hiện tại Đội 12 và là viện trưởng Viện Nghiên cứu và Phát triển Shinigami sau Urahara Kisuke. Ông là một nhà khoa học điên, xem tất cả mọi người là đối tượng được mổ xẻ trong phòng thí nghiệm. Ông rất tự hào về các thí nghiệm của mình và những phát minh ông tạo ra, chẳng hạn như "con gái" của ông, Nemu) và lên án các khái niệm về sự hoàn hảo. Ông đã có những thay đổi cho cơ thể của mình: cánh tay trái có thể mở rộng như một cái móc, ông có thể tạo ra một lưỡi hái bằng cách kéo tai và thậm chí có thể thay thế các cơ quan của ông với hình nộm. Mayuri ít quan tâm về cuộc sống hoặc lòng trung thành, thậm chí đi xa tới mức có lần biến cấp dưới của mình thành những quả bom sống. Bởi vì ông tiến hành thử nghiệm trên nhiều Quincy, bao gồm sư phụ của Ishida, Kurotsuchi thường được xem là kẻ thù của Ishida Uryu. Trong quá khứ, mối nguy hiểm tiềm năng mà ông mang đến Soul Society dẫn đến việc ông bị giam khi gia nhập Shinigamu và trong khi ở tù, ông là người duy nhất được coi là đủ nguy hiểm để có một buồng giam riêng biệt với các tù nhân khác. Kisuke Urahara khi trở thành đội trưởng của Đội 12, đã công nhận tiềm năng của Mayuri như là một nhà khoa học và thả Mayuri để giúp nghiên cứu và trợ giúp việc điều hành Viện Nghiên cứu Shinigami mới được thành lập. Đổi lại, Urahara hứa với Mayuri rằng vị trí đội trưởng và Chủ tịch của Viện Nghiên cứu sẽ trở thành của Mayuri nếu bất cứ điều gì đã xảy ra. Ở một mức độ nhất định, Mayuri miễn cưỡng tôn trọng Urahara và kỹ năng của ông mặc dù chính bản thân ông hơi khó chịu khi được Ichigo so sánh với Urahara. Ông cũng cho thấy mình có thể tạo ra cách arrancar di chuyển, Garganta, khi ông đưa Ichigo đến thị trấn Karakura giả để nghênh chiến Sosuke Aizen. Kỹ năng chế thuốc độc của ông rất là ghê gớm, tuy nhiên, Unohana Retsu, đội trưởng Đội 4, có thể chữa tất cả các chất độc mà ông tạo ra.
Zanpakutō của ông là Ashisogi Jizō (疋殺 地蔵 Sơ Sát Địa Tạng, đại khái là "Phật cắt chân"). Khi kích hoạt với lệnh "chẻ" (掻き毟れ kakimushire), lưỡi kiếm sẽ biến đổi thành vũ khí đầu đinh ba. Khi đâm đối phương thì nó sẽ phun ra một chất độc đến dây thần kinh điều khiển cử động chân tay, làm tê liệt tứ chi của đối phương dù cho lưỡi kiếm đâm vào các bộ phận cơ thể khác. Tuy nhiên, không giống như tê liệt bình thường, các chi bị ảnh hưởng vẫn có thể cảm thấy đau đớn, một điều khá phù hợp với xu hướng điên rồ của Mayuri. Bankai của Ashisogi Jizō, Konjiki Ashisogi Jizō (金色疋殺地蔵 Kim Sắc Sơ Sát Địa Tạng, nghĩa là "Phật vàng cắt chân", dịch trong manga tiếng Anh là "Phật cắt chân thần thánh"), chuyền sang hình dạng của một sâu bướm khổng lồ với đầu em bé và quầng hào quang bạc. Sinh vật này thở ra một chất độc trích từ máu của Mayuri gây nguy hiểm chết người cho bất kỳ ai hít nó, ngoại trừ chính ông và Nemu . Nó cũng có thể chạy và xiên đối thủ với nhiều lưỡi kiếm hiện ra từ ngực. Mayuri cũng sửa đổi thể chất của bankai để nó có thể tự hủy và trở về trạng thái phong ấn của nó nếu nó tấn công ông. Mayuri cũng thường xuyên thay đổi chất độc của bankai. Ashisogi Jizo xuất hiện như zanpakutō tự do trong Zanpakutō Unknow Tales arc của anime như là một như sinh vật bé nhỏ có cánh. Như một biện pháp phòng thủ cuối cùng, Mayuri có thể biến cơ thể thành chất lỏng trong ba ngày bằng cách tự đâm mình với zanpakutō. Điều này làm ông không thể tấn công hoặc bị tấn công, biến nó thành một công cụ hiệu quả để trốn thoát.
Trong anime, Mayuri được lồng tiếng bởi Nakao Ryūsei trong bản tiếng Nhật và Terrence Stone trong bảng lồng tiếng Anh.

#### Kurotsuchi Nemu
Kurotsuchi Nemu (涅 ネム Niết Âm Mộng) là  cựu đội phó của Đội 12. Cô là con gái nhân tạo được tạo ra bởi Kurotsuchi Mayuri bằng cách kết hợp các nghiên cứu của ông về cơ thể nhân tạo (義骸 gigai) và linh hồn nhân tạo (義魂 gikon) . Điều này đã khiến cô trở nên sống nội tâm và thụ động, thích giữ im lặng trong sự hiện diện của Mayuri. Mối quan hệ cha con của họ là rất khác thường, như là Mayuri ít quan tâm đến sự an toàn của Nemu, thậm chí sử dụng cô làm mồi trong chiến đấu và chỉ sửa chữa cơ thể bị hư hại của Nemu chỉ khi ông cần cô. Không giống như cha mình, cô dường như có sự đồng cảm cho người khác như khi cô cứu Ishida Uryū như là lời cảm ơn khi anh không giết Mayuri.
Cơ thể của Nemu được thiết kế để chịu được những vết thương gây tử vong, mặc dù cô vẫn phải chịu sự đau đớn gây ra bởi chúng. Nemu cũng miễn dịch với nhiều chất độc của Mayuri. Mặc dù vậy, cô mang trong người loạt các thuốc giải độc để sử dụng khi cần thiết. Cô cũng có mang các loại chất độc và thuốc bắt nguồn từ nghiên cứu của Mayuri trên cơ thể của chính mình, làm cho cô rất nguy hiểm cho những người ăn hoặc tấn công bên trong cơ thể của cô. Ngoài việc có sức mạnh siêu phàm, cô cũng có khả năng xuyên vược qua chướng ngại vật bằng cách quay một cánh tay ở tốc độ cao với tay kia hoạt động như một mũi khoan. Nemu thường không mang zanpakutō, nhưng được thể hiện là mang một cái trong một minh hoạ của sách nghệ thuật "All Color but the Black". Zanpakutō của cô có hình dạng dường như là một thanh katana mỏng.
Trong anime, Nemu được lồng tiếng bởi Kugimiya Rie trong bản tiếng Nhật và Megan Hollingshead trong bản lồng tiếng Anh.

#### Akon
Akon (阿近 A Cận) là đội phó hiện tại Đội 12, viện phó Viện Nghiên cứu và Phát triển Shinigami và là cựu tam tịch quan Đội 12. Akon là người giỏi nhì về nghiên cứu Gigai. Anh cao và có 3 cấu trúc giống sừng ngắn trên trán. Anh là người đầu tiên nhận ra rằng gigai của Rukia là được tạo ra bởi một người không phải trong Soul Society.
Trong anime, Akon được lồng tiếng bởi Okuda Keiji trong bản tiếng Nhật (Miyake Kaya khi anh là một đứa trẻ trong Back the Pendulum gaiden) và Patrick Seitz trong bản lồng tiếng Anh (ngoại trừ tập 259, khi anh được lồng tiếng bởi Tony Oliver).

#### Tsubokura Rin
Tsubokura Rin (壷府 リン Hồ Phủ Lẫm) là trưởng phòng Viên Nghiên cứu và Phát triển Shinigami. Anh là nhân vật ban đầu được tạo ra bởi Tite Kubo như là một linh vật cho trang web tin tức Bleach-Fan tiếng Nhật. Rin thường xuyên tương tác với diễn viên lồng tiếng Kurosaki Ichigo ở các phân đoạn video ngắn trên trang web. Sau đó, anh được đưa vào trong manga và anime với vai trò là một nhà khoa học của Đội 12. Anh có một nỗi ám ảnh về kẹo và những thứ đồ ngọt, chớp ngay cơ hội để đến thế giới con người chỉ để mua các loại bánh kẹo không có sẵn ở Soul Society. Anh cũng khá là nhút nhát và hơi trẻ con như Yamada Hanatarō và Tsumugiya Ururu. Theo như lời kể của Hiyosu, anh hay trốn việc nhưng rất đỗi ngạc nhiên khi anh nhận nhiệm vụ lên thế giới con người.
Trong anime, Rin được lồng tiếng bởi Saiki Miho trong bản tiếng Nhật và Karen Thompson bằng tiếng Anh trong lần đầu xuất hiện và sau đó bởi Julie Ann Taylor.

#### Hiyosu
Hiyosu (鵯州 Kê Châu) là trưởng phòng của Viện Nghiên cứu và Phát triển Shinigami có liên quan với Đội 12. Ông là một Shinigami da xanh to lớn với đầu phồng cộng với hai nhãn cầu banh ra. Ông chính là người đã phát hiện ra Gigai của Rukia.
Trong anime, Hiyosu được lồng tiếng bởi Matsumoto Kouhei trong bản tiếng Nhật và Michael McConnohie trong bản lồng tiếng Anh (trừ tập 131, với ông được lồng tiếng bởi Kirk Thornton).

#### Kuna Nico
Kuna Nico (久南  妮可 Cửu Nam Ni Khả) là nhà khoa học lâu năm tại Viên nghiện cứu và phát triểu Shinigami kể từ khi Urahara thành lập. Ban đầu cô chỉ được giới thiệu đơn giản trong cuốn Bleach Official Character Book 2 MASKED là Kuna, sau này theo tiết lộ từ tiểu thuyết Can't Fear Your Own World thì cô là em gái của Kuna Mashiro.

#### Torue
Torue (采絵 Thái Hội) là thành viên của Viên nghiên cứu và phát triển Shinigami. Cô là một người phụ nữ khêu gợi, mảnh khảnh, tóc tím, mắt xanh lá cây và đôi môi lớn. Cô trang bị một thứ vũ khí hoặc thiết bị trên ngực tiết ra một thứ chất lỏng để bẫy và bắt lấy mục tiêu, mà cô thường dùng để đi bắt người.

#### Nemuri Hachigō
Nemuri Hachigō (眠 八號 Niên Bát Hào) là con gái nhân tạo và là Nemu thứ 8 trong dự án của Mayuri. Cô bé được tạo ra trong khoảng thời gian Renji và Rukia kết hôn. Là một đứa bé nhỏ nhắn, mặc đồng phục shinigami và hay la hét khiến Mayuri cũng thấy khó chịu. Mười năm sau khi Yhwach bị đánh bại, Hachigō được Mayuri gọi đi cùng để xem xét các khu nhà được xây dựng để nghiên cứu của ông.

### Đội 13

#### Ukitake Jūshirō
Ukitake Jūshirō (浮竹 十四郎 Phù Trúc Thập Tứ Lang) là cựu đội trưởng Đội 13. Ukitake là một người có mái tóc dài bạc trắng với dáng vẻ ốm yếu. Ukitake bị một căn bệnh mà đôi khi làm cho ông ho ra máu và có tác dụng như một sự ức chế cho ông trong suốt Bleach; nếu anh chiến đấu quá lâu, hoặc thậm chí trở nên quá kích động, sẽ phát bệnh lên . Ông do đó buộc phải giao lại hầu hết các nhiệm vụ của đội trưởng cho cấp dưới để có thể nghỉ ngơi. Mặc dù vậy, Jūshirō được tôn trọng bởi nhiều Shinigami do tính thật thà, trung thành và công tâm của mình . Anh cùng với bạn thân là đội trưởng Đội 8 Kyōraku Shunsui đều là 2 đội trưởng lâu năm và tài năng nhất trong Gotei 13, được đào tạo bởi Yamamoto khoảng một ngàn năm trước cốt truyện Bleach hiện tại .
Zanpakutō của ông là Sōgyo no Kotowari (双魚の理 Lý Song Ngư, nghĩa là "luật của song ngư") và được kích hoạt với lệnh "Sóng biển nổi lên, Trở thành lá chắn cho ta - Sấm sét đánh xuống, Trở thành thanh kiếm cho ta" (波悉く我が盾となれ雷悉く我が刃となれ Nami Kotogotoku Waga Tate To nare, Ikazuchi Kotogotoku Waga Yaiba To Nare Hải Lang Hóa Vi Ngô Chi Thuẫn Bài - Lôi Điện Hóa Vi Ngô Chi Đao Nhận). Trong trạng thái shikai, Sōgyo no Kotowari chia thành hai cây kiếm mỏng giống như cần câu cá, làm cho nó là một trong hai zanpakutō duy nhất của Soul Society tồn tại trong dạng hai lưỡi kiếm riêng biệt. Shikai của ông được tiết lộ để có khả năng hấp thụ các cuộc tấn công dựa trên reiatsu từ một lưỡi kiếm và sau đó phóng chúng trở lại thông qua lưỡi kiếm kia; tấm thẻ trong chuỗi kết nối các lưỡi kiếm cho phép Ukitake kiểm soát tốc độ và sức mạnh của đòn tấn công . Một số video game Bleach thiết lập trước câu chuyện chính miêu tả nó có khả năng điều khiển điện và nước. Bankai của nó hiện chưa rõ. Sōgyo no Kotowari xuất hiện như là một zanpakutō tự do trong Zanpakutō Unknow Tales của anime như là hai đứa trẻ vui vẻ giống hệt nhau có thể tấn công bằng vật phóng hình quạt.
Trong anime, Ukitake được lồng tiếng bởi Ishikawa Hideo trong bản tiếng Nhật và Liam O'Brien trong bản lồng tiếng Anh (trừ tập 40 khi ông được lồng tiếng bởi Kim Strauss).

#### Shiba Kaien
Shiba Kaien  (志波 海燕 Chí Ba Hải Yến) là cựu đội phó Đội 13 và được xem là một thần đồng. Anh trông tương tự như Kurosaki Ichigo trong cả hình dáng và nhân cách, một cái gì đó được đưa lên nhiều lần trong Bleach. Mặc dù có một mối quan hệ tốt với tất cả các cấp dưới của mình nhưng anh đặc biệt gần gũi với Kuchiki Rukia. Không giống như các Shinigami khác, Kaien coi Rukia giống như những người khác, không phán xét cô bằng cái họ Kuchiki, do đó đã giúp cô đạt được sự tự tin. Sau khi vợ anh là Miyako bị giết bởi Hollow ký sinh tên Metastacia, Kaien đã ra đi để giết Hollow trả thù. Anh bị chiếm hữu bởi Hollow và tấn công Rukia, buộc cô phải giết anh để tự vệ. Mặc dù anh đã cảm ơn cô đã làm như vậy và xin lỗi về hành động của mình, Rukia mãi mãi cảm thấy tội lỗi về vai trò của mình trong cái chết của anh .
Tuy nhiên, Metastacia sau đó được tiết lộ là kết quả thí nghiệm của Aizen và được thiết kế để tái sinh tại Hueco Mundo khi bị giết. Vẫn bị sáp nhập với Hollow vào lúc đó, mặc dù có khả năng thống trị tinh thần của Metastacia, Kaien sau đó bị hấp thụ bởi Aaroniero Arruruerie và kết quả là, Aaroniero đã có thể sử dụng hình dáng và khả năng của Kaien, cụ thể là zanpakutō Nejibana (捩花 Lệ Hoa). Khi kích hoạt với lệnh Sóng, Nước, Thiên đàng (dịch từ Suiten Sakamake), Nejibana biến đổi thành một hình chữ thập kết tinh giữa một chiếc đinh ba và một ji có thể thao tác và sản xuất các sóng chấn động của nước để cắt kẻ thù ra làm hai cách đánh của dạng Shikai này của anh dựa theo một điệu nhảy lấy cổ tay làm trọng tâm và xoay đều cổ tay khiến cho đối phương khó lòng để có thể đoán trước được đòn tấn công tiếp theo .
Trong anime, Kaien được lồng tiếng bởi Seki Toshihiko trong bản tiếng Nhật. Trong lồng tiếng Anh, anh được Kim Strauss lồng tiếng khi lần đầu tiên xuất hiện trong một cảnh hồi tưởng ở tập 49 và Dave Mallow trong các cảnh hồi tưởng sau này.

#### Shiba Miyako
Shiba Miyako (志波 都 Chí Ba Đô) là cựu tam tịch quan Đội 13. Cô là vợ của Kaien và bị giết chết bởi một Hollow. Trong anime, cô bị điều khiển bởi Hollow này trước khi bị giết. Khuôn mặt cô không bao giờ được thấy rõ trong manga. Rukia coi cô như là một phụ nữ mạnh mẽ và lịch thiệp.
Trong anime, Miyako được lồng tiếng bởi Shimamoto Sumi trong bản tiếng Nhật và Cindy Robinson trong bản lồng tiếng Anh.

#### Kotsubaki Sentarō
Kotsubaki Sentarō (小椿 仙太郎 Tiểu Xuân Tiên Thái Lang) là tam tịch quan hiện tại Đội 13.

#### Kajōmaru Hidetomo
Kajōmaru Hidetomo (可城丸 秀朝 Khả Thành Hoàn Tú Triêu) là cựu lục tịch quan Đội 13.

#### Madarame Shino
Madarame Shino (斑目 志乃 Ban Mục Chí Nãi) là một trong thành viên đội 13 thay thế Kurumadani Zennosuke trong việc bảo vệ thị trấn Karakura. Cô có một cá tính mạnh mẽ và thể hiện suy nghĩ của mình bằng cách hò hét. Theo tiết lộ từ tiểu thuyết Can't Fear Your Own World thì Shino là em gái của Madarame Ikkaku.

#### Yuki Ryūnosuke
Yuki Ryūnosuke (行木 竜ノ介 Hành Mộc Long Chi Giới) là một trong thành viên đội 13 thay thế Kurumadani Zennosuke trong việc bảo vệ thị trấn Karakura. Theo tiết lộ từ tiểu thuyết We Do knot Always Love You thì Ryūnosuke là em trai của Rikichi.

### Hộ vệ Hoàng gia - Đội 0

#### Hyōsube Ichibē
Hyōsube Ichibē (兵主部 一兵衛 Binh Chủ Bộ Nhất Binh Vệ) là đội trưởng của Hộ vệ Hoàng gia. Ông là một người đàn ông cao to, lông mày rậm, râu đen dài, mang một tràng hạt lớn màu đỏ trên cổ và một đôi geta. Ông cùng với Linh vương, Baraggan Louisenbairn và Ikomikidomoe là những cá nhân tồn tại lâu nhất lịch sử Bleach (hơn 1 triệu năm) . Ichibē là người đặt tên cho mọi thứ trong Soul Society như zanpakutō, shikai, shinuchi (sau này được gọi là bankai)... nên ông được Linh vương ban cho danh hiệu Người báo chân danh (真名呼和尚 Manako Oshō Chân danh hô hòa thượng). Sau cuộc tấn công của Wandenreich và cái chết của Yamamoto, ông cùng các thành viên khác của Đội 0 xuống Soul Society rước Ichigo và những người khác lên Linh vương cung để hồi phục và rèn luyện, đồng thời ông cũng tiết lộ tên thật bankai của Renji. Khi Yhwach cùng Sternritter tấn công Linh vương cung, ông dùng năng lực của mình để che giấu hình dạng thật của nơi này. Một lát sau Linh vương cung hiện ra và 4 thành viên còn lại chiến đấu với Sternritter nhưng đều bị giết chết. Tình thế nguy hiểm buộc Ichibē phải ra tay nhưng ông bị Ywach đánh bại bằng năng lực The Almighty. Tưởng chừng suýt mất mạng nhưng nhờ Ichigo gọi tên ông đã mượn sức mạnh của cậu để hồi sinh lại bản thân. Sau khi Ywach bị đánh bại, ông đã dùng xác của hắn để tạo ra một Linh vương mới và hồi sinh 4 thành viên bị giết trong Đội .

#### Kirinji Tenjirō
Kirinji Tenjirō  (麒麟寺 天示郎 Kì Lân Tự Thiên Kì Lang) là thành viên của Hộ vệ Hoàng gia nắm giữ danh hiệu Quỷ Suối nước nóng. Trước khi gia nhập Hộ vệ Hoàng gia, Tenjirō là một đội trưởng trong Gotei 13 và là người dạy kỹ thuật chữa thương cho Retsu Unohana, vì vậy nên có lẽ ông từng là đội trưởng Đội 4. Sau cuộc tấn công của Wandenreich và cái chết của Yamamoto, Tenjirō và Hộ vệ Hoàng gia đến Soul Society để gặp Kurosaki Ichigo và các đội trưởng sống sót. Tenjirō sau đó nói chuyện với Retsu về bao nhiêu trường hợp tử vong đã xảy ra trong quá trình tấn công của Wandenreich. Khi Soi Fong chỉ trích Hộ vệ Hoàng gia về việc không giúp đỡ trong cuộc chiến với Wandenreich, ông nói với cô rằng công việc của họ là để bảo vệ Linh vương cung, không phải Seireitei và Gotei 13 đã thất bại trong việc bảo vệ nó.

#### Hikifune Kirio
Kirio Hikifune (曳舟 桐生 Duệ Châu Đồng Sinh), danh hiệu Vua Ngũ cốc, từng là đội trưởng Đội 12 ngay trước khi trở thành một thành viên của Hộ vệ Hoàng gia trong Turn Back the Pendulum gaiden và chỉ các đội trưởng và một số ít người nghe được là biết sự thật. Bà được kế tục bởi Kisuke Urahara, với đội phó của bà, Sarugaki Hiyori, người coi bà như là một người mẹ cảm thấy sự ra đi này là khó chấp nhận. Sau khi cuộc xâm lược của Wandenreich, Hikifune và Hộ vệ Hoàng gia xuất hiện để đưa Ichigo, Rukia, Renji và Byakuya đến Cung điện Hoàng gia. Hirako Shinji bình luận rằng vẻ ngoài của bà đã thay đổi quá nhiều kể từ lần cuối cùng họ gặp nhau. Khi Ichigo và Renji đến cung điện của bà, Hikifune bổ sung dưỡng chất dinh dưỡng cho cho họ bằng cách nhiều thực phẩm làm từ sức mạnh tâm linh của mình và khiến vẻ ngoài của bà trở nên mỏng hơn. Bà sau đó gửi họ đến chỗ của Ouetsu Nimaiya sau khi tiết lộ mình là người đã phát minh ra linh hồn nhân tạo.

#### Shutara Senjumaru
Shutara Senjumaru (修多羅 千手丸 Tu Đa La Thiên Thủ Hoàn) là một thành viên của Hộ vệ Hoàng gia nắm giữ danh hiệu Đại Chức Thủ. Trước đây có lẽ Senjumaru là đội trưởng Đội 12 thông qua việc cô có quan hệ với Mayuri và nói khóa cửa của ông dễ mở hơn khi cô còn tại vị. Senjumaru có một số cánh tay kéo dài giống con rối có thể được thao tác với sự khéo léo tuyệt vời (dường như chỉ với ý nghĩ), với mỗi cánh tay có sức mạnh thể chất đáng kể, có thể chịu được trọng lượng của một Shinigami. Sau cuộc xâm lược của Wandenreich, Senjumaru đến Soul Society để đưa Kuchiki Rukia, Kuchiki Byakuya, Renji Abarai cũng như Tensa Zangetsu bị gãy đến Cung điện Hoàng gia. Là người duy nhất không được tiết lộ rõ ràng đóng góp là gì nhưng vì là một bậc thầy may quần áo nên phát mình của cô có lẽ là Shihakushō .

#### Nimaiya Ōetsu
Nimaiya Ōetsu (二枚屋 王悦 Nhị Mai Ốc Vương Duyệt) là một thành viên của đội Hộ vệ Hoàng gia. Ông là cha đẻ của Zanpakutou. Các linh hồn của Zanpakutō của ông tạo ra được gọi là Asauchi. Khi một tử thần truyền linh lực của mình vào zanpakutō thì Asauchi sẽ được trở lành linh hồn của zanpakutou đó và chủ nhân giải ấn được Shikai. Trong cuộc xâm lược của Wandenreich, Renji và Ichigo đến đây để rèn kiếm. Sau khi Ichigo biết về sức mạnh Quincy của mình, Ông đã giúp Ichigo rèn một Zangetsu hoàn toàn mới.

### Học viện Shinō

#### Isawa Genji
Isawa Genji (胆沢 源氏 Đảm Trạch Nguyên Thị) là hiệu trưởng hiện tại học viện Shinō và là cựu tam tịch quan Đội 5. Genji khi còn ở học viên thì anh học lớp 2 và tốt nghiệp cùng lúc với Renji, Kira và Hinamori. Trong Đội 5 Genji được mệnh danh là Chim ưng của giấy tờ. Khi Wandenreich xâm lược Soul Society, anh mất cả hai chân nên không thể làm công việc ở Gotei 13 được nữa. Sau khoảng thời gian này Genji được mời làm hiệu trưởng học viện và anh đã nhậm chức trở thành tân hiệu trưởng học viện Shinō.

#### Shihōin Yoruichi

Shihōin Yoruichi

Shihōin Yoruichi (四楓院 夜一Tứ Phong Viện Dạ Nhất) là cựu đội trưởng Đội 2, cựu lãnh đạo Onmitsukidō và là bạn thân của Urahara và Tessai. Cô từng là người đứng đầu tộc Shihōin, một trong những gia tộc cao quý nhất tại Soul Society, Tứ Đại Gia Tộc. Khoảng 110 năm trước, cô đã từ bỏ tất cả danh phận và địa vị để giải cứu Urahara, Tessai và 8 Visored. Sau này cả bọn trốn đến Thế giới Con người và mở cửa hàng Urahara, nơi mà khi Yoruichi không có việc gì ở bên ngoài thì cô sẽ dùng như nhà ở. Cô có thân hình thanh mảnh và màu da nâu sẫm với mái tóc màu tím đậm. Cô có thể biến thành một con mèo đen và có thể biến lại thành con người theo ý muốn (cô hay trêu chọc Kurosaki Ichigo khi cô biến lại thành người trong trạng khái khỏa thân trước mặt anh). Hình dạng con mèo của cô có giọng nói trầm, dẫn đến nhiều nhân vật ban đầu tin rằng cô là nam giới và do đó gọi là "ngài Yoruichi". Yoruichi có tính tình rất dễ dãi và cô khẳng định rằng Soi Fong không cần sử dụng lễ nghi khi nói chuyện với cô . Cô có xu hướng tránh chiến đấu và sẽ không nghênh chiến với kẻ thù trừ khi đồng minh của cô sẽ thua nếu không có sự can thiệp. Khi lần đầu tiên giới thiệu, cô giúp Ichigo và bạn bè của anh thâm nhập vào Soul Society .  Là người đứng đầu một tộc cao quý, cô rất am hiểu về lịch sử của Soul Society do nền tảng là người đứng đầu của một trong Tứ Đại Gia Tộc có thứ hạng cao nhất. Một dẫn nguồn từ Urahara Kisuke khi ông giải thích cho Sarugaki Hiyori, là bất kỳ đội trưởng nào trong Gotei 13 có Onmitsukidō nằm dưới sự điều khiển của họ (thường là Đội 2), sẽ là một lực lượng quân sự ghê gớm trong Soul Society. Tác giả Tite Kubo coi Yoruichi là một trong hai nhân vật nữ được yêu thích trong Bleach (cùng với Matsumoto Rangiku), viện dẫn rằng ông "có rất nhiều niềm vui khi vẽ và viết câu chuyện về cô ấy."  Vài năm sau khi Yhwach bị đánh bại, Yoruichi chấp nhận yêu cầu của Shunsui là trở thành giáo viên khách mời dạy Hakuda và Hohō vì cô không muốn trở thành tân đội trưởng Đội 8.
Yoruichi chắc chắn là vẫn giữ vị trí cũ của mình như là một đội trưởng và Tổng tư lệnh của đội ẩn mật cơ động do sức mạnh của cô trong Bleach bao gồm cả khi cô làm bất động Espada Yammy Llargo bằng tay không. Trong khi cô có tay nghề cao trong tất cả các chiến thuật chiến đấu của Shinigami, Yoruichi luôn luôn được trình bày trong Bleach này là rất mạnh trong chiến đấu bằng tay, và sử dụng thuấn bộ (瞬歩 shunpo), một khả năng di chuyển tốc độ cao . Trong khi khả năng này không phải là độc đáo và khá là phổ biến cho bất kỳ Shinigami, tốc độ chuyển động của cô là gần như chưa từng có ai theo kịp và do đó cô được biết đến với tên gọi tốc thần (瞬神 shunshin). Ngay cả một thế kỷ sau đó, Kuchiki Byakuya vẫn không thể vượt qua được tốc độ của cô. Yoruichi cũng có tay nghề cao trong "thuấn hống" (瞬閧 shunkō), một kỹ thuật chiến đấu tiên tiến kết hợp bàn tay để chiến đấu và khả năng kido. Việc sử dụng shunko cho phép người dùng có thể dùng tay không để ngăn chặn vũ khí của đối phương mà không bị thương . Cô không bao giờ được nhìn thấy là cầm zanpakutō trong cốt truyện hiện nay, mặc dù được thể hiện là mang theo một kodachi trong hồi tưởng; cô cũng sử dụng găng tay sắt và giáp chân trong cuộc chiến chống lại Aizen, mặc dù chúng bị phá hủy trong tiến trình .
Trong anime, Yoruichi được lồng tiếng bởi Yukino Satsuki trong bản tiếng Nhật và Wendee Lee trong bản lồng tiếng Anh trong khi hình dạng con mèo của cô được lồng tiếng bởi Saitō Shirō trong bản tiếng Nhật và Terrence Stone trong bản tiếng Anh.

#### Kira Izuru
Kira đảm nhiệm một lớp giảng về thơ haiku ở học viện.

#### Ōnabara Gengorō
Ōnabara Gengorō (大宇奈原 厳呉郎 Đại Vũ Nại Nguyên Nghiêm Ngô Lang) là giáo viên chủ nhiệm lớp 1 năm thứ nhất tại học viện. Khi mới gia nhập học viên thì Renji, Kira và Hinamori đều là học trò của ông. Trong ngày đều tiên của các tân sinh viên ở lớp học, ông có lời khen tặng vì những cố gắng của họ và những kỳ vọng của học viện đối với họ.

#### Yamamoto-Genryūsai Shigekuni
Yamamoto là người sáng lập học viện và từng đào tạo Shunsui, Ukitake và Tokinada trong khi ông còn là giáo viên.

#### Aizen Sōsuke
Aizen từng là giáo viên của một lớp thư pháp tùy chọn, lớp này nổi tiếng đến mức khi hắn đứng lớp thì rất đông học sinh tham gia và thậm chí không có chỗ ngồi.

### Khác
Là những nhân vật hoạt động như một shinigami nhưng không thuộc các cơ quan nào của Soul Society. Họ có thể là người vốn dĩ không phải là thành viên của các đội, hoặc đào ngũ khỏi Soul Society hay vì một lý do nào đó nên đã từ bỏ việc làm của mình ở các cơ quan. Một số có thể quay về Soul Society thể làm shinigami dưới trướng của ba cơ quan nhưng nói chung thì họ không thích việc đó dù cũng hay giúp đỡ ba cơ quan.

#### Kurosaki Isshin
Kurosaki Isshin (黒崎 一心 Hắc Khí Nhất Tâm), tên gọi cũ là Shiba Isshin (志波 一心 Chí Ba Nhất Tâm) là cựu đội trưởng Đội 10 và là cha của Ichigo, Yuzu và Karin. Ông là một người cha ngốc nghếch, thích đánh nhau luôn biết quan tâm đến những gì con cái của mình đang làm. Ông thể hiện tình yêu thương đó bằng cách tấn công hoặc làm các động thái vui mừng quá trớn dẫn đến các hành động hài hước từ những người con, thường dưới hình thức của một cú đá. Sau khi sử dụng gần như toàn bộ linh lực để ngăn chặn quá trình Hollow hóa của Masaki vợ ông, ông mất sức mạnh Shinigami. Sau này Hollow đó chuyển sang Ichigo và trong trận chiến với Byakuya, Ichigo đã đánh thức được sức mạnh Hollow nên liên kết giữa Isshin và Hollow bị phá vỡ nên ông đã lấy lại được sức mạnh Shinigami trong hơn 20 năm.
Zanpakutō của Isshin là Engetsu (剡月 Diệm Nguyệt) là thanh kiếm giống như những thanh tachi bình thường, có chuôi kiếm màu đỏ và tsuba hình lục giác. Lệnh shikai của Engetsu là "Bùng cháy" (燃えろ moero). Ở dạng này Engetsu hầu như không thay đổi gì nhiều, bao quanh kiếm là một lượng linh lực phát ra như một ngọn lửa. Khả năng của nó là Isshin có thể sử dụng máu của ông, hút rồi phun mạnh vào thanh kiếm tạo ra một làn sóng linh lực cuốn phăng kẻ thù và "Getsuga Tenshō", một nhát chém linh lực khổng lồ và tạo ra một cái hố rộng lớn. Đến hiện tại ông vẫn chưa có cơ hội sử dụng bankai do nhiều yếu tố khác nhau, nhưng Isshin có thể dễ dàng áp đảo một Vasto Lorde khi vẫn còn ở dạng shikai, áp chế được Aizen khi hắn vừa mới hấp thụ Hogyoku thành công. Đó là lý do nhưng ông chính là một trong những Shinigami mạnh nhất từng xuất hiện.
Trong anime, Isshin được lồng tiếng bởi Morikawa Toshiyuki trong bản tiếng Nhật và Patrick Seitz trong bản lồng tiếng Anh.

#### Urahara Kisuke
Urahara Kisuke (浦原 喜助 Phố Nguyên Hỉ Trợ) là chủ sở hữu của cửa hàng Urahara. Ông từng là đội trưởng Đội 12, cựu viện trưởng Viện Nghiên cứu và Phát triển Shinigami và là cựu tam tịch quan Đội 2. Ông mặc quần áo truyền thống của Nhật Bản với dép gỗ và mũ xô, mang đến cho ông biệt danh "Lão đi dép đội mũ" (ゲタ帽子 geta-bōshi) . Urahara thường khá thoải mái và có một thái độ vui vẻ nếu không phải là hài hước, thường có xu hướng làm mất khách hàng . Ông hay rời cửa hàng và không sử dụng nó trong thời gian dài trong khi đang huấn luyện nhân vật chính Kurosaki Ichigo và bạn bè của anh trong một tầng hầm được thiết kế giống như hang động . Mặc cho nguyên tắc làm việc và nhân cách kỳ lạ của mình, Urahara rất nghiêm túc khi cần thiết. Khi lần đầu tiên được giới thiệu Urahara khá là bí ẩn, hiểu biết tất cả các đối tượng liên quan đến tâm linh và hướng dẫn cho Ichigo. Khi còn là đội trưởng Đội 12, ông bắt quả tang Sosuke Aizen trong hành vi chuyển đổi một số Shinigami thành Visoreds. Trước khi ông có thời gian để cứu và biến họ lại thành Shinigami, Aizen đổ tội cho ông và Urahara phải trốn sang thế giới con người. Một thời gian ngắn sau khi Aizen bị đánh bại, Urahara và các bạn hữu đã được xóa bỏ mọi tội danh hơn 100 năm trước và được phép trở lại Soul Society mặc dù ông thích sống ở Nhân giới hơn. Trong cuộc xâm lược lần thứ 2 của Wandenreich, Urahara (với sự giúp sức của Grimmjow) đã có một trận tử chiến với Askin Nakk Le Vaar và đã giành chiến thắng. Tưởng chừng đã mất mạng dưới khả năng của Askin nhưng ông đã được cứu thoát và được Hanatarō chữa lành đôi mắt bị trọng thương trong cuộc chiến.
Urahara là một nhà phân tích rất trí tuệ, với khả năng phân tích những điểm yếu và các phương thức tấn công của đối thủ một cách dễ dàng, một chất lượng mà ông truyền cho Ichigo trong quá trình đào tạo của họ với nhau. Aizen đã nhận xét về khả năng của Urahara, gọi ông là người duy nhất có trí tuệ vượt qua ngay chính cả Aizen . Là một cựu đội trưởng, ông cũng rất chuyên nghiệp trong việc sử dụng kido cao cấp và sử dụng một phong cách chiến thuật của chiến đấu rất sâu sắc. Ông cũng là một nhà phát minh đầy khao khát và trong khi vẫn còn là một Shinigami, ông đã tạo ra một số vật dụng mà đi ngược lại các chỉ tiêu của Soul Society. Nổi bật nhất trong số này là Hōgyoku(崩玉 Băng Ngọc), một thiết bị mà trước đây được cho là có thể kết hợp Shinigami với Hollow, nhưng được tiết lộ bởi Aizen là có sức mạnh để làm hiện thực hóa những điều mong ước trong trái tim của những người xung quanh. Lo sợ sức mạnh tiềm năng của nó có thể cung cấp cho một ai đó, Urahara đã cố gắng và thất bại trong việc phá hủy quả cầu, khiến nó rơi vào tay Aizen . Zanpakutō của ông là một shikomizue tên Benihime (紅姫 Hồng Cơ}}. Kích hoạt với lệnh Thức tỉnh (起きろ okiro), nó có 3 khả năng đặc biệt được biết đến: tạo ra một "lá chắn sương máu" có khả năng ngăn chặn hầu hết các cuộc tấn công, một vụ nổ năng lượng màu đỏ thẫm tương tự như cero của Hollow  và một vụ nổ kết hợp năng lượng ổn định với một mạng lưới. Bankai của Benihime là Kannonbiraki Benihime Aratame (観音開 紅姫 改メ Quan Âm Khai Hồng Cơ Cải) lần đầu tiên được sử dụng trong trận chiến với Askin, trước đó khi được yêu cầu sử dụng bankai để giúp đào tạo Sado, Urahara nói rằng bankai của ông là không phù hợp cho một mục đích như vậy . Đây là một bankai rất mạnh, nó có thể tái cấu trúc tất cả những gì nó chạm vào, có thể tác một bộ phận cơ thể nào đó của đối phương rồi khâu lại. Urahara có thể tăng sức mạnh vật lý của mình lên bằng cách tự tách cơ thể của chính mình ra rồi tái cấu trúc lại cũng như có thể tạo ra một con đường giúp kẻ khác đi xuyên qua các chướng ngại vật và rào cản. Ngoài sức mạnh từ zanpakutō thì ông còn là một bậc thầy sử sụng kidō, đặc biệt là có thể sử dụng hadō cấp 99 Goryūtenmetsu một cách dễ dàng. Chính Aizen cũng từng nói có lẽ hắn đã chết nếu không hấp thụ thành công Hōgyoku.
Trong anime, Urahara được lồng tiếng bởi Miki Shin'ichiro trong bản tiếng Nhật và Michael Lindsay trong bản lồng tiếng Anh .
Kubo đã nhận xét về Urahara, nói rằng ông được dựa trên Snufkin, người mà Kubo nghĩ là rất tuyệt vời .

#### Tsukabishi Tessai
Tsukabishi Tessai (握菱 テッサイ) là Trưởng Kidō Corps (鬼道衆総帥 Kidōshū Sōsui) và Đại đội trưởng Kidō (大鬼道長 Dai Kidōchō) trong Turn Back the Pendulum gaiden. Sau khi sử dụng kỹ thuật kidō bị cấm trong một nỗ lực để cứu sống các Visoreds, ông bị kết án chung thân và buộc phải bỏ trốn khỏi Soul Society cùng với Kisuke Urahara và Shihōin Yoruichi. Ông hiện làm việc tại cửa hàng Urahara.

#### Sarugaki Hiyori
Sarugaki Hiyori (猿柿 ひよ里 Viên Thị Nhật Thế Lý) là đội phó của Đội 12 dưới thời Hikifune Kirio và sau đó là Urahara Kisuke trong "Turn Back Pendulum". Hiyori là một cô gái tóc vàng nhỏ với tính khí nóng nảy và xu hướng bạo lực bao gồm việc đe dọa và bạo lực ngay cả với những người ở cấp bậc cao hơn mình như Shinji . Bởi vì mối quan hệ chặt chẽ với Kirio, Hiyori ban đầu ghét Kisuke và từ chối chấp nhận sự thay đổi ông cho Đội 12 nhưng rồi nhận và làm việc tại Viện nghiên cứu mới được thành lập ở đội. Cô bị buộc phải rời khỏi Soul Society với các Shinigami chuyển đổi thành Visored và là người có thời gian làm chủ Hollow lâu nhất trong nhóm .
Zanpakuto của cô là Kubikiri Orochi (馘大蛇 nghĩa đen. "con rắn chặt đầu")hoặcBản mẫu:Chặt đầu mãng xàvà được kích hoạt với lệnh {{nihongo|"chặt sạch"|ぶっ手切れ| để trở thành một cây dao chặt thịt lớn với lưỡi răng cưa. Sau khi trở thành một Visored, Hiyori có thể làm tăng khả năng của mình bằng cách sử dụng một mặt nạ xương Hollow với một cái sừng lớn trên trán và các dấu hiệu hình kim cương trên lông mày.
Trong anime, Hiyori được lồng tiếng bởi Takagi Reiko trong bản tiếng Nhật và Laura Bailey trong bản lồng tiếng Anh .

#### Ushōda Hachigen
Ushōda Hachigen (有昭田 鉢玄) là Đội phó Kidō (副鬼道長 Fuku Kidōchō) trong Turn Back the Pendulum gaiden. Ông rời khỏi Soul Society sau khi trở thành một Visored.

#### Aikawa Love
Aikawa Rabu (愛川 羅武 Ái Xuyên La Vũ), biệt danh là Love (ラヴ Ravu), là cựu đội trưởng Đội 7. Khoảng 100 năm trước, anh là đội trưởng Đội 7 nhưng bị Aizen hãm hại trở thành một Visored, mất vị trí và rời khỏi Soul Society. Là một người đàn ông to cao với tóc quăn nhọn, đeo kính mát và áo thể dục chạy bộ. Ông có vẻ rất thoải mái, thường đọc tạp chí Shōnen Jump hoặc một số manga khiêu dâm của Lisa trong thời gian rảnh rỗi. Sau khi Aizen bị đánh bại, bản án của Love được xóa bỏ và ông được phép trở về Soul Society làm shinigami.
Mặt nạ Holow của Aikawa được thiết kế theo kiểu mặt nạ Oni truyền thống của Nhật và cho phép ông bẻ đôi một Grande Menos chỉ với tay trần . Zanpakutō của ông là Tengumaru (天狗丸 Thiên Cẩu Hoàn). Lệnh shikai của Tengumaru là Đè bẹp xuống (打ち砕け uchikudake), biến nó thành một cây kanabō giống cây xương rồng màu đen, to gấp hai lần kích thước của chính ông và có khả năng điều khiển lửa. Với mặt nạ,ông có thể đánh liên tục với một tay trong lúc sử dụng shikai và tăng tốc độ lên nhiều lần.

#### Aizen Sōsuke
Aizen Sōsuke (藍染 惣右介 Lam Nhiễm Tổng Hữu Giới) là đội trưởng của Đội 5 ở mở đầu của Bleach. Ông đào ngũ khỏi Gotei 13 tại kết thúc của Soul Society arc và bỏ chạy đến Hueco Mundo. Trong quá khứ ông là đội phó của Đội 5 theo Hirako Shinji, người mà ông thay thế sau khi Shinji chuyển đổi thành một Visored. Zanpakutō của Aizen là Kyōka Suigetsu (完全催眠 Kính Hoa Thủy Nguyệt) với lệnh Tan vỡ (砕けろ kudakero). Nó có khả năng là "Kanzen Saimin" (完全催眠 Hoàn toàn Thôi miên) khiến cả năm giáp quan của đối phương bị lừa bởi ảo ảnh kể cả mùi vị, cân nặng, kích thước, hình dạng,... Aizen giả chết bằng cách sử dụng năng lực này. Ai nhìn thấy shikai của Kyoka Suigetsu sẽ bị trúng thuật thôi miên và bị điều khiển bởi Zanpakuto của Aizen lúc được giải phóng (dù đối tượng chỉ thấy một lần,ai không nhìn thấy sẽ không bị ảnh hưởng). Đó là lý do Tōsen gia nhập với Aizen. Lúc Aizen chỉ là một đội phó, Aizen bịa ra rằng Kyoka Suigetsu là một Zanpakutō hóa lỏng,nó phản chiếu chất lỏng và sương mù làm rối loạn kẻ địch trong lúc chiến đấu và biểu diễn nó cho các đội phó và các shinigami khác. Unohana cho rằng đó là nghi thức thôi miên. Cách hóa giải duy nhất của Kyoka Suigetsu là chạm vào thanh Kyōka Suigetsu trước khi bị "Kanzen Saimin" tác động, thậm chí nó có thể làm nhiễu loạn năng lực The Almighty của Yhwach. Bankai của Aizen vẫn chưa được tiết lộ. Vì phản bội nên cả Aizen lẫn Tōsen và Gin đều bị khai trừ khỏi Gotei 13 và bị Trung tâm 46 kết án 20000 năm vì tội phản quốc cao và 1 loạt các tội ác không đếm xuể. Vậy nên dù góp công trong việc đánh bại Yhwach nhưng Aizen vẫn bị rất nhiều người khinh bỉ, thế nhưng Shunsui vẫn muốn sau khi hoàn thành bản án thì Aizen sẽ thành đồng minh của Gotei 13.

#### Tōsen Kaname
Tōsen Kaname  (東仙 要 Đông Tiên Yếu) là cựu đội trưởng của Đội 9. Ông bị mù từ khi mới sinh, nhưng có khả năng sử dụng khả năng tâm linh của mình để "nhìn". Tōsen là một người cực kỳ bình tĩnh và nghiêm túc, mặc dù ông sẽ không hạn chế việc chiến đấu cho những gì mình tin vào hoặc để bảo vệ công lý. Triết lý của ông được thông qua từ một người bạn trước khi trở thành một Shinigami. Khi người bạn đó bị giết bởi chồng của cô vì chống lại sự đòi hỏi của hắn, Tōsen vỡ mộng vì một người chân chính có thể bị giết vì những lý do không đáng. Sau vụ giết người, tư tưởng của ông về cuộc sống đã trở thành "đi theo con đường ít sự đổ máu". Ông tham gia cùng với Aizen Sōsuke và Ichimaru Gin trong việc đào ngũ khỏi Gotei. Tuy nhiên, trong trận chiến chống lại Komamura tại thị trấn Karakura giả, đã tiết lộ rằng lý do ông phản bội các Shinigami là vì ông nhìn thấy sự bất công trong việc Soul Society từ chối hình phạt tử hình cho kẻ giết người bạn của ông.
Tōsen cũng tiết lộ rằng Aizen đã cho ông sức mạnh của Hollow. Mặc dù đã gần như thành công trong việc tiêu diệt Komamura với sức mạnh mới này, Tōsen, với khả năng nhìn mới của mình, quên mọi thứ khác xung quanh và bị đâm qua đầu khi Shūhei kích hoạt zanpakutō của anh. Bị thương nặng và quay trở lại con người cũ trước kia, Tōsen rơi nước mắt khi Komamura nói với ông rằng mất ông sẽ là rất khó chịu. Ông liền gọi Hisagi đến bên cạnh, nhưng khi ông yêu cầu nhìn thấy khuôn mặt của Hisagi cho rõ một lần nữa, Kaname chết trong một vụ nổ, dường như gây ra bởi Aizen.
Zanpakutō mà Tōsen sử dụng ban đầu thuộc về người bạn đã mất của ông và được gọi là Suzumushi (清虫 Thanh Trùng, nghĩa là "côn trùng thuần túy", nhưng đọc là "dế"). Trong hình thức phong ấn của nó, Suzumushi trông như một thanh katana thông dụng; cán của nó có hình dạng như một giọt nước mắt. Không giống như hầu hết các zanpakutō khác, Suzumushi có hai lệnh shikai, từng lệnh tương ứng với một hiệu ứng độc đáo. Với lệnh thứ nhất, Suzumushi tạo ra một bức tường âm thanh trên một diện tích rộng để làm quá tải việc nghe của bất ai trong phạm vi ảnh hưởng và khiến họ bất tỉnh và tên lệnh của nó là "Khóc" (鳴け nake). Với lệnh thứ 2, Suzumushi biến đổi thành Suzumushi Nishiki: Benihikō (清虫 二式: 紅飛蝗 Thanh Trùng Nhị Thức Hồng Phi Hoàng, nghĩa là "Suzumushi, phong cách thứ 2: "châu chấu đỏ"), tạo ra một dấu vết mà khi đong đưa sẽ biến thành hàng trăm lưỡi kiếm rơi xuống đối thủ. Bankai của nó là Suzumushi Tsuishiki: Enma Kōrogi (清虫 終式: 閻魔 蟋蟀 Thanh Trùng Chung Thức: Diễm Ma Tất Suất, nghĩa là "Suzumushi, phong cách cuối cùng: "dế diêm vương") sẽ tạo ra một mái vòm lớn màu đen, với tâm tại vị trí của Tōsen và neo vào mặt đất với mười vòng tròn. Bất kỳ ai trong mái vòm cũng đều sẽ mất 4 trên 5 giác quan của họ, chỉ giữ lại cảm giác sờ. Điểm yếu của kỹ thuật này là bất cứ ai cầm được cán kiếm Suzumushi sẽ không bị ảnh hưởng bởi hiệu ứng của mái vòm, do đó, bất cứ ai có thể tóm lấy Suzumushi sẽ phục hồi các giác quan của họ miễn là họ vẫn cầm cán kiếm.
Mặt nạ Hollow của ông cung cấp khả năng tái sinh nhanh, cũng như tốc độ và sức mạnh cho phép ông theo kịp với bankai khổng lồ của Komamura. Tōsen có thể làm tăng thêm sức mạnh của mình bằng cách sử dụng "Resurrección" là Suzumushi Hyakushiki: Grillar Grillo (清虫 百式: 狂枷 蟋蟀 Gurijaru Gurījo Linh Trùng Bách Thức: Cuồng Gia Tất Suất, tiếng Tây Ban Nha là "dế hót líu lo," tiếng Nhật là "dế móc mất trí") để biến thành một Hollow giống côn trùng với đôi mắt có thể nhìn và bắn cero. Đòn tấn công tối thượng của ông ở dạng này là Los Nueve Aspectos(九 相 輪殺 Rosu Nuwebe Asupekutosu Cửu Tương Luân Sát, tiếng Tây Ban Nha là "chín khía cạnh"), tạo ra một sóng âm có thể cắt qua qua đối phương thông qua động tác tay tương tự như kuji-in .
Trong anime, Tousen được lồng tiếng bởi Morikawa Toshiyuki trong bản tiếng Nhật và David Rasner trong bản lồng tiếng Anh.

#### Kanō Ashido
Kanō Ashido (狩能 雅忘人 Thú Năng Nhã Vong Nhân) là cựu đội phó Đội 11 dưới quyền Kuruyashi Kenpachi và được xác nhận trong tiểu thuyết Spirits Are Forever With You (có sự giám sát của tác giả Tite Kubo). Ashido được giới thiệu trong bản chuyển thể Hueco Mundo arc của anime. Anh ban đầu xuất hiện trong manga trong cùng một phần như anime, nhưng đã phải cắt đi bởi tác giả Tite Kubo do vấn đề thời gian . Anh mặc đồng phục tiêu chuẩn của Shinigami trong tình trạng rách rưới và không có giày dép, với áo khoác lông thú choàng qua vai. Áo khoác này bao gồm một số mặt nạ Hollow trang trí trên đó với một cái (giống như hộp sọ của một con linh dương) là của Hollow đã giết người bạn thân nhất của anh. Cùng với một số Shinigami khác, Ashido đuổi theo một nhóm các Hollow vào Hueco Mundo hàng trăm năm trước cốt truyện hiện tại của Bleach. Tuy nhiên, thay vào đó họ bị săn lùng bởi các Hollow và từng người một bị giết, để lại Ashido là người sống sót duy nhất. Mặc dù có thể trở về Soul Society nhưng anh quyết định ở lại và giết càng nhiều Hollow có thể, hy vọng sẽ giảm số lượng xuất hiện của chúng trong thế giới con người. Sau khi gặp Kuchiki Rukia, anh đồng ý cùng cô rời khỏi Hueco Mundo. Khi cô và bạn bè của cô là rời khỏi khu vực đó thì họ bị tấn công bởi Hollow và Ashido là bị mắc kẹt trong một hang động, trong khi bảo vệ họ. Nơi ở và tình trạng hiện tại của Ashido là chưa rõ nhưng Rukia thề sẽ trở lại một ngày nào đó và cứu anh.
Ashido được lồng tiếng bởi Kase Yasuyuki trong bản tiếng Nhật và Travis Willingham trong bản lồng tiếng Anh.

#### Kenzaki "Kenryū" Ryūsei
Kenzaki Ryūsei (犬崎 劉聖), thường được gọi là Kenryū (犬龍 Kenryū), là Shinigami được giới thiệu trong The New Captain Syūsuke Amagai arc của anime. Anh là một đầy tớ của Kasumiōji Rurichiyō, công chúa của gia đình quý tộc Kasumiōji. Anh rất trung thành với Rurichiyō và thường khiển trách Ichigo vì không thể hiện sự tôn trọng cô. Anh có khuông mặt tương tự như arrancar Tesla nhưng có mái tóc đen ngắn và mặc một bộ đồng phục Shinigami thông thường với quần áo trong màu trắng, cùng với bao tay dài.
Zanpakuto của anh là Benishidare (紅枝垂 nghĩa là "cành cây đỏ thẫm khóc"). Khi kích hoạt, nó có dạng của một thanh kiếm màu đen dài với 5 bông hoa gắn liền với nó, 2 hoa hai bên, và một chóp. Những bông hoa này thả phấn để tạo ra nhiều bông hoa trên vũ khí của đối thủ, làm cho nó vô dụng nhưng những chúng sẽ tàn lụi nếu phấn hoa bị thổi bay đi. Kenryū cũng có thể phân tán những bông hoa trên lưỡi kiếm để che mắt kẻ thù và giúp anh trốn thoát. Anh cũng có thể tạo ra một sương mù màu tím dày để làm mù kẻ thù. Với lệnh "rơi như hoa" (散華 sange), Benishidare có thể biến cánh hoa của nó thành năng lượng hồng kim có kích thước lớn rơi xuống mục tiêu.
Kenryū được lồng tiếng bởi Takahashi Hiroki trong bản tiếng Nhật và Roger Craig Smith trong bản lồng tiếng Anh.

#### Yamada Seinosuke
Yamada Seinosuke (山田 清之介 Sơn Điền Thanh Chi Giới) là cựu đội phó Đội 4 trước Kotetsu Isane. Seinosuke rất ít khi xuất hiện nên thông tin về anh vô cùng ít ỏi, chỉ biết rằng anh khá xấu tính và rất tôn trọng đội trưởng Unohana. Sau khoảng thời gian Urahara rời khỏi Soul Society, Seinosuke rời Đội 4 và chức đội phó tiếp theo do Isane đảm nhiệm. Từ khi rời Đội 4, Seinosuke chuyển qua phục vụ cho nhà Tsunayashiro, một trong Tứ Đại Gia Tộc. Cùng với Michibane Aura là đồng sáng tạo ra Ubuginu Hikone, một linh hồn nhân tạo vô cùng mạnh mẽ có sức mạnh khủng khiếp để phục vụ cho Tsunayashiro Tokinada. Zanpakutō của anh là Sagisō (鷺草 Lộ Thảo) với lệnh giải ấn shikai là Tản ra (祛え harae), khả năng của nó vẫn chưa được tiết lộ.

#### Shirogane Ginjirō
Shirogane Ginjirō (銀　銀次郎 Ngân Ngân Thứ Lang) là cựu đội phó Đội 6 sau khi Byakuya vừa lên chức đội trưởng và là cha của Shirogane Mihane. Là một người đàn ông thân thiện, tận tụy với đội trưởng của mình. Khi còn là đội phó ông đã lập nên của hàng kính mát Gin Tonbo và đã từ bỏ vị trí đội phó để tập trung vào công việc bán kính mát. Ginjirō cũng hay tặng kính mát cho Hiệp hội Nam giới Shinigami và luôn tặng kính mát cho Byakuya mặt dù anh không thích. Vì là người đảm nhiệm chức vụ đội phó cho Ginjirō, Renji cũng hay được giảm giá khi đến cửa hàng Gin Tonbo nhưng giá kính lại rất cao nên dù đã giảm giá thì Renji vẫn thiếu tiền khi mua kính bảo hộ mà anh cần.

#### Enkōgawa "Enryū" Ruzaburō
Enkōgawa Ruzaburō (猿猴川 流三郎), thường được gọi là Enryū (猿龍 Enryū), được giới thiệu trong The New Captain Syūsuke Amagai arc của anime. Anh là một người ít nói với tóc kiểu mohawk, cùng một mohawk nhỏ có hình dạng giống như một tia chớp. Anh mặc quần áo trong màu trắng dưới trang phục Shinigami tiêu chuẩn cũng như đeo kính mát. Giống như Kenryū, anh là một người đầy tớ của Kasumiōji Rurichiyō. Anh có trách nhiệm trừng phạt bất cứ ai anh tin là thô lỗ với công chúa. Ruzaburō có giọng nói the thé và cao, khiến anh rất xấu hổ, nhưng Rurichiyō thì rất thích. Bởi vì giọng nói của mình, anh hầu như không bao giờ nói, ngay cả khi hỏi Kenryū về vị trí của Rurichiyō (anh sử dụng cử chỉ hài hước trong một loại kịch câm để hỏi, mà Kenryū có thể hiểu).
Zanpakutō của anh là Daichimaru (代地丸 nghĩa là "đất") có hình dạng một cặp nắm tay nối với nhau bằng dây xích. Bằng cách nện mặt đất, anh có thể tạo ra một đôi tay đá trỗi lên từ mặt đất để bẫy mục tiêu hoặc phòng thủ.
Enryū được lồng tiếng bởi Okiayu Ryōtarō trong bản tiếng Nhật và Neil Kaplan trong bản tiếng Anh.

#### Kurumadani Zennosuke
Kurumadani Zennosuke (車谷 善之介 Xa Cốc Thiện Chi Giới) là một Shinigami tóc xoăn được giao nhiệm vụ thay thế Rukia trong việc khu vực xung quanh Thị trấn Karakura. Trong arc cuối cùng của Bleach, anh được thay thế bởi Yuki Ryūnosuke và Shino
Zanpakutō của anh là Tsuchinamazu (土鯰 Cá da trơn Đất) mà ở trạng thái phong ấn của nó giống như một thanh kiếm katana trung bình với tsuba hình chữ nhật. Để kích hoạt shikai, Zennosuke dùng lệnh {{nihongo|Chào buổi sáng|おはよう|ohayō]]. Bằng cách đâm xuyên qua mặt đất, Tsuchinamazu có thể nhấc một phần đáng kể mặt đất xung quanh và biến chúng thành các gai sắc nhọn có khả năng đâm xuyên đối phương. Zennosuke cũng có thể sử dụng những mảnh vỡ của đất để hoàn toàn bẫy đối thủ.
Trong anime, Zennosuke được lồng tiếng bởi Yabe Masashi trong bản tiếng Nhật và Kirk Thornton trong bản lồng tiếng Anh (trừ tập 80, khi anh được lồng tiếng bởi Terrence Stone).

#### Saidō Eikichirō
Saidō Eikichirō (西堂 榮吉郎 Tây Đường Vinh Cát Lang) là Shinigami chỉ có trong anime. Anh lúc đầu được một Shinigami khác phái đến Karakura để tìm hiểu tại sao Rukia không báo cáo về. Anh nhanh cóng tìm được cô cho đến khi gia đình Kurosaki bị tấn công bởi Grand Fisher. Anh là người đã giúp Rukia và Ichigo trong trận chiến với Grand Fisher. Anh bị đánh gục bởi Grand Fisher trong khi Ichigo tiếp tục chiến đấu với nó. Sau khi chứng kiến Ichigo đẩy lui Grand Fisher, Eikichirō bỏ đi với kế hoạch nói với cấp trên là mình không thể tìm được Rukia. Khi Aizen bắt đầu cuộc xâm lược Thị trấn Karakura, Eikichirō đang ở thị trấn bên cạnh và bảo vệ linh hồn một cô bé khỏi một số Hollow. Sau khi đưa cô đến nơi an toàn, Eikichirō bắt đầu tự hỏi ai sẽ giành chiến thắng trong cuộc chiến.
Zanpakutō của Eikichirō giống như một cây wakizashi với cán màu đen và tay cầm màu xám.
Eikichirō được lồng tiếng bởi Kiramoto Takuya trong bản tiếng Nhật và bởi Kirk Thornton trong bản lồng tiếng Anh.
Ngoài ra còn có:
- Kanisawa và Aoga (青鹿, Thanh Lộc)
- Rantao (蘭島, Lan Đảo)
- Baishin
- Senna (茜雫?)

#### Lính gác cổng
Lính gác cổng là ngững người khổng lồ (mỗi người phải hơn cả 30 feet) là những người lính giữ 4 lối vào Sereitei.
Ikkanzaka Jidanbō (兕丹坊 Hủy Đan Phường) (Cửa Tây - Hakutōmon) là một lính gác cổng tốt và rất tin tưởng vào danh dự. Anh cho rằng mỗi cuộc đấu phải là một đấu một (như là phong cách của phân khu 11), và nếu thua cuộc đồng nghĩa anh phải mở cổng cho dù đối với kẻ thù. Khi anh đang mở cổng cho nhóm Ichigo thì bị Ichimaru Gin cản trở. Anh là người duy nhất mà Ichigo chiến đấu khi lần đầu đến Soul Society. Sau này trở thành bạn của nhóm Ichigo. Anh có một sức khỏe phi thường khi trên tay cầm hai thanh rìu khổng lồ nhưng cuối cùng bị Ichigo đánh gãy trong trận đấu của hai người. Khi Aizen xuất hiện trên đồi Sōkyoku, Jidanbō và Kūkaku chiến đấu với 3 lính gác cổng khác bị Aizen thôi miên là Kaiwan (嵬蜿 Ngôi Uyển) (Cửa Đông - Shōryūmon), Danzōmaru (斷蔵丸) (Cửa Bắc - Kokuryōmon), Bikonyūdō (比鉅入道 Bỉ Cự Nhập Đạo) (Cửa Nam - Shūwaimon).

## Đánh giá
Các nhà phê bình từ manga, anime và các phương tiện truyền thông khác có nhiều nhận xét về các Shinigami. Carlo Santos của Anime News Network đã ca ngợi việc sử dụng Shinigami và Soul Society, vì nó "lấy công thức quen thuộc của giải đấu đỉnh cao tới chiều cao của sự sáng tạo" liên quan đến một thực tế là "Đây không chỉ là về đào tạo và chiến đấu nữa" . Melissa Harper nhận xét rằng trong khi từ Shinigami được thay đổi thành Soul Reaper trong bản tiếng Anh, đó là một mô tả đầy đủ và "do đó là bản dịch hoàn hảo."  Mania Entertainment nhận xét về việc Ichigo biến thành Shinigami là "một thiết lập cơ bản cho chính loạt truyện" và ca ngợi việc anh không làm "những khoảnh khắc lúng túng trong việc xử lý một thanh kiếm" làm cho loạt truyện ít phổ biến hơn . Michael Aronson từ Mangalife.com ghi nhận Shinigami ban đầu tương tự với Ghostbusters nhưng ông ca ngợi họ sau này được phát triển khi loạt truyện tiến triển . IGN cũng khen ngợi sự tương tác giữa các nhân vật và nhận xét rằng Soifon và Yoruichi là một phần của lịch sử thú vị hơn trong loạt truyện .